# Sbarco in Normandia
Lo sbarco in Normandia (nome in codice operazione Neptune, parte marittima della più ampia operazione Overlord) fu uno dei più grandi attacchi anfibi della storia, messa in atto dalle forze alleate durante la seconda guerra mondiale per aprire un secondo fronte in Europa, dirigersi verso la Germania nazista e allo stesso tempo alleggerire il fronte orientale, sul quale da tre anni l'Armata Rossa stava sostenendo un aspro conflitto contro i tedeschi. L'invasione iniziò nelle prime ore di martedì 6 giugno 1944 (data conosciuta come D-Day in inglese e Jour-J in francese), quando toccarono terra nella penisola del Cotentin e nella zona di Caen le truppe alleate aviotrasportate, che aprirono la strada alle forze terrestri. All'alba del 6 giugno, precedute da un imponente bombardamento aeronavale, le fanterie sbarcarono su cinque spiagge.
Esse si trovavano all'interno di una fascia lunga circa ottanta chilometri sulle coste della Normandia: nel settore statunitense dell'invasione, tre divisioni di fanteria presero terra alle ore 06:30 sulle spiagge denominate Utah e Omaha, mentre nel settore anglo-canadese, un'ora più tardi, altre tre divisioni sbarcarono in altrettante spiagge denominate Sword, Juno e Gold. Le truppe che toccarono queste spiagge subirono la reazione nemica, che in diversi settori (soprattutto a Omaha e Juno) fu molto pesante e causò gravi perdite. Dopo essersi attestati sulle spiagge e aver violato le difese del cosiddetto Vallo Atlantico durante lo stesso D-Day, gli uomini sarebbero dovuti avanzare per dirigersi il più velocemente possibile verso obiettivi situati più in profondità (le cittadine di Carentan, Saint-Lô e Bayeux) per rafforzare la testa di ponte e minacciare le vie di rinforzo nemiche.
Successivamente avrebbe preso il via la campagna terrestre di Overlord, che diede vita alla battaglia di Normandia, in cui le armate alleate ebbero lo scopo di rafforzare ed espandere la testa di ponte nella Francia occupata, conquistare i principali porti nord-occidentali della Francia e spingersi verso l'interno fino a liberare Parigi. Da qui le forze alleate avrebbero quindi continuato la loro avanzata per spingere i tedeschi oltre la Senna, minacciando direttamente il territorio tedesco in concomitanza con l'avanzata sovietica a est, e concorrere all'invasione e sconfitta della Germania nazista.

## Premesse
Negli ultimi giorni del 1941 si verificò una svolta significativa nello svolgimento del conflitto mondiale, l'attacco giapponese a Pearl Harbor, al quale seguì la dichiarazione di guerra della Germania nazista e dell'Italia fascista agli Stati Uniti. Con grande sollievo dei britannici, il presidente Franklin Delano Roosevelt e i suoi capi di stato maggiore aderirono subito al principio del Germany first ("la Germania per prima"), riconoscendo che la potenza bellica tedesca rappresentava il pericolo maggiore e che, dopo la sua sconfitta, l'Impero giapponese sarebbe presto capitolato. La guerra nel Pacifico divenne quindi un impegno prioritario per la marina statunitense, mentre lo sforzo massimo delle forze di terra si sarebbe concentrato contro la Germania e l'Italia. Tale decisione fu ribadita durante la prima grande conferenza angloamericana di guerra, apertasi a Washington il 31 dicembre 1941 e denominata Arcadia, nella quale gli Stati Uniti si impegnarono nell'attuazione del piano Bolero, ossia il progressivo concentramento di forze statunitensi in Gran Bretagna in vista di un'invasione dell'Europa.
Nei mesi che seguirono Arcadia, gli statunitensi cominciarono a orientarsi verso un'invasione oltre la Manica in tempi brevi: su questo punto incominciò il dibattito e una considerevole quantità di discussioni politiche e militari tra gli Alleati. L'impazienza dei comandanti statunitensi si contrapponeva alla cautela da parte britannica, e questo scontro di vedute caratterizzò il crescente dissenso tra i capi dello stato maggiore combinato per tutto il 1942 e per gran parte del 1943. In un primo momento l'atteggiamento statunitense fu determinato dal timore del rapido crollo dell'alleato sovietico, se gli alleati non avessero creato al più presto una imponente azione diversiva a occidente, cui si sommava la pressione di Iosif Stalin che accusava gli Alleati occidentali di lasciare isolate le forze armate sovietiche dinanzi alla macchina da guerra tedesca. Fu perciò avviato lo studio del piano Round-up, che incontrò la disapprovazione dei britannici, maggiormente propensi a spostare le risorse militari verso obiettivi più modesti ma più realistici: con riluttanza, nel 1942 Washington acconsentì all'invasione dell'Africa settentrionale francese. Dal momento, però, che il concentramento di truppe in Gran Bretagna non si stava svolgendo nei tempi stabiliti, la campagna del Nordafrica iniziava a trascinarsi senza risultati e la disfatta del raid su Dieppe (19 agosto) aveva dimostrato i rischi di uno sbarco anfibio su coste fortificate. Divenne evidente per i comandi anglo-americani che, nel 1943, non ci sarebbe potuta essere una campagna di Francia e l'apertura del secondo fronte.

## Pianificazione
Il vero processo di pianificazione dell'invasione dell'Europa continentale cominciò a partire dal gennaio 1943, quando durante la conferenza di Casablanca i capi militari anglo-americani si incontrarono per la seconda volta per fare il punto della situazione. Anche allora i britannici riuscirono a far prevalere i loro punti di vista sulla conduzione della guerra e gli statunitensi aderirono ai piani dell'operazione Husky, ossia lo sbarco in Sicilia, con la prospettiva di ulteriori operazioni militari in Italia. Alla conferenza svoltasi nel maggio 1943 a Washington, denominata in codice Trident, fu stabilito che nella primavera del 1944 sarebbe stata lanciata l'invasione dell'Europa nordoccidentale (nome in codice: operazione Overlord) e fu decisa, nonostante i dubbi britannici, l'attuazione dell'operazione Anvil, ovvero un secondo sbarco in Francia meridionale da svolgere in concomitanza con Overlord e a prescindere dai costi della campagna d'Italia.
Nell'aprile 1943 il generale di corpo d'armata britannico sir Frederick Morgan fu nominato capo di stato maggiore del Comando supremo alleato (COSSAC - Chief of Staff to the Supreme Allied Commander), con la responsabilità di elaborare in via preliminare i particolari tecnici di Overlord. Il COSSAC fu però strettamente vincolato, su decisione dei capi di stato maggiore del comando combinato con sede a Washington, a elaborare un piano operativo con un inadeguato apparato di forze: si prevedeva infatti lo sbarco in Francia di tre divisioni. Tra i primi problemi affrontati vi furono la limitatezza del raggio d'azione della copertura aerea, la presenza di almeno un porto importante nelle vicinanze, i limiti di capacità delle spiagge, la lunghezza del tratto di mare da superare e, infine, l'efficacia delle difese costiere tedesche. La regione del Pas de Calais fu scartata perché, nonostante offrisse le spiagge più adatte, fosse molto vicina alle coste inglesi e rappresentasse un più diretto accesso alla Germania, era per questi motivi il punto più probabile dove ci si sarebbe aspettata un'invasione e quindi il meglio difeso. Si portò allora l'attenzione a ovest, verso le ampie spiagge della Bretagna, del Cotentin e della Normandia. La scelta ricadde sulla costa del Calvados in Normandia, che poteva contare su difese tedesche più deboli dato che la foce del fiume Orne segnava il confine operativo tra la 15ª Armata della Wehrmacht a nord-est e la 7ª Armata a sud-ovest. Inoltre il Calvados, rispetto al Pas de Calais, possedeva ampie spiagge riparate dai venti occidentali e nei pressi di Caen si trovava il campo d'aviazione di Carpiquet.

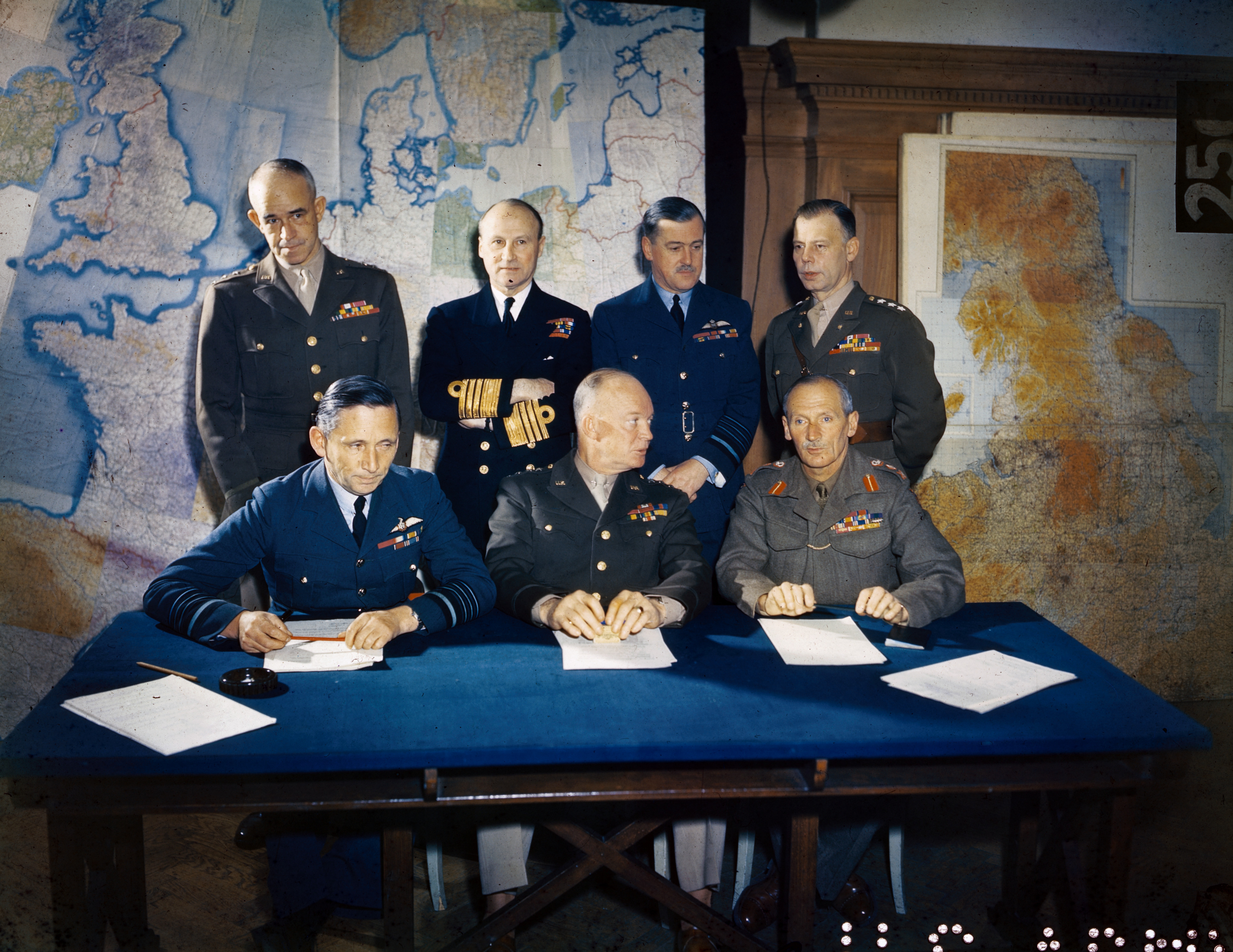
Riunione dello Supreme Headquarters Allied Expeditionary Force (SHAEF), 1º febbraio 1944. Fila anteriore: Air Chief Marshal ("maresciallo dell'aria capo") Arthur Tedder; generale Dwight Eisenhower; generale Bernard Montgomery. Fila posteriore: tenente generale Omar Bradley; ammiraglio Bertram Ramsay; Air Chief Marshal Trafford Leigh-Mallory; tenente generale Walter Bedell Smith.

Il 7 dicembre 1943 il generale Dwight Eisenhower fu nominato comandante del Supreme Headquarters Allied Expeditionary Force (SHAEF), ossia il comando supremo della forza di spedizione alleata, prendendo così il controllo globale delle truppe alleate in Europa. I tre posti di comando a lui subordinati furono occupati da tre ufficiali britannici: il generale Bernard Law Montgomery, l'ammiraglio Bertram Ramsay e il maresciallo capo dell'aria Trafford Leigh-Mallory, rispettivamente per le forze terrestri, navali e aeree; un altro alto ufficiale britannico, il maresciallo capo dell'aria sir Arthur Tedder, fu nominato vicecomandante supremo, in riconoscimento del ruolo centrale che l'aviazione avrebbe dovuto svolgere nell'invasione. Appena assunto il comando del 21º Gruppo d'armate, il generale Montgomery sostituì tutto lo stato maggiore con i suoi fidati ed esperti ufficiali dell'8ª Armata britannica e, subito dopo, incrementò le ricognizioni aeree dalla Normandia fino a Pas de Calais. La nomina di Montgomery fu messa in discussione dagli esponenti militari statunitensi, che avrebbero preferito il più mite e accomodante generale Harold Alexander come comandante delle forze di terra; lo stesso Montgomery aveva dubbi sulla nomina di Eisenhower, perché questi aveva poca esperienza sul campo.
Quando Eisenhower e il suo stato maggiore giunsero a Londra il 15 gennaio 1944 per subentrare al COSSAC, studiarono il piano del generale Morgan e ne accettarono la logica, eccettuata la consistenza degli effettivi coinvolti: gli alti comandi responsabili, sia britannici sia statunitensi, si trovarono d'accordo nell'affermare che era imperativo ampliare il fronte dell'invasione con un attacco portato da cinque divisioni, perciò chiesero e ottennero l'assegnazione di numerosi altri mezzi da sbarco. Al contrario di Morgan, che per mancanza di risorse aveva bocciato una possibile estensione del fronte verso ovest, scartando la penisola del Cotentin a causa dei vasti territori allagati nell'entroterra, Eisenhower optò per impiegare in quest'area truppe aviotrasportate statunitensi, incaricate di occupare gli argini delle zone allagate e facilitare l'avanzata delle truppe dalla spiaggia verso l'interno.
Il 21 gennaio, il generale Montgomery perfezionò il piano di attacco precedentemente abbozzato dal COSSAC e delineò la nuova impostazione del piano che, nelle settimane successive, sarebbe stato trasformato in ordini operativi per le armate alleate. Gli statunitensi, sulla destra, dovevano puntare su Cherbourg, Brest e i porti della Loira: era logico farli sbarcare sul lato occidentale perché in tal modo si sarebbero trovati in posizione favorevole a ricevere ordini, uomini e rifornimenti direttamente per mare dagli Stati Uniti. I britannici e i canadesi sulla sinistra «avrebbero impegnato il grosso del nemico sopravveniente da est e da sud-est»; Montgomery aggiungeva poi: «Nelle fasi iniziali dovremmo impegnarci ad assicurare rapidamente il controllo dei principali nodi di comunicazione stradali. Faremo quindi avanzare le nostre truppe corazzate tra quei centri e oltre spiegandole in terreno favorevole. Risulterà così difficile al nemico far affluire le sue riserve facendole filtrare attraverso le formazioni corazzate».

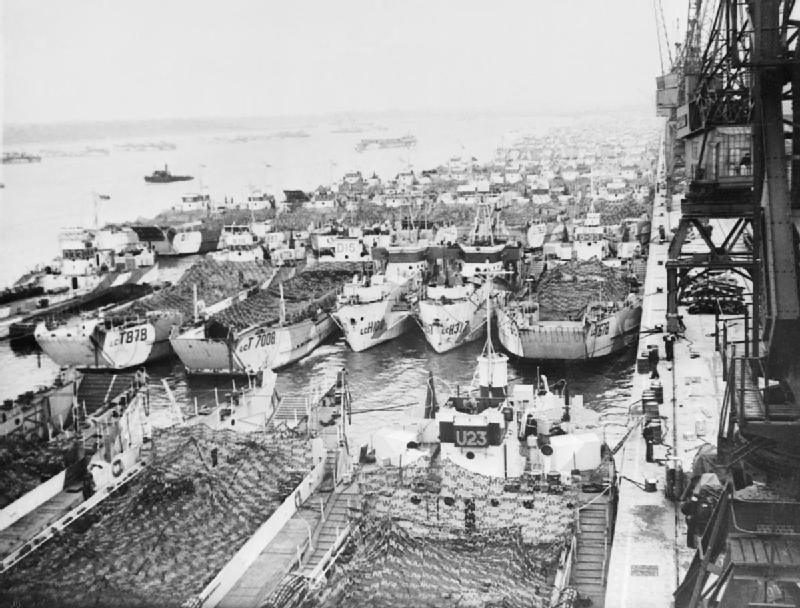
Imbarcazioni d'assalto stipate nel porto di Southampton, in previsione del D-Day

Il quartier generale del 21º Gruppo d'armate si impegnò a studiare i piani operativi, ma il potenziale tedesco sarebbe comunque dipeso dal comportamento del Führer, il quale rappresentava l'apice decisionale nemico, e dalla riuscita di Fortitude, una vasta operazione di depistaggio imperniata su un fantomatico "Primo gruppo d'armate statunitense", al comando dell'impetuoso tenente generale George Smith Patton, che minacciava uno sbarco a Calais. La paura principale era dunque il rischio non tanto di essere ricacciati in mare, quanto piuttosto di incorrere in una situazione di stallo simile a quella avuta sul fronte occidentale nel corso della prima guerra mondiale.

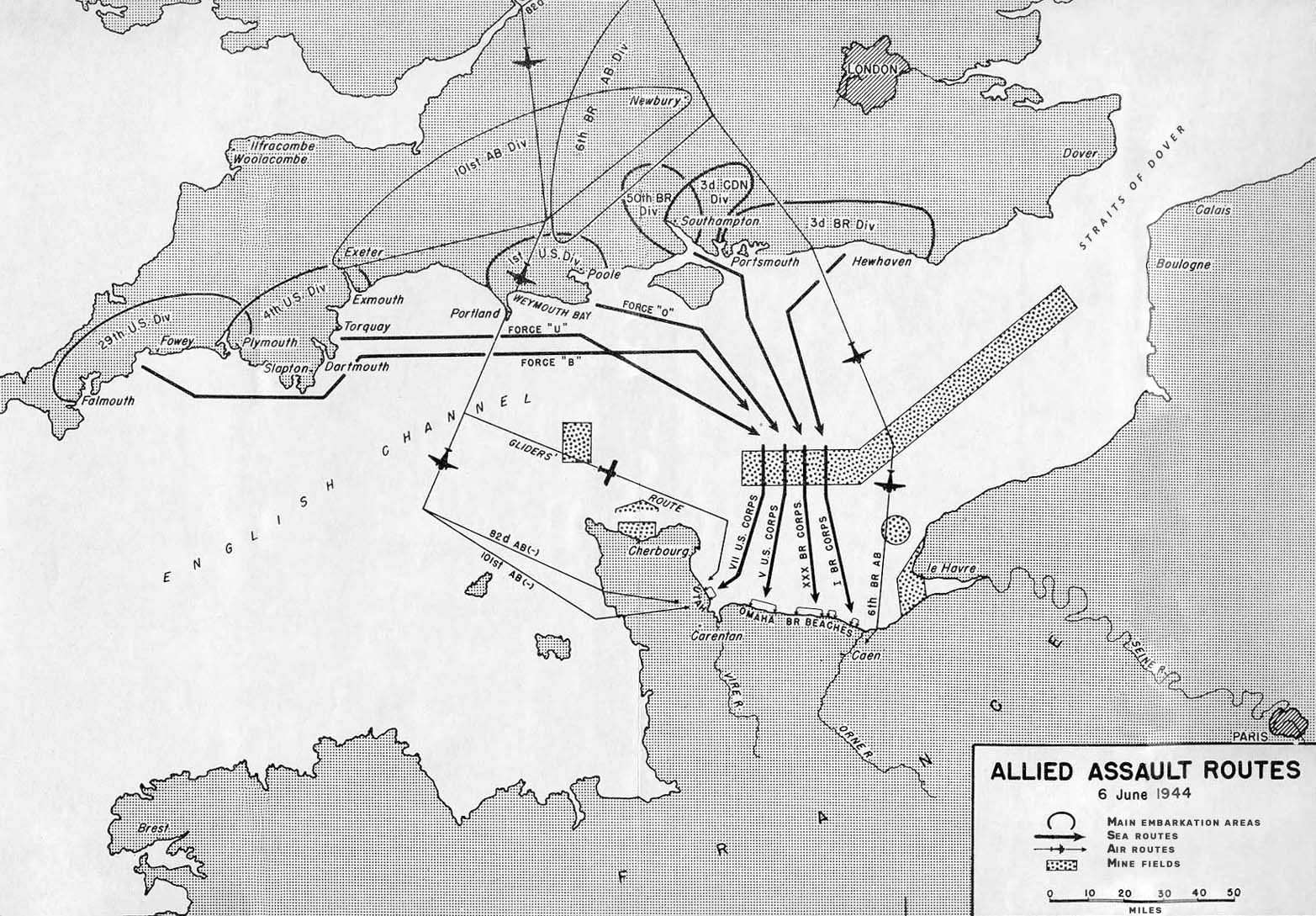
Piano schematico d'invasione della Normandia, con i movimenti della flotta diretta alle spiagge e delle forze aviotrasportate

Durante la riunione denominata "esercitazione Thunderclap", il generale Montgomery espose il piano su un grande plastico alla presenza di tutti gli ufficiali delle sue forze di terra, in cui ipotizzava imprevisti e possibili battute d'arresto. Tale piano fu nuovamente, e definitivamente, esposto da Montgomery il 15 maggio agli ufficiali superiori degli eserciti alleati e alle massime cariche istituzionali dell'Impero britannico: il re Giorgio VI, il primo ministro Winston Churchill, il primo ministro del Sudafrica Jan Smuts e il capo di stato maggiore dell'esercito britannico sir Alan Brooke.
Il piano era così articolato. All'estrema sinistra dello schieramento la 6ª Divisione aviotrasportata britannica doveva iniziare l'attacco nelle prime ore del 5 giugno 1944 (data inizialmente scelta per gli sbarchi), con il compito di occupare i ponti sul fiume Orne, eliminare una batteria nemica a Merville, far saltare i ponti sul Dives e in linea di massima fungere da protezione sul fianco della 3ª Divisione britannica: questa doveva prendere terra assieme a commando francesi e britannici a Sword Beach, quindi dirigersi verso Ouistreham per occupare i campi di aviazione di Caen e di Carpiquet. La 3ª Divisione canadese sarebbe dovuta sbarcare nella spiaggia a fianco (Juno Beach) e proseguire fino a incrociare la strada principale Caen-Bayeux. La 50ª Divisione britannica doveva toccare terra a Gold Beach, marciare anch'essa in direzione di Ouistreham, occupare il porticciolo di Arromanches-les-Bains e annientare la batteria nemica a Longues-sur-Mer. A Omaha Beach, più a ovest, la 1ª e la 29ª Divisione statunitense dovevano guadagnarsi le vie d'uscita, occupare i villaggi di Colleville, Saint-Laurent-sur-Mer e Vierville per poi spingersi nell'entroterra. Sui fianchi interni di queste due divisioni i battaglioni ranger statunitensi si sarebbero impegnati nella conquista di Pointe du Hoc e della sua batteria, che teneva sotto tiro le spiagge occidentali di sbarco. A Utah Beach, infine, la 4ª Divisione di fanteria statunitense avrebbe preso terra e assunto il controllo della strada costiera, quindi doveva marciare verso ovest e prendere gli argini verso l'entroterra, pronta a girare a destra in direzione di Cherbourg. Secondo gli intendimenti del generale Eisenhower, furono inoltre schierate due divisioni di paracadutisti per operare in profondità nel Cotentin: la 101ª Divisione aviotrasportata statunitense sarebbe atterrata a sud-ovest di Sainte-Mère-Église per assicurarsi il lato dell'entroterra degli argini, distruggere i ponti nelle vicinanze di Carentan e proteggere così il lato meridionale di Utah Beach; l'82ª Divisione aviotrasportata, invece, sarebbe atterrata a ovest di Saint-Sauveur-le-Vicomte allo scopo di bloccare lo spostamento dei rinforzi nemici all'interno della metà occidentale della penisola del Cotentin.

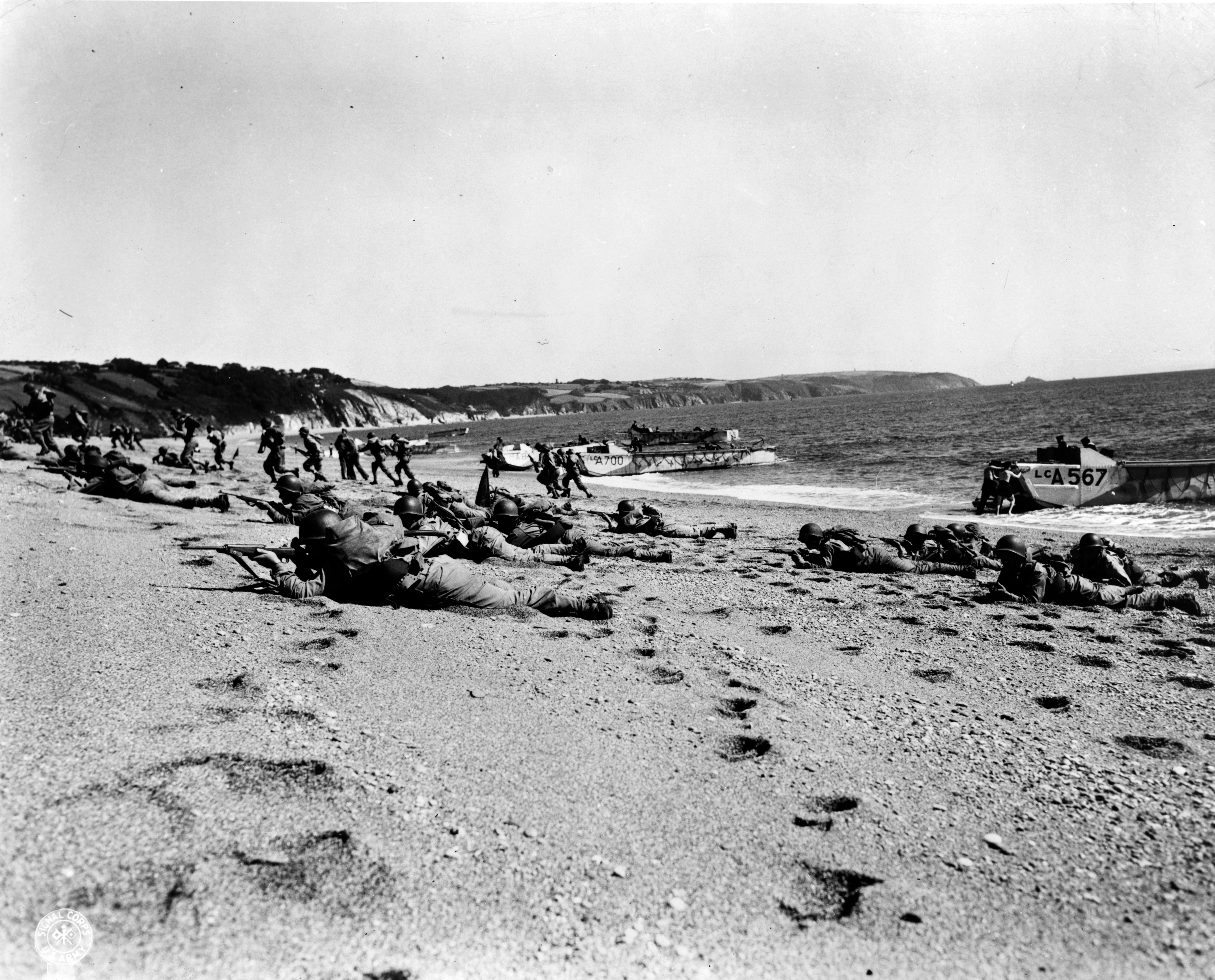
Esercitazioni di sbarco alleate

Nel corso della conferenza, il generale Montgomery dava per scontato che arrivare a riva non sarebbe stato un problema, ma espresse preoccupazione riguardo al mantenimento delle teste di ponte. Disse ai propri subordinati: «È probabile che Rommel tenga le sue divisioni mobili lontano dalla costa fino a quando non sarà sicuro del luogo da noi prescelto per l'azione principale. Allora le concentrerà rapidamente e colpirà duro. Le sue divisioni statiche cercheranno di difendere un ampio tratto di terreno e funzioneranno da perno per i contrattacchi.» Montgomery pensava che Rommel avrebbe mandato due divisioni corazzate contro le postazioni alleate il giorno successivo al D-Day e che, cinque giorni più tardi, ne avrebbe schierate probabilmente sei, ponendo una grave minaccia al rafforzamento e ampliamento delle strisce di territorio occupato. Una volta stabiliti gli obiettivi generali, i comandanti ai vari livelli si misero al lavoro per sviluppare i piani specifici di sbarco.
Tutta la costa oggetto dello sbarco fu mappata. Nei mesi precedenti l'invasione, erano stati anche raccolti campioni di sabbia dalle spiagge prescelte, per valutarne la consistenza e la capacità di reggere il peso di carri armati, cannoni, camion, veicoli cingolati e bulldozer. Ciò confermava che due punti essenziali erano alla base della campagna: il continuo rafforzamento delle forze sbarcate e la costante espansione delle teste di ponte. Se, in definitiva, l'assalto anfibio fu pianificato con cura, non altrettanto fu fatto circa i possibili sviluppi derivanti dalla vittoriosa esecuzione dell'operazione Neptune: Montgomery, infatti, aveva impostato la strategia terrestre sul presupposto errato che i tedeschi avrebbero offerto scarsa resistenza fino alla linea della Senna, dove era prevista la prima, grande battaglia sulla strada della Germania. Per questo gli Alleati si aspettavano di conquistare, già nel D-Day, le città di Caen e Bayeux.

### Il ruolo dell'aeronautica

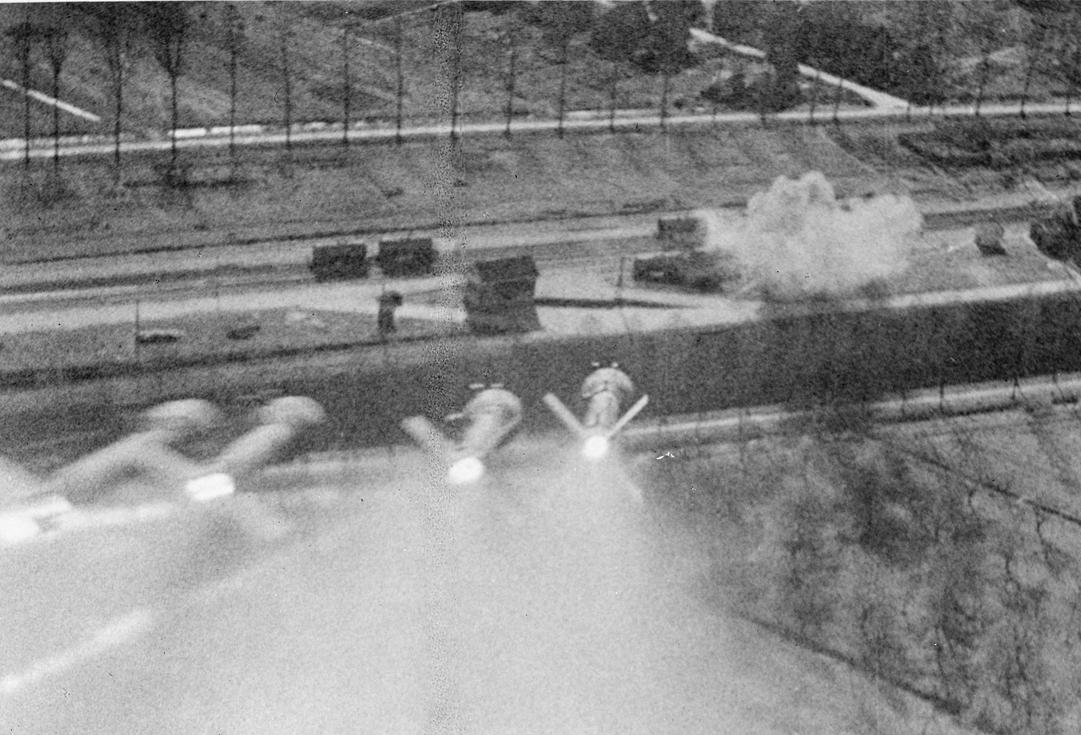
Un cacciabombardiere Hawker Typhoon indirizza una salva di razzi su una colonna tedesca

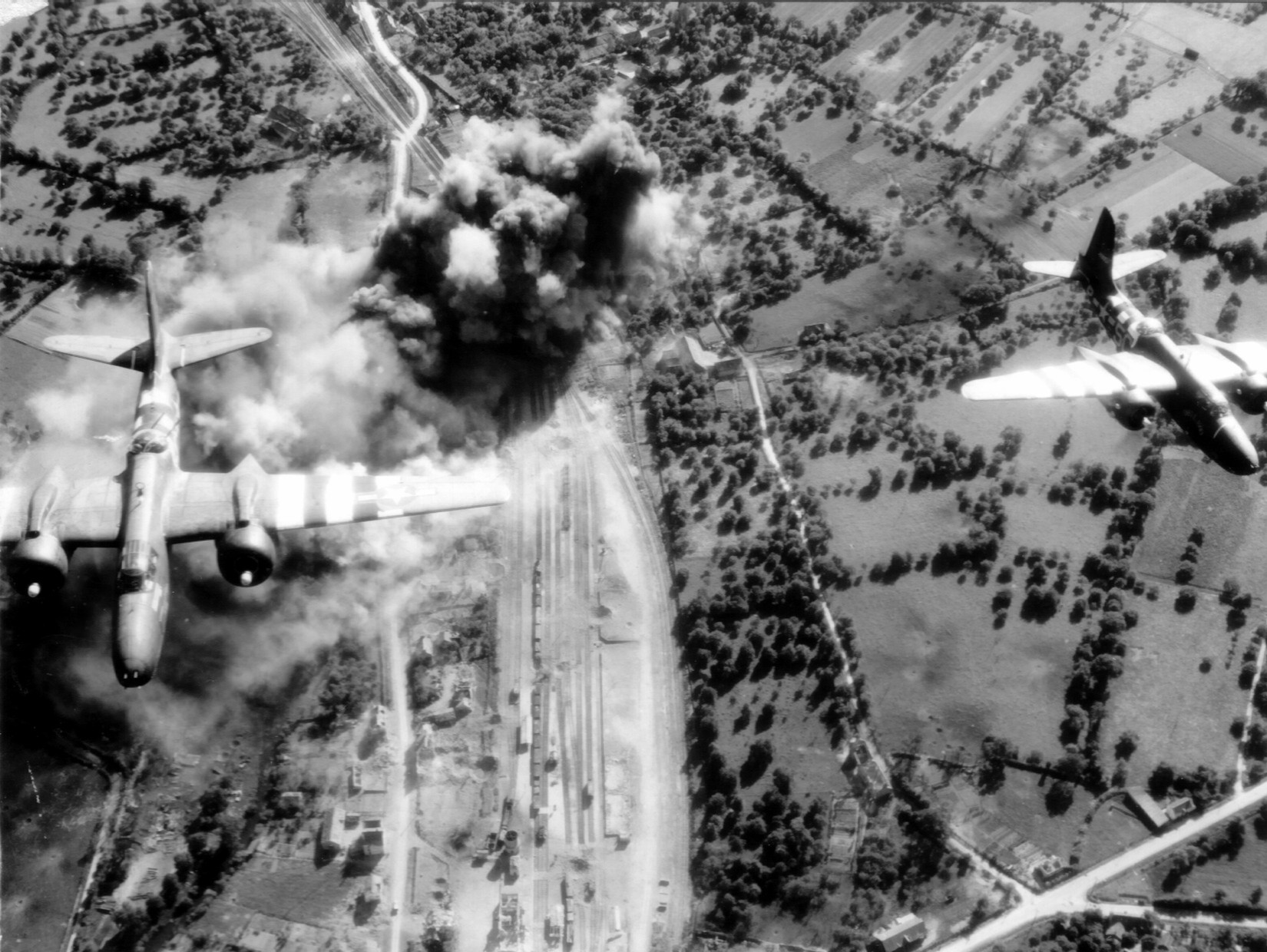
Bombardieri A-20 Havoc in azione contro le ferrovie interne del territorio francese, durante i bombardamenti in preparazione all'invasione

Il generale Carl Andrew Spaatz, comandante dell'8ª Air Force dell'USAAF, e il maresciallo dell'aria Arthur Harris, a capo del Comando Bombardieri della Royal Air Force, sostenevano che i bombardieri avrebbero potuto vincere da soli la guerra contro la Germania e consideravano Overlord un grosso e gratuito errore di valutazione strategica. A tal proposito Harris dichiarò che: «[...] il miglior contributo che il Comando Bombardieri può offrire a Overlord è di intensificare le incursioni sui centri industriali della Germania opportunamente scelti [...]». Di contro, il generale Einsenhower e lo stato maggiore dello SHAEF ritenevano che i bombardieri sarebbero stati più utili se avessero operato all'interno della Francia, attaccando bersagli strategici in tutto il territorio.
Dopo intensi scambi polemici tra Londra e Washington, Eisenhower riuscì a imporre il proprio punto di vista e gli fu riconosciuta la direzione delle forze aeree alleate, fino a quando il comitato combinato dei capi di stato maggiore (CCS) lo avrebbe considerato necessario. Tuttavia, rimasero escluse sia l'8ª Air Force, sia il Comando Bombardieri, nonostante le proteste di Eisenhower. Spaatz e Harris rimasero dunque indipendenti ma Eisenhower poté disporre della forza aerea tattica britannica, la RAF Second Tactical Air Force, e di quella statunitense, la Ninth Air Force sotto il comando del maresciallo dell'aria Leigh-Mallory. Le forze aeree dettero inizio a un intenso programma di bombardamento delle linee di comunicazione francesi, concentrandosi in particolare sui nodi ferroviari e sui ponti, allo scopo di intralciare i movimenti dei tedeschi in vista del D-Day; presto furono inclusi obiettivi lungo tutta l'estensione della costa settentrionale della Francia, onde evitare che una concentrazione facesse capire ai tedeschi il luogo prescelto per lo sbarco. Parallelamente fu intrapreso uno sforzo particolare per menomare l'operatività della Luftwaffe del Reichsmarschall Hermann Göring: i bombardieri alleati (scortati dai nuovi caccia a lungo raggio North American P-51 Mustang), si dedicarono all'operazione Pointblank, le reiterate incursioni sulle fabbriche aeree e, dal maggio 1944, sugli stabilimenti di produzione di benzina sintetica tedeschi. Questa serie di attacchi fu di notevole efficacia e paralizzò le forze aeree del Reich. Il dominio dell'aria così ottenuto dagli Alleati si ripercosse durante il D-Day nei cieli della Normandia, quando i tedeschi riuscirono a compiere appena 319 sortite.
Ma i dissidi tra i comandi aerei alleati non cessarono e, nella primavera 1944, gli alti ufficiali anglo-americani dell'aviazione dedicarono molto spazio a discutere sulle loro autorità e autonomia. Il maresciallo Leigh-Mallory non era ben visto da nessuno dei suoi colleghi, i quali lo consideravano deprimente e insicuro: si rifiutavano di prendere ordini da lui. Discutevano soprattutto su come impiegare nel modo giusto la loro arma e difenderne gli interessi settoriali, tralasciando colpevolmente l'attenzione sulle tecniche di coordinamento aria-terra. Dopo molti dissidi, il maresciallo Tedder, Eisenhower e tutto lo stato maggiore del 21º Gruppo d'armate ricevettero il piano aereo del D-Day solamente 36 ore prima degli sbarchi.

### La Resistenza francese

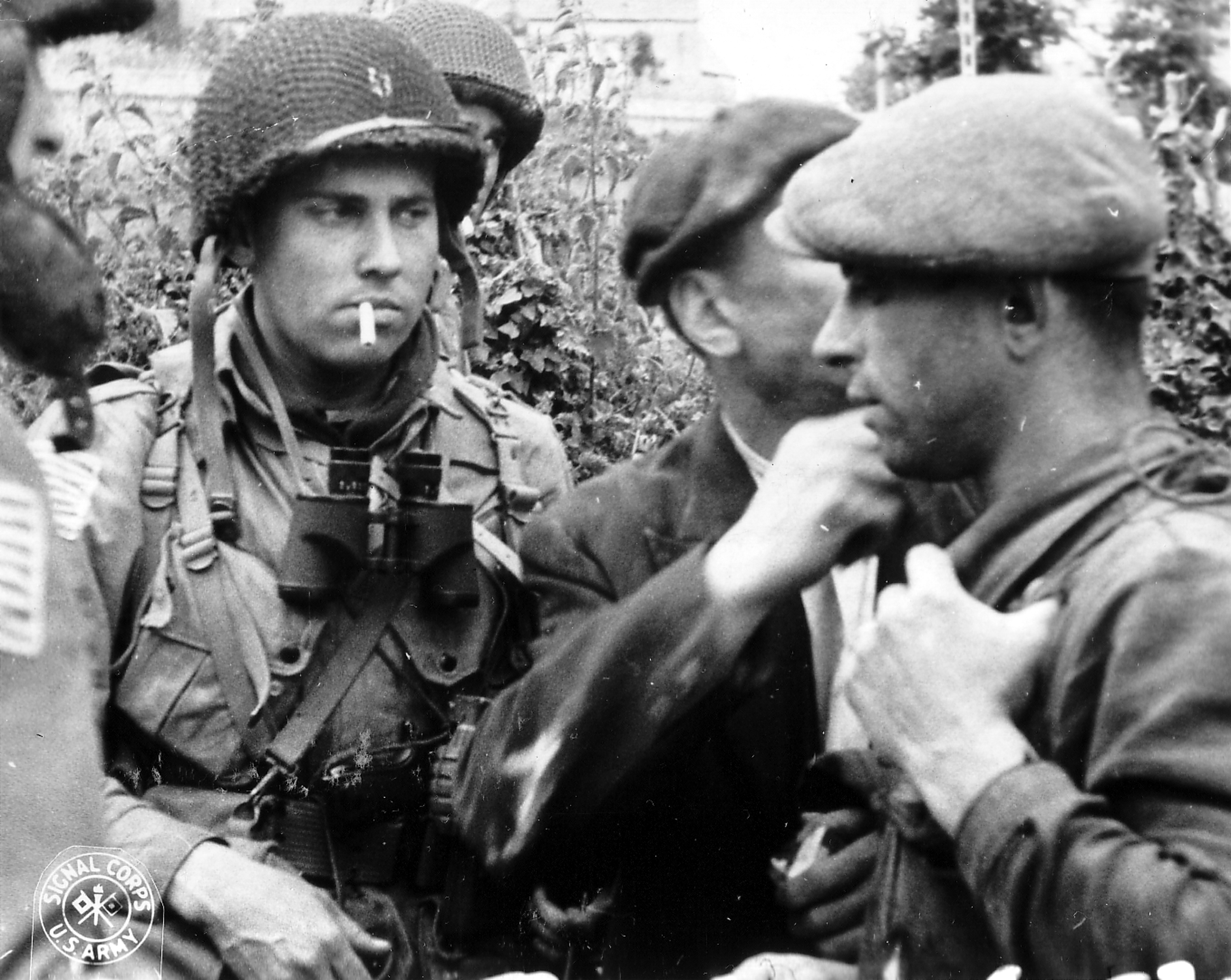
Uomini della Resistenza francese discutono con alcuni paracadutisti alleati nei giorni seguenti agli sbarchi

La Resistenza francese partecipò attivamente alle operazioni di sabotaggio ai danni dei tedeschi, nel tentativo di favorire in ogni modo la riuscita del D-Day e della successiva battaglia all'interno della Normandia. A partire dagli inizi del 1944 gli attacchi dinamitardi alle ferrovie subirono un'impennata; fu quindi varato il "Piano Trasporti", ossia un piano coordinato tra le forze alleate e la Resistenza con l'obiettivo di colpire e distruggere il maggior numero possibile di infrastrutture e depositi. L'aviazione alleata sganciò approssimativamente 58 000 tonnellate di bombe su circa 90 obiettivi, ma i tedeschi in molti casi riuscirono a riparare il danno in ventiquattro/quarantott'ore.
L'azione della Resistenza non si limitò alle azioni di sabotaggio: lo spionaggio consentì alla marina e all'aviazione alleate di conoscere con molta precisione l'ubicazione delle batterie tedesche sulle coste normanne e, grazie alle informazioni trasmesse dalla Resistenza, confermate e integrate dalle intercettazioni di Ultra e dalla ricognizione aerea, lo SHAEF era in possesso di dati molto precisi sugli schieramenti e sulla forza del nemico. Essendo al corrente che i tedeschi torturavano i membri della Resistenza catturati per avere informazioni, gli Alleati decisero di coordinare le azioni di sabotaggio tramite messaggi radio trasmessi dalla BBC il 1º, il 2, il 15 e il 16 di ogni mese: quando l'invasione fosse stata imminente sarebbe stato inoltrato un messaggio preparatorio in codice; in questo modo i capi della Resistenza, così avvertiti, avrebbero atteso il secondo messaggio "B" di conferma entro quarantotto ore dal primo comunicato, con un codice diverso per ciascuna regione che autorizzava le unità partigiane a entrare in azione.

### I difensori

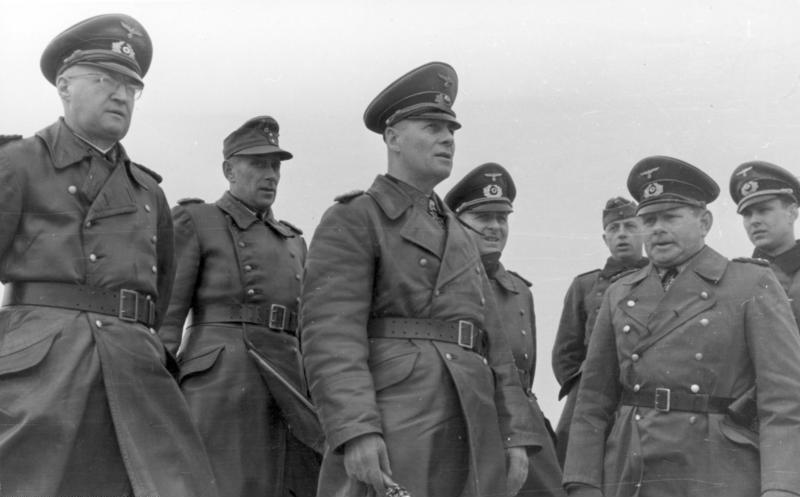
Il feldmaresciallo Erwin Rommel conduce un'ispezione alle difese del Vallo Atlantico

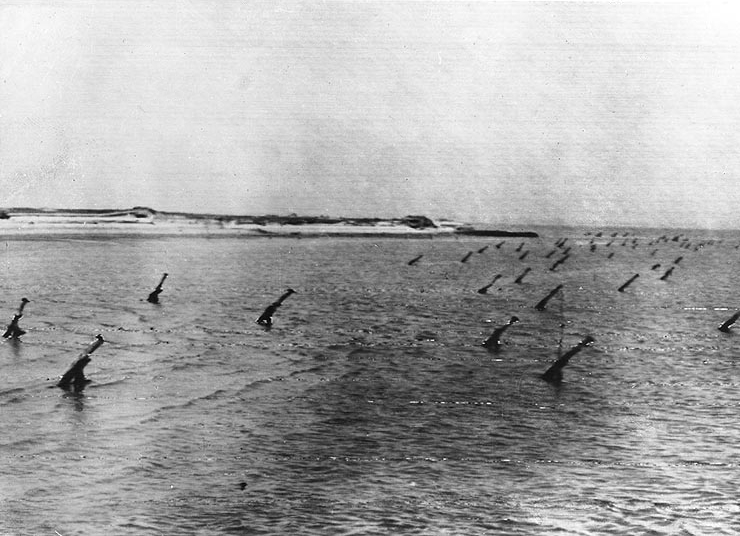
Ostruzioni minate antisbarco lungo le spiagge del Vallo Atlantico, semisommerse dalla marea

Nel novembre 1943 il feldmaresciallo Erwin Rommel, trasferito in Francia dal fronte italiano, assunse per volere di Adolf Hitler il nuovo incarico di supervisore delle difese occidentali, primariamente di quelle costiere, delle quali avrebbe dovuto riferire direttamente al Führer. Agli occhi del generale, l'unica alternativa alla completa disfatta militare era quella di proseguire la guerra su soli due fronti, a oriente e occidente: pensava che, in Italia, truppe esigue avrebbero potuto opporre resistenza per molto tempo all'avanzata alleata, appoggiandosi alla complessa morfologia del territorio (Appennini, fiumi montani, il Po e come extrema ratio le Alpi). Strategicamente, Rommel considerava essenziale evitare un crollo irreversibile del fronte orientale e l'irruzione in Germania dell'Armata Rossa e, in base a questo assunto, ritenne fondamentale opporsi in ogni modo all'imminente invasione attraverso la Manica, generando così uno stallo a ovest, e rivolgere tutte le forze a oriente per arrestare l'avanzata sovietica: questi sarebbero stati i presupposti per trattare una pace ragionevole. Se, invece, anche il fronte occidentale si fosse tramutato in un teatro di guerra di movimento, ogni speranza sarebbe andata perduta.
Il feldmaresciallo Rommel, dopo le prime ricognizioni condotte sulle coste della Danimarca, trovò ampiamente vulnerabili le difese del cosiddetto Vallo Atlantico, che secondo la propaganda tedesca avrebbe dovuto essere insuperabile, e si impegnò con energia e determinazione a migliorarle. Complessivamente il fronte, dai Paesi Bassi fino alla parte mediterranea della Francia, era sotto il controllo dell'OB West del feldmaresciallo Gerd von Rundstedt. Il 15 gennaio 1944 Rommel fu messo al comando del Gruppo di Armate B (15ª Armata del Generaloberst Hans von Salmuth nella zona del Pas de Calais e 7ª Armata del Generaloberst Friedrich Dollmann in Normandia), che controllava il settore lungo la costa di Belgio e Francia settentrionale, mentre l'LXXXVIII. Armeekorps (un corpo d'armata dipendente inizialmente direttamente dal Gruppo d'armate D, e da maggio 1944 dal Gruppo d'Armate B) controllava i Paesi Bassi. La linea principale di difesa fu fissata sulla spiaggia, dove iniziarono vaste opere di fortificazione: Rommel fece erigere bunker e piazzole rinforzate per l'artiglieria costiera e stendere immensi campi minati lungo i tratti favorevoli a uno sbarco, protetti a loro volta dal tiro di capisaldi fortificati. Allo scopo, inoltre, di ingannare il nemico, predispose postazioni ben camuffate e organici di stato maggiore e mappe di movimento fittizie, da coordinare a un falso piano operativo del gruppo di armate.
In mare furono dislocate quattro cinture di ostacoli subacquei, posizionate in modo tale da essere efficaci in qualunque situazione di marea. A contrasto delle operazioni delle divisioni aviotrasportate, del quale sospettava il coinvolgimento, Rommel ritenne opportuno allagare ampi tratti di terre basse vicino alla costa, in prossimità di fiumi e paludi, e di piantare nei campi migliaia di lunghi pali sulla cui sommità era assicurata una mina (i cosiddetti "asparagi di Rommel"), per impedire l'atterraggio degli alianti. Le operazioni aviotrasportate avrebbero richiesto un contrattacco, ma il feldmaresciallo riteneva che si sarebbe potuto contrastare gli attacchi dal cielo con relativa facilità a patto che le difese costiere avessero ricacciato in mare le fanterie alleate o, quantomeno, le avessero tenute confinate sulla battigia. I suoi subalterni erano, da nord a sud, il generale della Luftwaffe Friedrich Christiansen (responsabile del comando supremo Wehrbereich Niederlande nei Paesi Bassi), il generale von Salmuth e il generale Dollmann. Il confine fra le zone di operazione della 15ª Armata e della 7ª Armata correva a ovest della Senna verso sud, fino a Le Mans: alla 15ª Armata era assegnata la difesa del Pas de Calais e della Normandia orientale, la 7ª Armata controllava la Normandia occidentale e la Bretagna. Nell'area del Gruppo di armate B, esclusi i Paesi Bassi, erano schierate trentadue divisioni di fanteria, di cui otto formate da personale della Luftwaffe o da paracadutisti, anch'essi appartenenti alla Luftwaffe. Di queste grandi unità, diciassette dipendevano dalla 15ª Armata e tredici dalla 7ª Armata. Le divisioni presenti nell'area aumentarono durante i mesi successivi: a giugno si contavano cinquantotto divisioni complessive, comprese undici Panzer-Division o Panzergrenadier, che furono rinforzate durante la campagna. Alla fine, comunque, dopo ulteriori cambiamenti, si ebbero nella Francia nord-occidentale cinquantuno divisioni, di cui tredici corazzate o meccanizzate. La qualità di queste divisioni variava grandemente: nei due anni e mezzo precedenti, l'importanza del fronte occidentale fu sminuita dinanzi alle impellenti necessità del fronte orientale e, in minor misura, di quello nordafricano; i territori occupati a ovest furono utilizzati come area di riposo per le licenze, destinazione per chi aveva superato i limiti di età o per i convalescenti. Anche gli equipaggiamenti erano di mediocre qualità e scarsa quantità. Perciò la seconda priorità del feldmaresciallo Rommel fu assicurare un incremento numerico delle truppe, nonché un miglioramento di addestramento, qualità dei soldati e materiali.

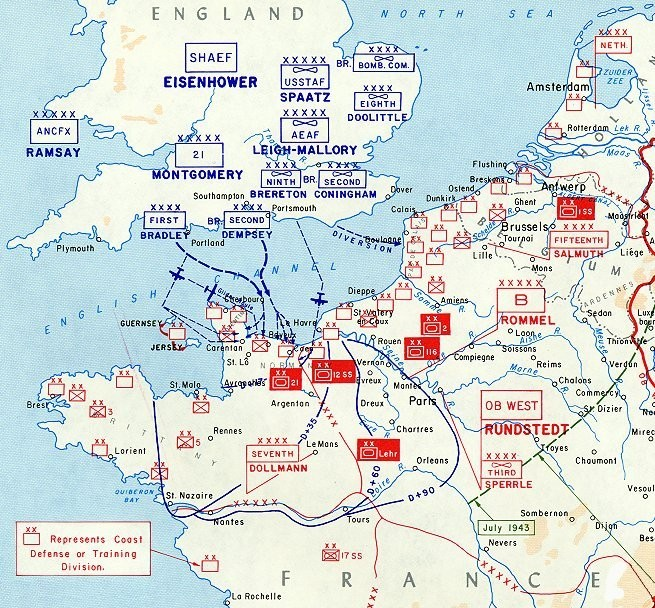
Lo schieramento tedesco in Normandia alla vigilia dell'invasione

Convincimento di Rommel era che, nonostante l'impegno profuso nella costruzione di opere difensive, gli Alleati sarebbero riusciti comunque a sbarcare in qualche punto del fronte: in tal caso, era fondamentale contrattaccare con determinazione e violenza il prima possibile mediante le esperte truppe corazzate, schierate con intelligenza e immediatamente disponibili. Secondo Rommel, non sarebbe stato possibile far arrivare da lontano formazioni di questo tipo con sufficiente rapidità a causa della supremazia aerea alleata, quindi era giocoforza schierare i reparti corazzati lungo la costa, in modo tale da esercitare un controllo adeguato e una pronta risposta. Quest'ultima considerazione fu, tuttavia, fortemente osteggiata sia dal feldmaresciallo von Rundstedt, sia dal barone General der Panzertruppe Leo Geyr von Schweppenburg, suo diretto sottoposto che dirigeva il Panzergruppe West, una formazione di quartier generale che aveva lo status di armata corazzata: opinione dei due era che il contrattacco andava portato con forze adeguate e, secondo von Schweppenburg, le risorse a disposizione rendevano inconcepibile un'adeguata difesa delle spiagge; dunque, il modo migliore di affrontare era concentrare le forze e non disperderle in diversi settori, confidando nella capacità di manovra dell'esercito. A difendere questa tesi era anche il generale d'armata Heinz Guderian, che sosteneva la necessità di una forza in grado di spostarsi verso i tre luoghi più probabili per l'invasione (Calais, regione fra la Somme e la Senna, i dintorni di Caen) partendo da una zona interna centrale non troppo distante da Parigi; questa strategia consentiva, altresì, d'intervenire più rapidamente in Normandia che non da altri luoghi, quali ad esempio Calais. A differenza di von Rundstedt, Rommel era del parere che, nel caso di invasione, fosse indispensabile ributtare subito in mare gli Alleati, prima ancora che essi riuscissero a stabilire una qualsiasi testa di ponte. A tal proposito, confidò al suo aiutante di campo Helmuth Lang: «Credete a me, Lang! Le prime ventiquattr'ore dopo lo sbarco, saranno decisive» aggiungendo poi «[...] per gli alleati come per i tedeschi si tratterà del giorno più lungo [...]».
Dopo molte discussioni, l'ultima parola fu espressa da Hitler a fine aprile 1944: egli decise di disporre le sei divisioni panzer dell'OB West nella Francia settentrionale, assegnandone tre direttamente a Rommel (la 2. Panzer-Division presso Calais, la 116. Panzer-Division vicino a Rouen e la 21. Panzer-Division a sud di Caen) e tre (la 1. SS-Panzer-Division "Leibstandarte SS Adolf Hitler" in Belgio, la 12. SS-Panzer-Division "Hitlerjugend" a Lisieux e la Panzer-Lehr-Division a Chartres) al Panzergruppe del generale von Schweppenburg designato a riserva dell'OKW, disposte a buona distanza dietro alle spiagge. Il feldmaresciallo Rommel non aveva però accesso a queste ultime e, per qualsiasi loro spostamento, doveva chiedere autorizzazione a von Schweppenburg. Con tali disposizioni, Hitler dimostrò la sua incertezza, sparpagliò le sue forze sul territorio francese e frammentò, con effetti deleteri, la responsabilità del controllo delle unità della riserva strategica.
Il comportamento del Führer in questa fase cruciale della guerra fu piuttosto contraddittorio; fin dal 3 novembre 1943 egli aveva espresso, in una direttiva, la sua forte preoccupazione per la cosiddetta "invasione" alleata e aveva deciso di rinforzare le sue forze in Occidente, arrivando al punto di affermare che il fronte orientale avrebbe dovuto fare a meno di rinforzi, ma di fronte alle nuove vittorie dell'Armata Rossa, alla fine dell'inverno 1943-44, ordinò il trasferimento all'est delle due Panzer-Division del II SS-Panzerkorps dell'SS-Obergruppenführer Paul Hausser, che erano stazionate nella regione di Alençon in attesa dello sbarco. Inoltre, sembra che Hitler avesse correttamente previsto che gli Alleati non sarebbero sbarcati al passo di Calais e non aveva escluso un attacco in Normandia; tuttavia rifiutò di rafforzare quel settore come richiedeva il feldmaresciallo Rommel portando più avanti la 12. SS-Panzer-Division e la Panzer-Lehr. Il dittatore tedesco rimaneva apparentemente ottimista e fiducioso; egli attribuiva le precedenti vittorie avversarie ai tradimenti dei suoi alleati dell'Asse e si diceva convinto che i britannici non si sarebbero impegnati a fondo nell'attacco a Occidente; il Führer espresse la sua piena fiducia nel soldato tedesco: "Non ci saranno traditori tra i nostri soldati... finché una batteria potrà far fuoco, farà fuoco. Ecco una cosa certa."
In realtà Hitler ignorava che all'interno delle strutture di comando della Wehrmacht in Occidente era presente una fitta rete di collegamenti tra ufficiali di alto grado coinvolti nella cospirazione contro il nazismo e che alcuni massimi capi, al vertice dei comandi più importanti, erano anche i principali dirigenti dell'opposizione segreta. In particolare, il generale Carl-Heinrich von Stülpnagel, governatore militare di Parigi, il generale Alexander von Falkenhausen, governatore militare del Belgio e soprattutto il generale Hans Speidel, dall'aprile 1944 il capo di stato maggiore di Rommel al Gruppo d'Armate B e che, quindi, deteneva importantissime e dirette funzioni esecutive tattico-strategiche. Sembra che il generale Speidel abbia cercato di sondare cautamente il feldmaresciallo Rommel per favorire una sua adesione alla cospirazione, ma senza molto successo; il capo di stato maggiore e gli altri congiurati esprimevano riservatamente grande pessimismo e anche disfattismo, mentre Rommel fino all'ultimo manifestò fiducia e cercò energicamente di potenziare le difese tedesche.
Il contributo che le altre forze armate tedesche potevano dare alla difesa della Normandia era minimo. Nel giugno 1944 la Luftflotte 3 del feldmaresciallo Hugo Sperrle, incaricata della copertura aerea di Francia, Belgio e Paesi Bassi, disponeva di 168 caccia tra Messerschmitt Bf 109 e Focke-Wulf Fw 190 e 67 cacciabombardieri Focke-Wulf Fw 190 F, numeri resi ancora più esigui dal fatto che, in media, solo un 50% circa degli apparecchi era in condizioni operative. La Luftwaffe doveva, inoltre, scontare una penuria di piloti esperti e una sempre più grave carenza di carburante. In realtà, il comando della Luftwaffe aveva previsto di rinforzare in modo massiccio le sue forze aeree nell'area dello sbarco facendo affluire, il giorno stesso dell'attacco, numerosi gruppi di caccia e cacciabombardieri, trasferiti da altri fronti e dall'interno del Reich; il feldmaresciallo von Rundstedt aveva parlato di un rinforzo di mille aerei e Adolf Hitler in persona aveva garantito che: "Al più tardi il terzo giorno dopo la data X metterò in grado il fronte d'invasione di spezzare il dominio aereo anglo-americano". Hermann Göring aveva effettivamente diramato il 27 febbraio 1944 la direttiva "Pericolo imminente a Ovest" (Drohende Gefahr West), che prevedeva di trasferire rapidamente in Francia diciannove gruppi di caccia e numerosi gruppi di bombardieri e ricognitori.
Alla vigilia dello sbarco, la Kriegsmarine, le cui unità a occidente erano sotto il controllo del Marinegruppenkommando West dell'ammiraglio Theodor Krancke, aveva nei porti di Cherbourg, Le Havre e Boulogne una ridotta forza composta da tre torpediniere (due della vecchia classe Möwe e una della più moderna classe 1939), un dragamine di grossa stazza e trentasei più piccoli R-Boot, tre posamine, ventinove motosiluranti (S-Boot), undici cannoniere e trentacinque altre unità ausiliarie.

## Schieramenti

### Alleati

Lo scudetto da braccio con l'emblema divisionale della 82ª Divisione aviotrasportata (All American)

- Comandante Supremo, SHAEF, generale Dwight D. Eisenhower
- Comandante del 21º Gruppo d'Armate, generale Bernard Law Montgomery

Settore statunitense
Comandante della 1ª Armata statunitense, generale Omar Bradley
Il contingente della 1ª Armata contava all'incirca 73 000 uomini, inclusi 15 600 appartenenti alle truppe aviotrasportate, così divisi:
Utah Beach
- VII Corpo d'armata statunitense, generale Joseph Collins
  - 4ª Divisione di fanteria, generale Raymond Barton
  - 82ª Divisione aviotrasportata, maggior generale Matthew Ridgway
  - 90ª Divisione di fanteria, brigadier generale Jay W. MacKelvie
  - 101ª Divisione aviotrasportata, maggior generale Maxwell Taylor

Omaha Beach
- V Corpo d'armata statunitense, maggior generale Leonard Gerow
  - 1ª Divisione di fanteria, maggior generale Clarence R. Huebner
  - 29ª Divisione di fanteria, maggior generale Charles H. Gebhardt

Settore anglo-canadese
Comandante della 2ª Armata britannica, tenente generale sir Miles Dempsey.

Il gagliardetto col Pegaso alato, simbolo delle unità aviotrasportate britanniche

Il contingente della 2ª Armata poteva contare su un organico di 83 115 uomini, di cui 61 715 britannici, così divisi:
Gold Beach
- XXX Corpo d'armata britannico, tenente generale Gerard Bucknall
  - 50ª Divisione di fanteria, maggior generale Douglas Alexander Graham

Juno Beach
- I Corpo d'armata britannico, tenente generale John Crocker
  - 3ª Divisione di fanteria canadese, maggior generale Rod Keller

Sword Beach
- I Corpo d'armata britannico, tenente generale John Crocker
  - 3ª Divisione di fanteria britannica, maggior generale Tom Rennie
  - 6ª Divisione aviotrasportata britannica, maggior generale Richard Gale

Diversi elementi della 79ª Divisione corazzata britannica, comandata dal maggior generale Percy Hobart, con mezzi adibiti al supporto anfibio della fanteria, sbarcarono lungo tutto il settore della 2ª Armata britannica.

### Tedeschi

Il simbolo tattico riportato sui veicoli della 21. Panzer-Division

La costa normanna interessata dagli sbarchi, facente parte del Vallo Atlantico, era controllata da tre divisioni, delle quali solo la 352ª era di alta qualità. Le altre due divisioni, la 709ª e la 716ª, comprendevano soldati tedeschi che non erano considerati adatti (per anzianità o per motivi medici) al servizio attivo sul fronte orientale, oltre a mercenari di altre nazionalità (principalmente soldati russi, che avevano preferito l'arruolamento nell'esercito tedesco alla prigionia nei campi di concentramento, oppure volontari delle minoranze dell'Unione Sovietica). Inoltre nella penisola del Cotentin c'era la 91ª Divisione da sbarco aereo che si trovava in posizione tattica per intervenire verso le spiagge.
- Comandante supremo, Adolf Hitler
- Comando supremo settore ovest (OB West), feldmaresciallo Gerd von Rundstedt

con a diretta disposizione il Panzergruppe West, generale Leo Geyr von Schweppenburg
- Gruppo di Armate B: feldmaresciallo Erwin Rommel
  - 7ª Armata, colonnello generale Friedrich Dollmann
    - LXXXIV Corpo d'armata, General der Artillerie Erich Marcks
      - 716ª Divisione di fanteria, tenente generale Wilhelm Richter
      - 352ª Divisione di fanteria, tenente generale Dietrich Kraiss
      - 709ª Divisione di fanteria, tenente generale Karl-Wilhelm von Schlieben
      - 91ª Divisione d'assalto aereo tenente generale Wilhelm Falley; alle dipendenze di questa divisione era disponibile anche il 6º Reggimento Fallschirmjäger del tenente colonnello Friedrich von der Heydte.

A sud di Caen, a diretta disposizione del Gruppo di Armate B e in grado di intervenire in giornata nell'area degli sbarchi, c'era la 21. Panzer-Division del tenente generale Edgar Feuchtinger: schierava 146 carri armati Panzer IV e 51 cannoni d'assalto.

## Il rinvio e la decisione definitiva degli sbarchi

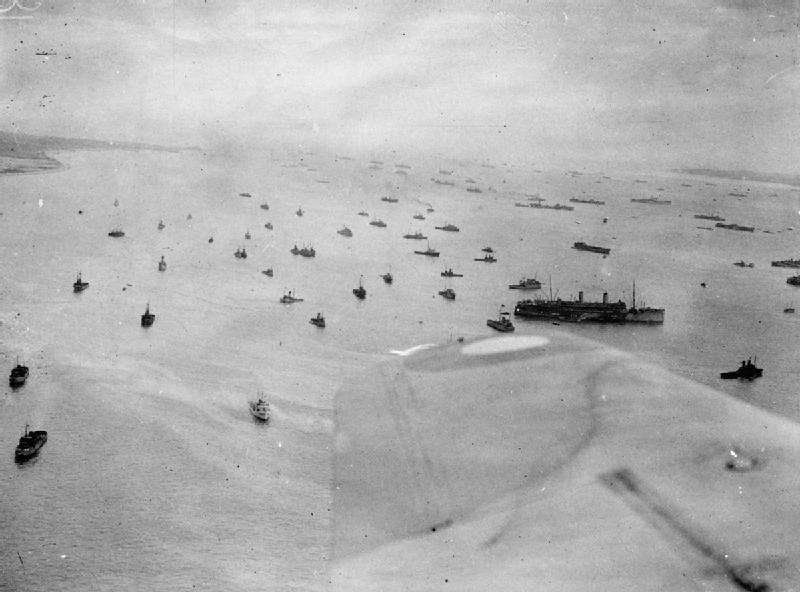
Foto aerea della Task force britannica schierata nei pressi dell'Isola di Wight, in attesa dell'ordine di partenza verso le spiagge della Normandia

Durante i primi giorni di giugno il generale Eisenhower e i suoi ufficiali tennero riunioni due volte al giorno con la Commissione meteorologica dello SHAEF: l'ultima consultazione avvenne il 4 giugno alle ore 04:00, proprio mentre molte navi salpavano dai porti e quelle già in mare si disponevano in convogli. Il colonnello James Stagg, appartenente al servizio meteorologico, comunicò a Einsenhower che per il 5 giugno ci sarebbe stato un tempo nuvoloso e temporalesco con venti a forza 5, con costante peggioramento atmosferico. Eisenhower perciò si consultò con i comandanti supremi: mentre il generale Montgomery dichiarò che era bene procedere comunque, i marescialli Tedder e Leigh-Mallory consigliarono di rimandare; l'ammiraglio Ramsay assicurò che la marina avrebbe fatto la sua parte, ma che la precisione dei bombardamenti navali sarebbe stata gravemente compromessa dalla visibilità e dal mare mosso. Il comandante supremo fece notare che Overlord, avviata con forze di terra non molto potenti, era attuabile solo in virtù della schiacciante superiorità aerea alleata che, vanificata dal tempo avverso, non avrebbe potuto essere di alcuna utilità, esponendo così l'invasione a rischi eccessivi. Alla fine gli alti ufficiali convennero con l'opinione del generale Eisenhower, che decise di posticipare di almeno un giorno, sperando in condizioni migliori per il 6 giugno: l'ordine di fermare per il momento tutte le operazioni fu inviato alle 06:00. I tedeschi invece, proprio a causa del brutto tempo che aveva flagellato la Manica il 4 e il 5 giugno, e delle condizioni incerte pronosticate per i giorni successivi, si aspettavano che gli sbarchi sarebbero avvenuti dopo la metà di giugno.
Alle 21:30 del 4 giugno Eisenhower e tutti gli alti ufficiali ricevettero notizie incoraggianti dal colonnello Stagg, il quale affermò che la situazione sarebbe presto migliorata e ci sarebbero state 36 ore di cielo sereno; i bombardieri avrebbero così potuto operare nella notte tra il 5 e il 6 giugno, seppur intralciati da nuvole sparse. Il maresciallo Leigh-Mallory propose il 19 giugno come data ultima per Overlord, ma Eisenhower, dopo una breve richiesta di pareri, si decise per intraprendere la grande operazione e, alle 21:45, diede l'ordine definitivo, autorizzando l'ammiraglio Ramsay a far uscire e schierare la flotta d'invasione. L'invasione sarebbe scattata nelle prime ore del 6 giugno 1944.

### L'annuncio alla Resistenza francese
L'annuncio dello sbarco alla Resistenza francese fu dato pochi giorni prima utilizzando la prima strofa della poesia "Chanson d'automne" di Paul Verlaine all'interno di altri annunci trasmessi da Radio Londres. I primi tre versi, «Les sanglots longs / des violons / de l'automne» ("I lunghi lamenti dei violini d'autunno"), avvertirono i francesi situati nella regione d'Orléans di compiere azioni di sabotaggio alla rete logistica tedesca nei giorni successivi. Da quel momento tutte le trasmissioni radio dovevano essere continuamente ascoltate in attesa della seconda metà della strofa, «Blessent mon coeur / d'une langueur / monotone» ("Mi lacerano il cuore con un monotono languore"), che venne trasmessa il 5 giugno, e che diede il segnale che l'invasione sarebbe avvenuta entro 48 ore.
Anche il Servizio di Informazioni della 15ª Armata conosceva il significato di quei codici e le truppe del generale von Salmuth furono messe in allarme, così in quei giorni anche gli specialisti della 15ª Armata erano in ascolto. Il Servizio di Informazioni dopo aver captato nei giorni 1, 2 e 3 la prima parte dei versi, il 5 giugno annotò ben cinque volte la seconda parte del messaggio, e trasmise l'informazione al comando dell'OB West e agli stati maggiori dei feldmarescialli von Rundstedt e Rommel. Quest'ultimo però non era al suo quartier generale in Francia, essendo in viaggio per la Germania per festeggiare il compleanno della moglie e quindi incontrare Hitler. Nessuno di questi alti comandi inoltrò la segnalazione al generale Dollman e alla sua 7ª Armata dislocata in Normandia, così come nessuno avvisò l'84º Corpo d'armata, contro le cui divisioni costiere si diressero i primi lanci aviotrasportati. Neppure l'ammiraglio Hennecke, comandante della marina tedesca in Normandia, venne avvisato, e Rommel non fu subito richiamato; il solo generale von Salmuth mise in allarme la sua armata, ma essa non si trovava al centro dell'azione imminente. Tale negligenza si può spiegare col fatto che sia von Rundstedt sia lo stato maggiore di Rommel si aspettavano l'invasione nella zona di Calais (l'unica dotata di porti in grado di assicurare rifornimenti agli eserciti invasori), dove appunto si trovava la 15ª Armata già in allarme. Al quartier generale del Führer non arrivò nessun messaggio, von Rundstedt non diede l'allarme perché non credeva nell'informazione in quanto secondo lui «il generale Eisenhower non annuncerà certo l'invasione con le trasmissioni della BBC». Questo disprezzo verso i metodi della guerra psicologica da parte di von Rundstedt, così come degli alti comandi, si rivelò una scelta errata, e il gran lavoro di controspionaggio tedesco rimase infruttuoso.

## Gli sbarchi

### Le operazioni aviotrasportate

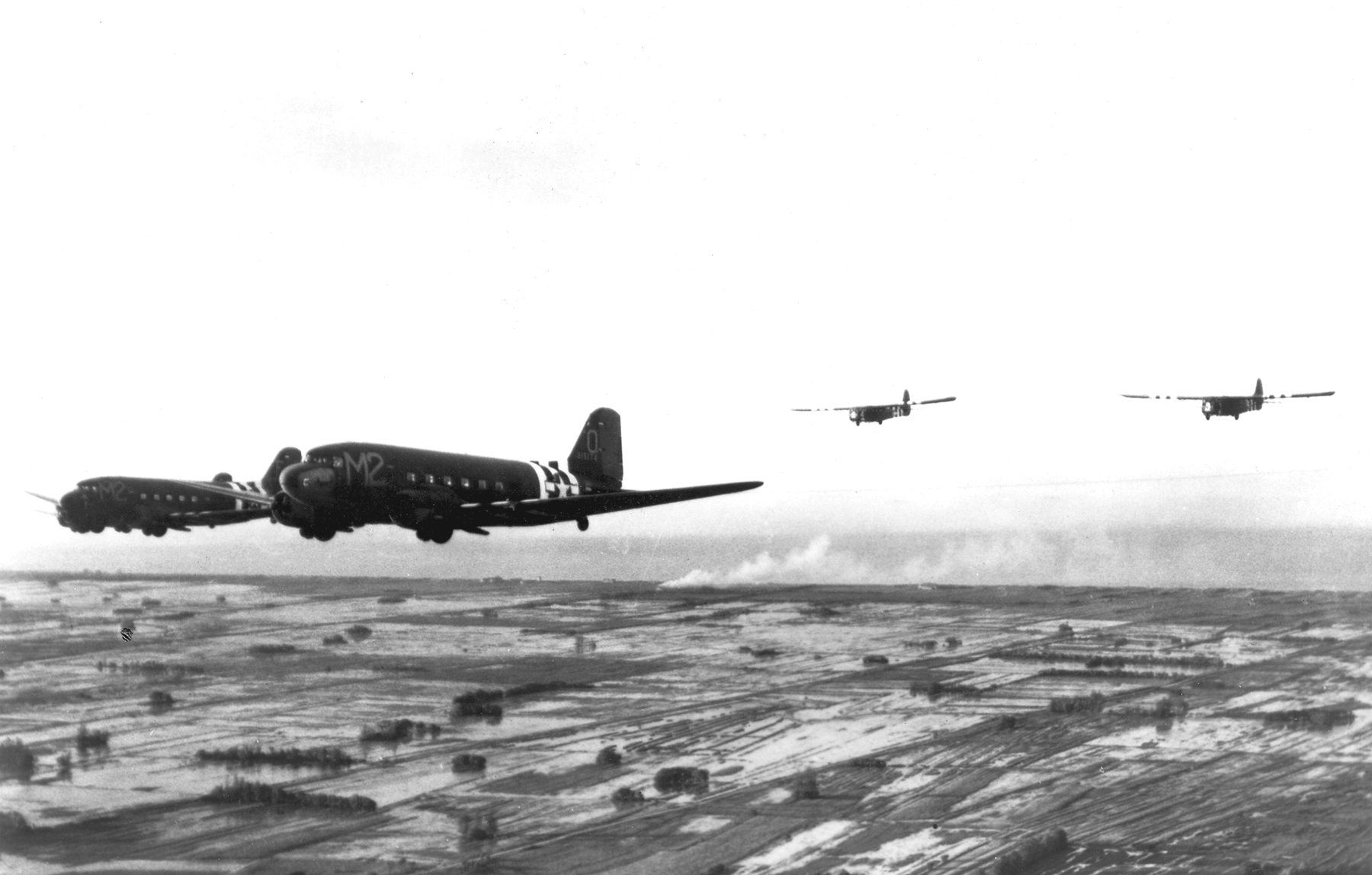
Alcuni C-47 Skytrain della 101ª Divisione aviotrasportata, trainanti un aliante Waco CG-4 ciascuno, sorvolano i cieli della Normandia nel giugno 1944

Pochi minuti dopo la mezzanotte del 6 giugno i primi dei 9 200 aerei alleati lasciarono gli aeroporti britannici diretti sulla Bretagna. Due bombardieri Short S.29 Stirling della RAF, dopo aver sganciato il loro carico di bombe, proseguirono verso l'entroterra per paracadutare il loro vero carico, ossia duecento "Ruebens", manichini di gomma dotati di paracadute e di petardi per simulare il fuoco di armi leggere; si trattava di un diversivo che doveva trarre in inganno e trattenere i tedeschi nell'entroterra, lontani dalle zone in cui i veri paracadutisti sarebbero entrati in azione. L'espediente ebbe successo e facilitò il lancio dai bombardieri quadrimotori Handley Page Halifax delle prime squadre del 4º Special Action Service, unità composta da paracadutisti francesi che aveva il compito di infoltire i ranghi della resistenza bretone in vista dell'imminente scontro: nel momento in cui toccavano terra, i partigiani in Bretagna iniziarono a mettere in atto il piano Violet, destinato a interrompere linee telefoniche, cavi sotterranei e distruggere ripetitori e centraline.

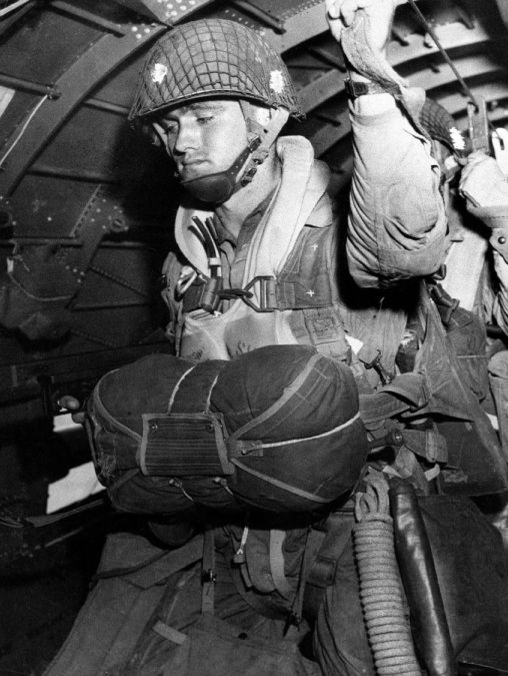
Paracadutista statunitense pronto per il lancio il 6 giugno 1944

Alle 00:15 si lanciarono gli esploratori delle divisioni aviotrasportate, incaricate di raggiungere in fretta i luoghi di atterraggio dei loro compagni e segnalare le posizioni agli aerei in avvicinamento con pannelli fluorescenti e segnali radio; inoltre, i paracadutisti britannici dovevano occupare i ponti sul fiume Orne, al duplice scopo di impedire un pronto contrattacco tedesco e favorire successivamente l'ampliamento della testa di sbarco. L'assalto delle altre divisioni aviotrasportate si sarebbe svolto circa un'ora dopo l'atterraggio dei primi esploratori, ma il cattivo tempo, la scarsa visibilità, il fuoco della contraerea e l'errata distribuzione di buona parte degli esploratori resero l'assalto aviotrasportato molto difficoltoso, al limite del disastro.
Alle ore 01:11, a Saint-Lô, il generale Marcks fu informato via telefono dal vicecomandante della 716ª Divisione che «Truppe paracadutiste nemiche sono atterrate a est della foce della Orne. […] Azione principale sembra diretta sui ponti della Dives e ai passaggi sulla Orne. Sono in corso contromisure». Mentre i tedeschi si chiedevano se l'invasione fosse iniziata o meno, alle ore 01:45 arrivò un altro rapporto al generale Marcks, stavolta redatto dal vicecomandante della 709ª Divisione, colonnello Hamann, che lo mise al corrente di nuovi atterraggi di paracadutisti nemici «a sud di Saint-Germain-de-Verreville e presso Sainte-Marie-du-Mont», con un secondo gruppo «a ovest della strada principale Carentan-Valognes, sulle rive del fiume Merderet e sulla strada vicino a Sainte-Mère-Église». Alle 01:50 furono informati freneticamente gli alti comandi stanziati a Parigi: il capitano Wegener dello stato maggiore del Marinegruppe West, dopo aver appreso le prime notizie sugli atterraggi di truppe nemiche, chiamò i suoi subordinati nell'ufficio tattico concludendo: «Credo che siamo all'invasione». Ma a Parigi, come a Rastenburg, gli alti comandi tedeschi non erano ancora completamente convinti della reale portata degli avvenimenti in Normandia e, nonostante i radar della marina avessero già localizzato una flotta di vaste proporzioni, dall'OB West arrivò addirittura un messaggio in tono ironico: «Non avrete mica captato dei gabbiani?». La marina, ormai sicura della gravità della situazione, mise in allarme le sue stazioni costiere e le forze di combattimento navale nei porti. Poco dopo, anche nello stato maggiore dell'84º Corpo d'armata ogni dubbio venne meno e fu dato l'allarme.

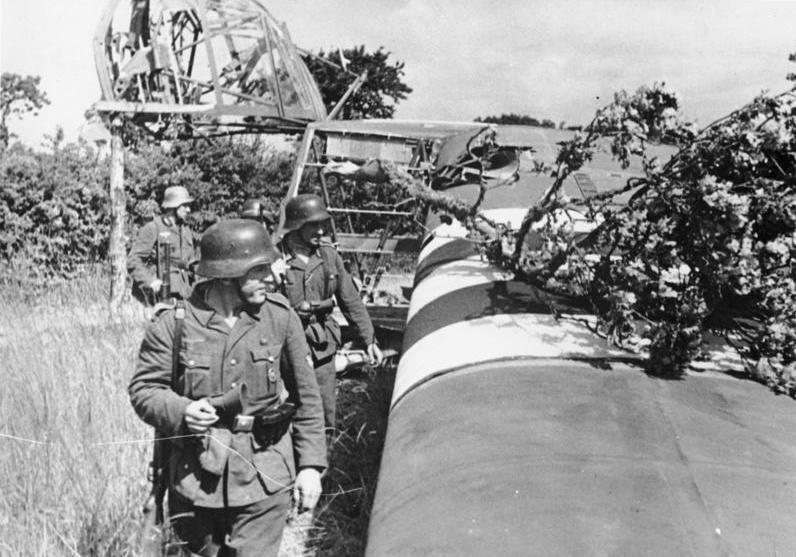
I rottami di un aliante Airspeed Horsa ispezionati da soldati tedeschi: questi velivoli furono utilizzati per trasportare materiale e artiglierie leggere a supporto delle truppe aviotrasportate

La 6ª Divisione aerotrasportata britannica, non appena atterrata, entrò in azione con rapidità: i paracadutisti riuscirono ad assicurarsi il controllo del ponte Pegasus (sul canale di Caen tra Rainville e Bénouville), dei ponti sul fiume Orne, oltre a far saltare i cinque attraversamenti sul fiume Dives e la pericolosa batteria di Merville. Le posizioni sull'Orne e vicino a Caen furono tenute fino all'arrivo dei commando alla fine del 6 giugno. L'82ª e la 101ª Divisioni aviotrasportate furono meno fortunate: a causa dell'inesperienza dei piloti e delle strette formazioni a "V" assunte durante il volo notturno, la contraerea tedesca fu capace di disperdere i numerosi aerei; i piloti dei Douglas C-47 Dakota/Skytrain, terrorizzati o disorientati, paracadutarono gli uomini in luoghi spesso molto lontani da quelli prestabiliti e le forze paracadutate furono sparpagliate su un'area di circa 1 000 km²; alcuni uomini, lanciatisi troppo presto, caddero in mare e altri ancora affogarono, gravati dal peso dell'equipaggiamento, nelle zone intenzionalmente allagate dal feldmaresciallo Rommel. Dopo ventiquattro ore, solo 3 000 uomini della 101ª Divisione erano riusciti a radunarsi; i morti tra le sue file furono moltissimi, circa 2 000, e molti dispersi continuarono a vagare da soli o in piccoli gruppi per giorni, combattendo dietro alle linee nemiche.

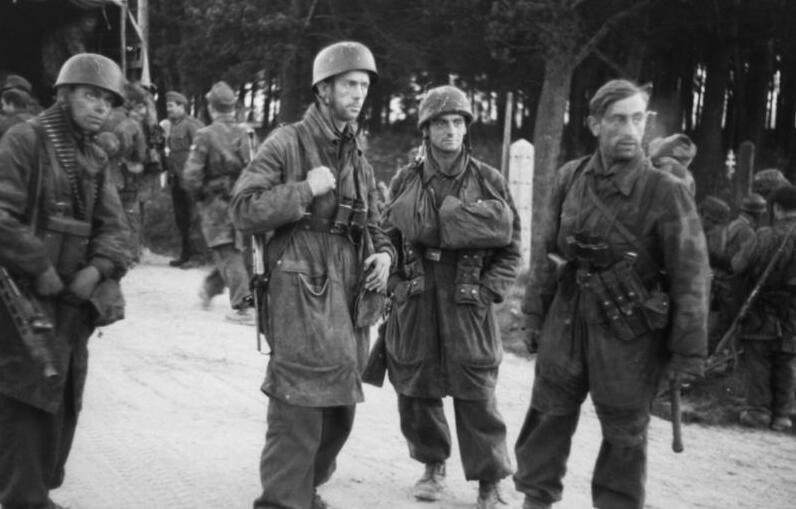
Paracadutisti tedeschi in azione in Normandia

Inoltre i paracadutisti statunitensi di alcuni reparti del 501º Reggimento paracadutisti (101ª Divisione), ampiamente sparpagliato intorno a Carentan, furono attaccati poco dopo la mezzanotte dai paracadutisti tedeschi del 6º Reggimento dell'esperto tenente colonnello Friedrich von der Heydte, che erano schierati alla base della penisola del Cotentin; ebbero spesso la meglio e catturarono numerosi prigionieri nelle prime ore. Il comandante tedesco interrogò i soldati catturati e riferì al generale Marcks che aveva certamente avuto inizio l'"invasione".
Nonostante le perdite e gli errori tattici, l'azione dei paracadutisti fu nel complesso efficace: le retrovie tedesche furono disorganizzate e la confusione si diffuse nei comandi; il generale Wilhelm Falley, comandante della 91ª Divisione da sbarco aereo, rimase ucciso da una pattuglia americana. Inoltre un battaglione dell'82ª Divisione, il II del 505º Reggimento comandato dal tenente colonnello Vandervoort, riuscì a occupare il villaggio di Sainte-Mère-Église la mattina del 6 giugno, il primo paese liberato nel corso dell'invasione. Vandervoort guidò i suoi uomini all'attacco del paese, nonostante si fosse fratturato una gamba durante il lancio, appoggiandosi a un bastone e l'episodio fu ritratto nel film Il giorno più lungo, nel quale l'ufficiale fu interpretato da John Wayne. La liberazione di Sainte-Mère-Église, che era stata prematuramente evacuata da un reparto contraereo tedesco, ebbe anche importanza strategica poiché impedì alle truppe tedesche della 91ª Divisione di marciare verso Utah Beach in soccorso dei commilitoni in difficoltà della 709ª Divisione; gli attacchi contro la cittadina sferrati dal capitano Mager con i granatieri e dal tenente colonnello von der Heydte con i paracadutisti non ebbero successo e gli statunitensi mantennero le loro posizioni. I tedeschi dovettero rinviare nuovi attacchi al 7 giugno.
I lanci di paracadutisti avevano messo in stato d'allarme l'intera 7ª Armata, ma ancora alle 03:00 né il Gruppo di Armate B, né OB West, ai quali i radar del Pas de Calais segnalavano movimenti di navi nella zona di Dover (il culmine dell'operazione Fortitude), erano convinti che gli scontri notturni in Normandia fossero davvero il preludio dell'attesa invasione. La confusione regnava nella catena di comando tedesca e soltanto nel tardo pomeriggio del 6 giugno 124 carri del 22º Reggimento della 21. Panzer-Division, la più vicina alle coste normanne, ricevettero l'ordine di contrastare gli sbarchi alleati, dirigendosi verso Sword e Juno Beach dove oramai le truppe britanniche erano ben trincerate e pronte a rispondere al fuoco. Al calar della notte solo 54 carri su 124 erano ancora operativi.

### Il bombardamento aeronavale

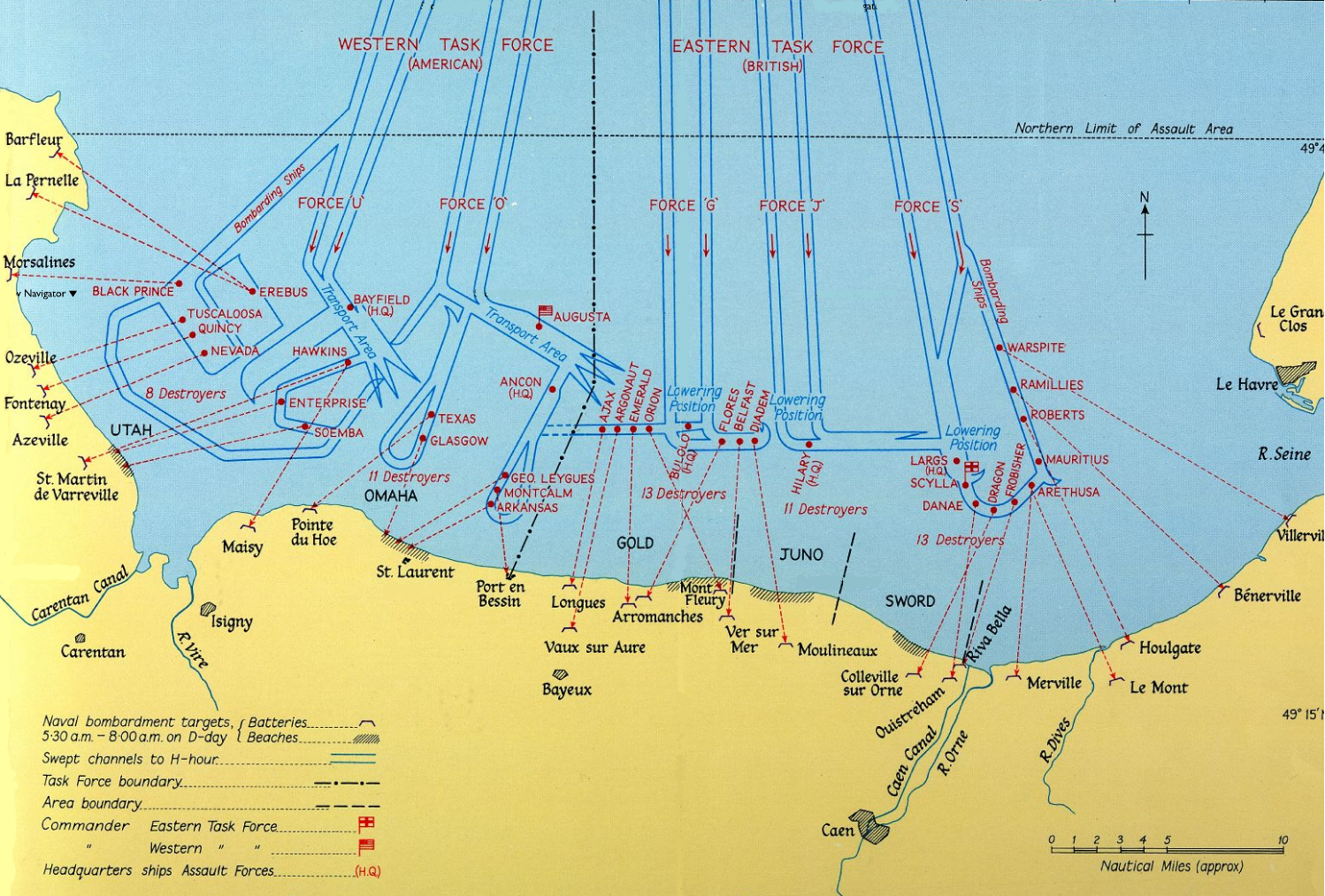
Mappa schematica dell'operazione Neptune: sono indicate le posizioni delle forze navali, i canali sminati, gli obiettivi del bombardamento e le zone di manovra dei mezzi da sbarco

In contemporanea all'assalto dal cielo aveva iniziato a muoversi l'imponente flotta d'invasione, che poté beneficiare di un insperato effetto sorpresa cagionato proprio dal persistente maltempo: la Manica fu attraversata senza alcun contrasto e, quando apparve davanti alla Normandia, la flotta lasciò sbigottiti i difensori tedeschi. Il maresciallo Montgomery aveva detto ai suoi subordinati: «Al calar del crepuscolo del D-1, il nemico si sarà di certo reso conto che l'area di Neptune sta per essere attaccata in forze [...]»; invece le condizioni meteorologiche, il servizio alleato di disinformazione (esemplificato da Fortitude) e la partecipazione della Resistenza francese furono tutti fattori che contribuirono all'effetto sorpresa del D-Day. Soltanto all'alba del 6 giugno il tenente Adalbert Bärwolf, pilota di un Bf 109 di un gruppo da ricognizione notturna, individuò l'armata navale.
Nel dettaglio, nel mare dinanzi alla Normandia si trovavano i due grandi scaglioni componenti la flotta alleata: la Western Task Force statunitense comandata dal contrammiraglio Alan Kirk a supporto delle operazioni su Utah e Omaha Beach, la Eastern Task Force britannica comandata dal contrammiraglio Philip Vian responsabile dell'appoggio al settore anglo-canadese. Cinque vecchie corazzate, ventitré incrociatori, centoquattro cacciatorpediniere e settantuno corvette spiccavano tra la flotta di 6 483 unità costituita da navi di linea, navi ospedale, navi mercantili e mezzi di trasporto per veicoli corazzati (LCT) che, arrivati a poche miglia dalla terra, iniziarono a disporsi nelle posizioni assegnate. Alle 05:30 migliaia di uomini cominciarono a calare le reti sui fianchi delle navi da trasporto e scendere nei mezzi da sbarco, LCA britannici o LCVP statunitensi (i cosiddetti "Higgins"), per giungere sulle spiagge.

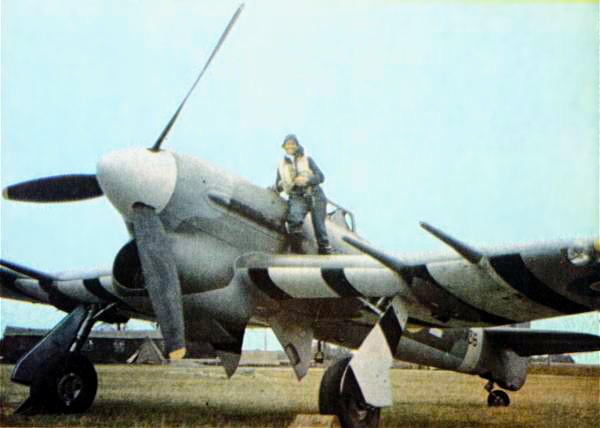
Rara foto a colori del tempo di guerra di un Typhoon con le "strisce d'invasione" ("invasion stripes"), le bande bianche e nere sulle ali, identificative degli aerei alleati durante lo sbarco

Alle 05:30, 60 minuti prima dell'ora prevista per lo sbarco dei primi reparti statunitensi (ora H), migliaia di aerei tra P-51 Mustang, Supermarine Spitfire, Hawker Hurricane, Hawker Typhoon e Lockheed P-38 Lightning si lanciarono a bassa quota sulle spiagge normanne, bombardando e mitragliando le difese tedesche. Alti sopra di loro i bombardieri quadrimotori Boeing B-17 Flying Fortress, Handley Page Halifax, Consolidated B-24 Liberator assieme ai bimotori Martin B-26 Marauder, sganciarono i rispettivi carichi d'esplosivo sugli obiettivi; al contempo, i cannoni di quasi 600 navi iniziarono a battere la costa. I marescialli dell'aria Spaatz, Harris e Leigh-Mallory avevano riunito la più grande armata aerea che fosse stata mai messa insieme: 3 467 bombardieri pesanti, 1 645 bombardieri medi, 5 409 cacciabombardieri operarono nel D-Day e solo 113 furono abbattuti; nugoli di velivoli compirono oltre 14 000 sortite contro le appena 319 dei tedeschi, dirette soprattutto contro l'armata navale. I cieli erano totalmente in mano alle forze aeree alleate e la Luftwaffe fu sopraffatta dall'intervento di una simile massa di apparecchi (oltre 13 000); la regione dello sbarco fu sottoposta a un martellamento intenso, i campi d'aviazione furono devastati e furono prese di mira le singole opere difensive, persino i singoli veicoli. Le truppe tedesche furono costrette all'immobilità in rifugi e trincee.
Su Utah Beach, l'attacco dei B-26 sortì effetti decisivi sulle fortificazioni e le batterie tedesche furono annientate; al contrario, il bombardamento condotto dai B-17 e B-24 su Omaha e le spiagge britanniche si rivelò un fallimento: gli Alleati lanciarono sulla Normandia più ordigni che su Amburgo (la città più bombardata della Germania) in tutto il 1943, ma a causa delle condizioni atmosferiche e dato che i piloti non volevano colpire i loro compagni, molti ordigni caddero nell'entroterra o, nel caso dei razzi, addirittura tornarono in Inghilterra. Una volta completato questo ciclo offensivo, entro le 08:00 i bombardieri atterrarono alle basi di partenza, fecero rifornimento e decollarono nuovamente allo scopo di colpire Saint-Lô e gli altri bersagli nell'entroterra. Gli attacchi aerei continuarono con intermittenza per tutto il giorno, in particolare sulla cittadina di Caen: tutte le vie di comunicazione che le facevano capo furono prese di mira, in quanto rappresentava un crocevia vitale alle forze corazzate tedesche per dirigersi verso le spiagge britanniche.

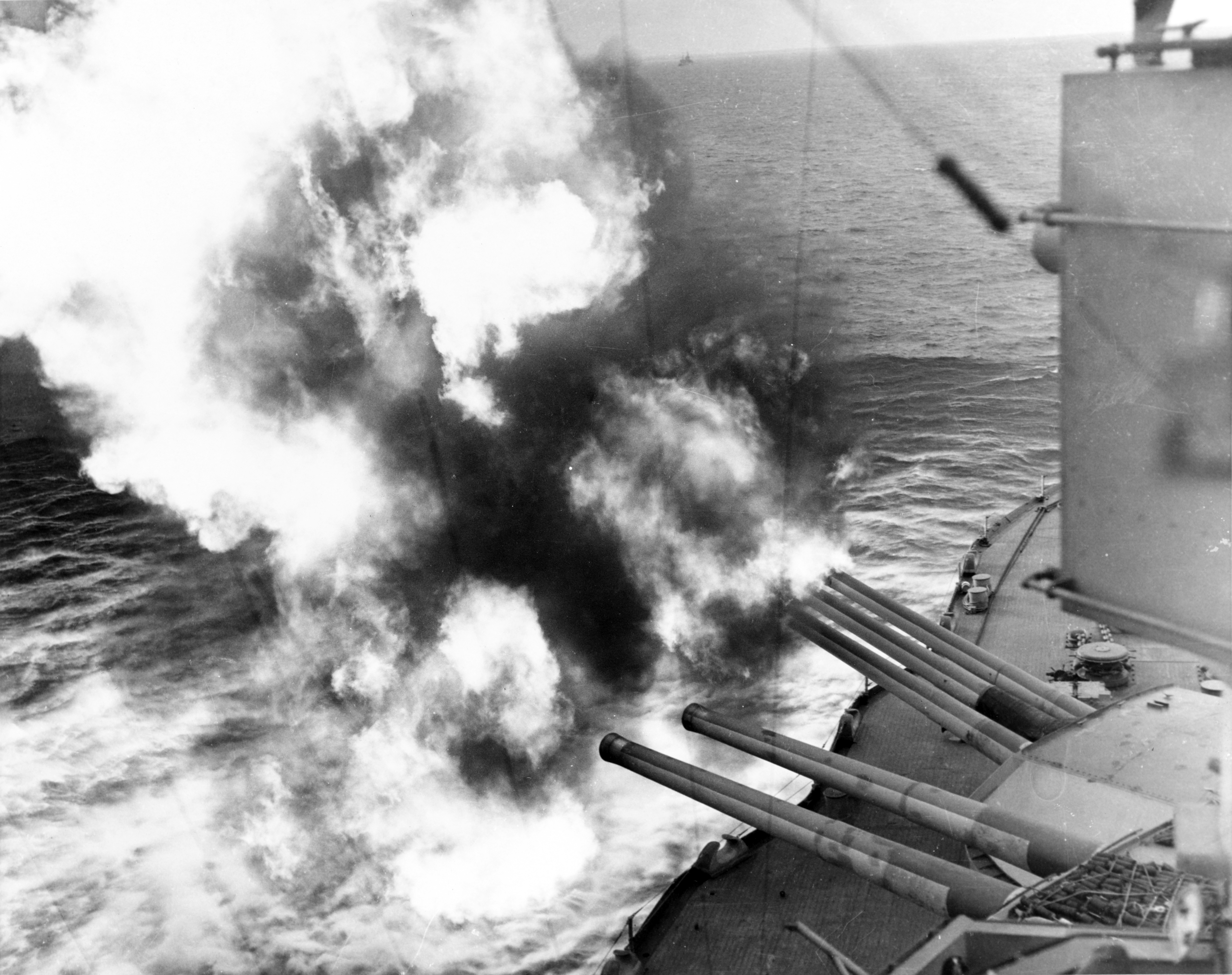
La vecchia nave da battaglia Nevada apre il fuoco su Utah Beach

Alle 05:50 il bombardamento navale riversò sulle coste normanne e sulle batterie tedesche una enorme quantità di proiettili, ma il risultato fu quasi ovunque inferiore alle attese, non tanto per l'imprecisione del tiro, quanto per la perizia con cui erano state edificate le postazioni. I calibri delle navi al largo colpirono con molta precisione le maggiori batterie nemiche a Longues-sur-mer, Pointe-du-Hoc, Port-en-Bessin, St-Marcouf e Azeville, ma nessuna fu distrutta e i soldati all'interno, seppur assordati e feriti, al momento degli sbarchi della fanteria furono comunque in grado di adoperare i pezzi. Quando le navi alzarono il tiro, dedicandosi ai bersagli interni, entrarono in azione gli LCT(R), mezzi da sbarco per i carri e i lanciarazzi, i quali lanciarono sulle spiagge oltre 14 000 ordigni che, tuttavia, esplosero per la gran parte sulla battigia; dinanzi a una simile preparazione d'artiglieria, numerosi soldati anglo-statunitensi ritennero che l'opposizione allo sbarco sarebbe stata minima. L'ultimo contributo al tiro preliminare fu dato dai carri armati M4 Sherman a bordo degli LCT diretti a Omaha Beach, le cui torrette sporgevano dalle murate delle imbarcazioni diretti a Omaha: a causa del mare agitato, del fumo e della foschia, però, resero quest'apporto pressoché inefficace. Quando il bombardamento navale si spostò nell'interno, il soldato tedesco Gockel constatò che nessun uomo del suo plotone era rimasto ucciso e, nello stesso momento, osservò la spiaggia dal caposaldo N. 62 sopra il canale di Colleville, da dove controllava Omaha Beach: «Fu come se il mare avesse preso vita. Barche d'assalto e mezzi da sbarco stavano rapidamente avvicinandosi alla spiaggia. Un compagno uscì dalla nuvola di fumo e polvere e raggiunse il mio posto urlando: "Franz, sta' attento! Stanno arrivando!"».
Le perdite navali alleate furono molto esigue: l'unica unità affondata dalla Kriegsmarine fu il cacciatorpediniere norvegese Svenner, silurato intorno alle 05:30 davanti a Sword Beach dalle torpediniere Möwe, Jaguar e T28 salpate da Le Havre, le quali si ritirarono poi incolumi davanti alla reazione della corazzata Warspite; attacchi contro la Western Task Force da parte delle motosiluranti S-Boot uscite da Cherbourg non ottennero risultati. Il 6 giugno andarono inoltre perduti il cacciatorpediniere statunitense USS Corry, che alle 06:10 affondò al largo di Utah dopo aver colpito una mina navale, e la motovedetta statunitense PC-1261, che urtò una mina alle 05:42 e colò a picco in quattro minuti. Numerosi furono, infine, i mezzi da sbarco danneggiati o distrutti a causa della reazione tedesca.

### Le spiagge statunitensi

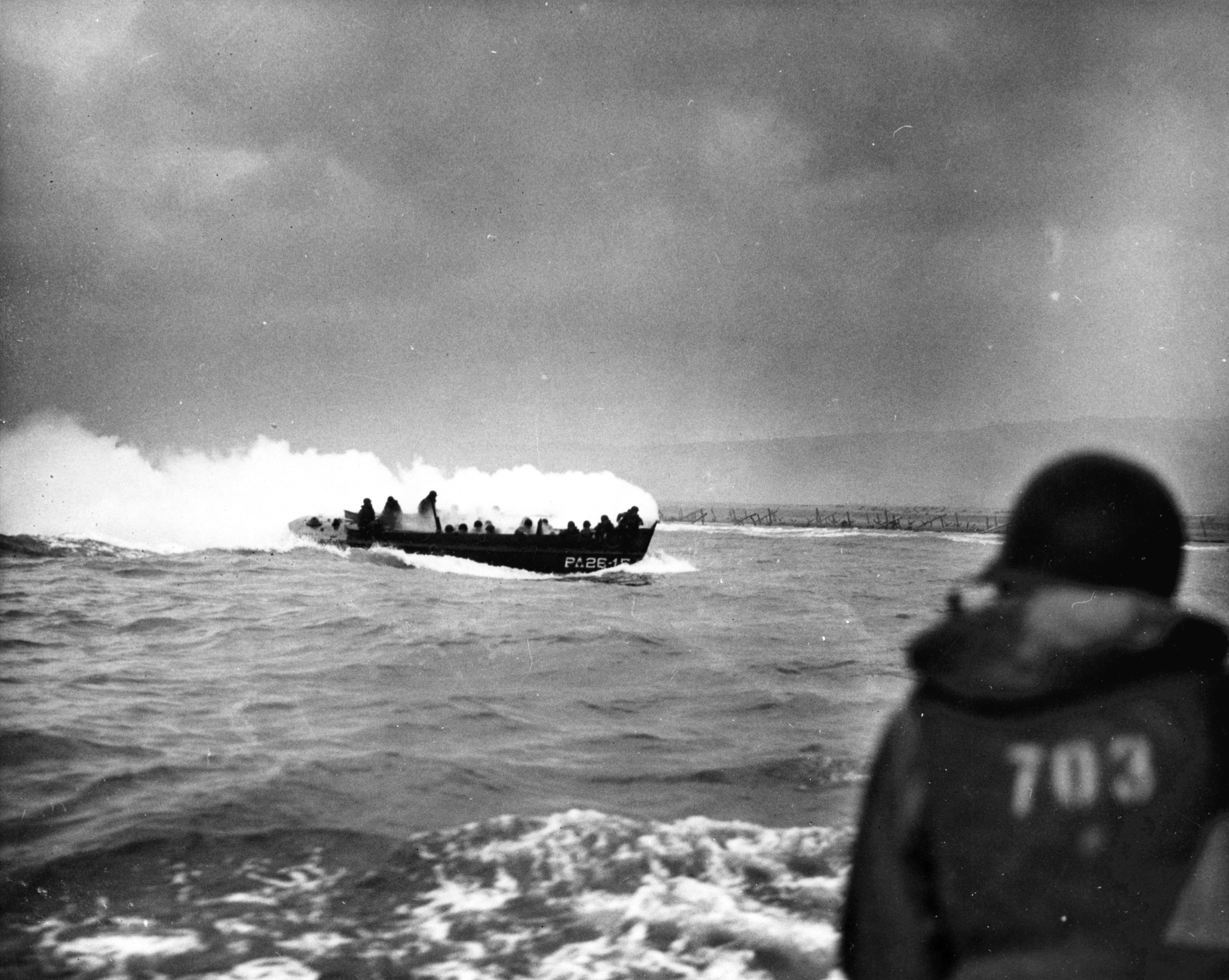
Un marinaio guarda impotente un LCVP, colpito dall'artiglieria tedesca poco al largo di Omaha Beach

Il settore statunitense dello sbarco fu il più critico del D-Day e presentò subito molti problemi. Nel caos generale, durante le prime manovre dei mezzi da sbarco della prima ondata verso le spiagge, dieci LCT al largo di Omaha e sette al largo di Utah affondarono a causa del mare agitato, trascinando con sé decine di uomini. Al largo di Utah, le batterie tedesche colpirono natanti della fanteria e chiatte dei mezzi corazzati: il sergente Orris Johnson, imbarcato su un LCT, vide un'unità poco distante centrata dalle granate tedesche e nell'esplosione un carro armato «lanciato trenta metri in alto, cadere lentamente capovolgendosi, infilarsi poi in acqua e scomparire». A Omaha l'assalto anfibio fu drammatico, poiché ventisette dei trentadue carri armati anfibi Sherman DD (Duplex Drive) del 741º Battaglione corazzato, assegnati alla 1ª Divisione fanteria, affondarono quando le onde ne squarciarono il rivestimento esterno che consentiva loro di rimanere a galla. L'altro gruppo di trentadue carri, destinato al settore della 29ª Divisione, fu invece portato direttamente sulle spiagge per iniziativa degli ufficiali al comando delle imbarcazioni da trasporto, resisi conto di ciò che accadeva alla loro sinistra. Anche il tentativo di portare a terra i pezzi di artiglieria con gli autocarri anfibi DUKW fallì disastrosamente e andarono perduti ventisei cannoni appartenenti a cinque reggimenti.

#### Omaha Beach
Le prime imbarcazioni si trovarono a circa 350 metri di distanza dalla spiaggia di Omaha quando i cannoni tedeschi aprirono il fuoco: il bombardamento navale non aveva intaccato nella misura sperata né le opere in cemento armato né le armi tedesche. All'ora H (06:30) i primi LCT scaricarono gli uomini della prima ondata sulla spiaggia, che avrebbe presto assunto il nome di "Bloody Omaha"; in una delle seguenti ondate si trovava anche il fotografo di guerra Robert Capa che, con la sua macchina fotografica, produsse importanti testimonianze della furiosa battaglia sulle coste normanne. Il fuoco più intenso proveniva dalle scogliere ai due lati della spiaggia, nel settore Dog Green della 29ª Divisione a ovest e dal settore Fox Green della 1ª Divisione a est: qui i tedeschi avevano concentrato le loro difese più pesanti per proteggere le due strade che dalla spiaggia conducevano una a Vierville e l'altra a Colleville. Su tutta la spiaggia gli uomini furono accolti da un micidiale fuoco di mitragliatrici e artiglieria; nei settori Dog Green e Fox Green i soldati statunitensi erano completamente esposti al tiro nemico. Questi uomini, già esausti per le lunghe ore in mare e appesantiti dall'equipaggiamento, non appena lasciavano le chiatte d'assalto sprofondavano nell'acqua (spesso più alta di quanto s'aspettavano) e rimanevano bersagli facili per il mitragliamento tedesco, che inflisse perdite elevate alle ondate che via via si presentavano, uccidendo persino alcuni che, ancora, non avevano lasciato le imbarcazioni.

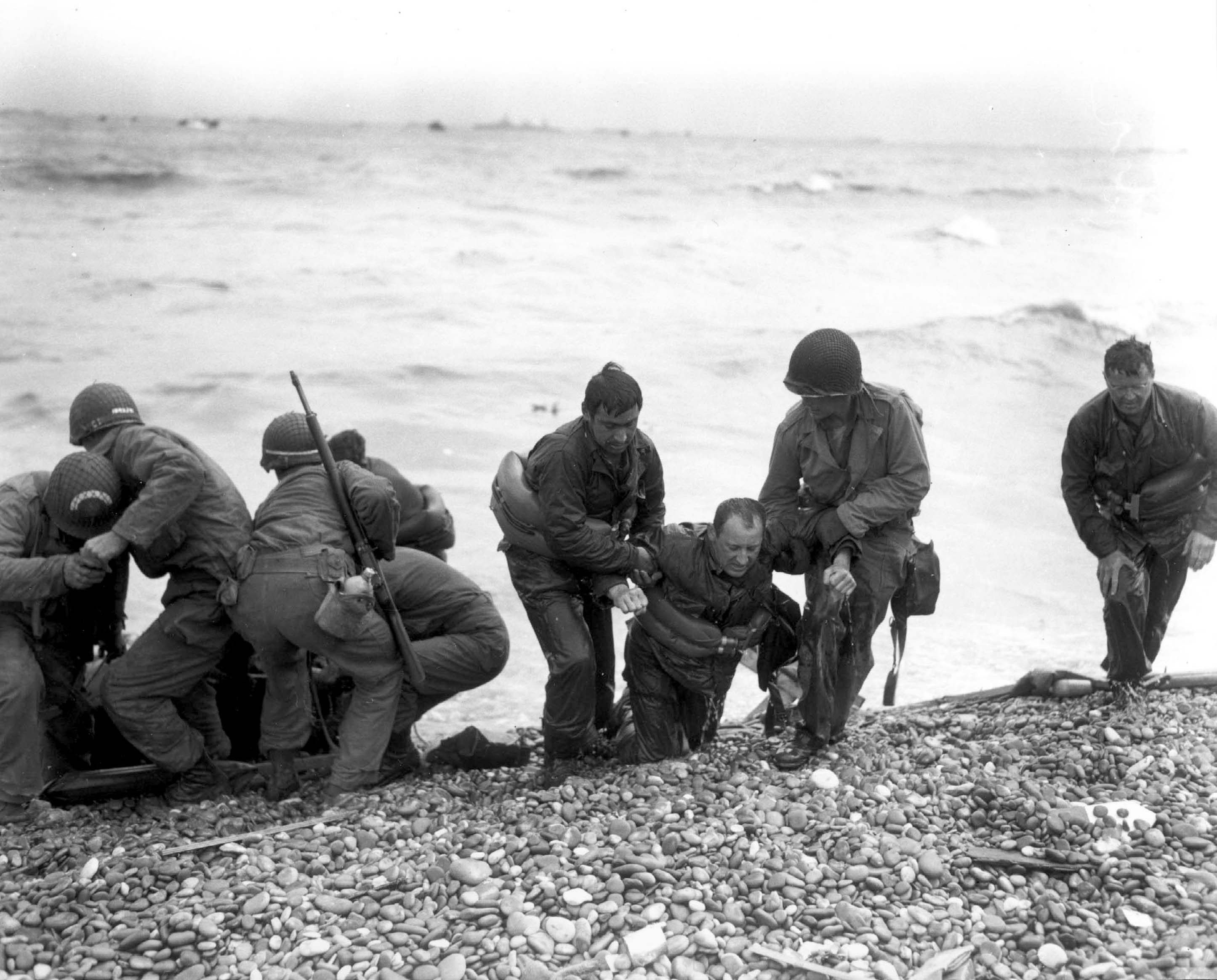
Alcuni soldati statunitensi soccorrono un compagno caduto in acqua durante le prime fasi dello sbarco a Omaha, sopravvissuto grazie al giubbotto gonfiabile

Alla fine la maggior parte dei soldati fu sbarcata in punti sbagliati: reparti della 29ª Divisione finirono assieme a uomini della 1ª Divisione; più in generale, quasi tutte le truppe assegnate a Omaha furono sbarcate più a est, in alcuni casi anche a 3 chilometri dai punti prefissati. La vastità dell'errore tattico si deve forse imputare alla forte corrente, al miscuglio di nebbia e fumo e a una certa imperizia dei marinai: ciò si riflesse pesantemente anche sull'azione dei genieri della prima ondata, che erano stati addestrati a eliminare gli ostacoli in punti ben definiti. Alle 07:00, Omaha fu raggiunta dalla seconda ondata e, di nuovo, gli uomini si trascinarono nell'acqua sotto il fuoco tedesco che si manteneva a un volume elevato; dovettero inoltre farsi largo tra i mezzi da sbarco sventrati dell'ondata precedente, alcuni rari carri armati in fiamme, bulldozer rovesciati e centinaia di cadaveri. In rapida successione seguirono anche la terza e la quarta ondata, che s'ammassarono sulla sottile striscia di sabbia ingombra di rottami, equipaggiamenti e morti e sconvolta dal fuoco tedesco. Sbarcati spesso in settori sbagliati e presi d'infilata dal tiro dei difensori che credevano fosse già neutralizzato, i terrorizzati soldati statunitensi rimasero inchiodati tra la scarpata occupata dai tedeschi e il mare, cercando un riparo invece di muovere con decisione verso l'entroterra. Tuttavia alcuni uomini, soldati semplici o sottufficiali, lasciarono la battigia dopo i primi momenti di disorientamento e si gettarono verso la scarpata, che offriva una posizione più defilata dalle mitragliatrici.
Nel frattempo le vedette sulle navi e gli ufficiali di collegamento delle ondate avevano iniziato a trasmettere rapporti confusi e inquietanti sulla situazione, tanto che il generale Bradley (che seguiva le operazioni a bordo dell'incrociatore pesante USS Augusta) considerò seriamente l'idea di evacuare Omaha Beach e dirottare il V Corpo d'armata su Utah..

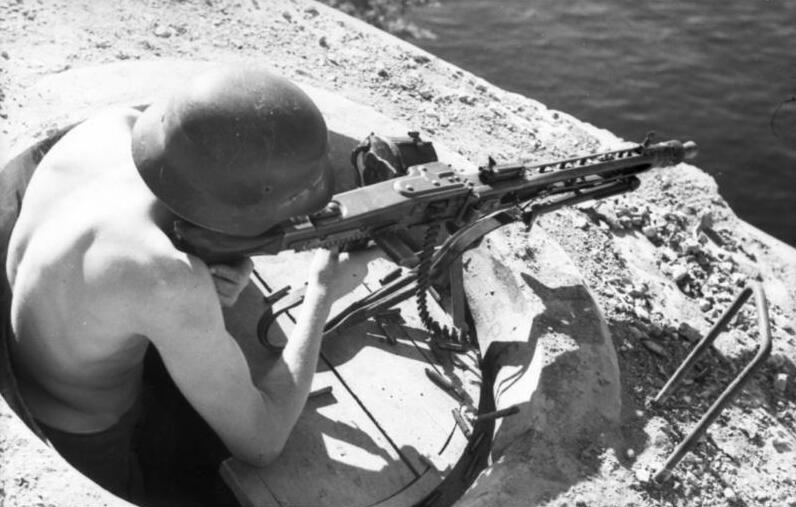
Mitragliere tedesco armato di MG 42 in un caposaldo sulle spiagge della Liguria nel 1944; furono postazioni come queste che, in Normandia, inflissero le maggiori perdite agli Alleati

In questa fase dello sbarco fu molto efficace l'azione delle difese tedesche; in particolare i capisaldi di un reggimento della 352ª Divisione di fanteria, al comando del colonnello Goth, mantennero un intenso fuoco di mitragliatrici e artiglieria contro i soldati americani in fase di sbarco; Paul Carell ha narrato l'azione dei soldati del caposaldo N. 62: pochi mitraglieri tedeschi armati di MG 42 riuscirono per ore, al comando del tenente Frerking, a bloccare l'avanzata americana, infliggendo perdite elevatissime alle truppe nemiche.
Gli accaniti difensori della migliore unità tedesca della zona, tuttavia, pur riuscendo in un primo tempo a contrastare efficacemente gli invasori, non poterono arrestarli definitivamente a causa della loro netta inferiorità numerica e del divario incolmabile di potenza di fuoco. Nonostante le prime ondate di assalitori fossero state quasi del tutto annientate sul lato occidentale sotto Vierville e il panico che imperversava tra le truppe statunitensi, molte delle quali non erano mai state in battaglia, numerosi uomini riuscirono a raggiungere sani e salvi il muro costiero e a travolgere i difensori tedeschi, di gran lunga inferiori numericamente. Anche i soldati tedeschi del caposaldo N. 62, impegnati a battere con il fuoco delle mitragliatrici le spiagge Easy Red, alla fine dovettero cedere a causa dell'esaurimento delle munizioni, dell'annientamento degli altri nuclei di resistenza e dello scarso supporto delle batterie di artiglieria del colonnello Ocker, bersagliate dal fuoco alleato: i superstiti abbandonarono le posizioni e cercarono di ripiegare.
Il successo finale statunitense a Omaha Beach fu dovuto anche al tempestivo intervento del contrammiraglio Kirk, il comandante delle forze navali assegnate al V e al VII Corpo d'armata, che fece avanzare sottocosta tutti i suoi cacciatorpediniere, i quali aprirono il fuoco a vista contro i capisaldi tedeschi ottenendo effetti distruttivi. Dopo le 13:00 il momento più critico era ormai stato superato e la fanteria statunitense riuscì a creare più teste di ponte separate entro la fine della giornata; il piano operativo del V Corpo risultò nel suo complesso un fallimento, ma gli uomini che aggredirono la scarpata trovarono il modo di impossessarsi della linea di cresta. Solamente tre giorni dopo, rallentate dal bocage (l'intricata vegetazione normanna) e dalle sporadiche resistenze tedesche ben nascoste nelle retrovie, le due divisioni riuscirono a raggiungere gli obiettivi prefissati per il giorno dello sbarco. Nel complesso, il D-Day costò alla 1ª e 29ª Divisione oltre 2 000 perdite.

#### Utah Beach

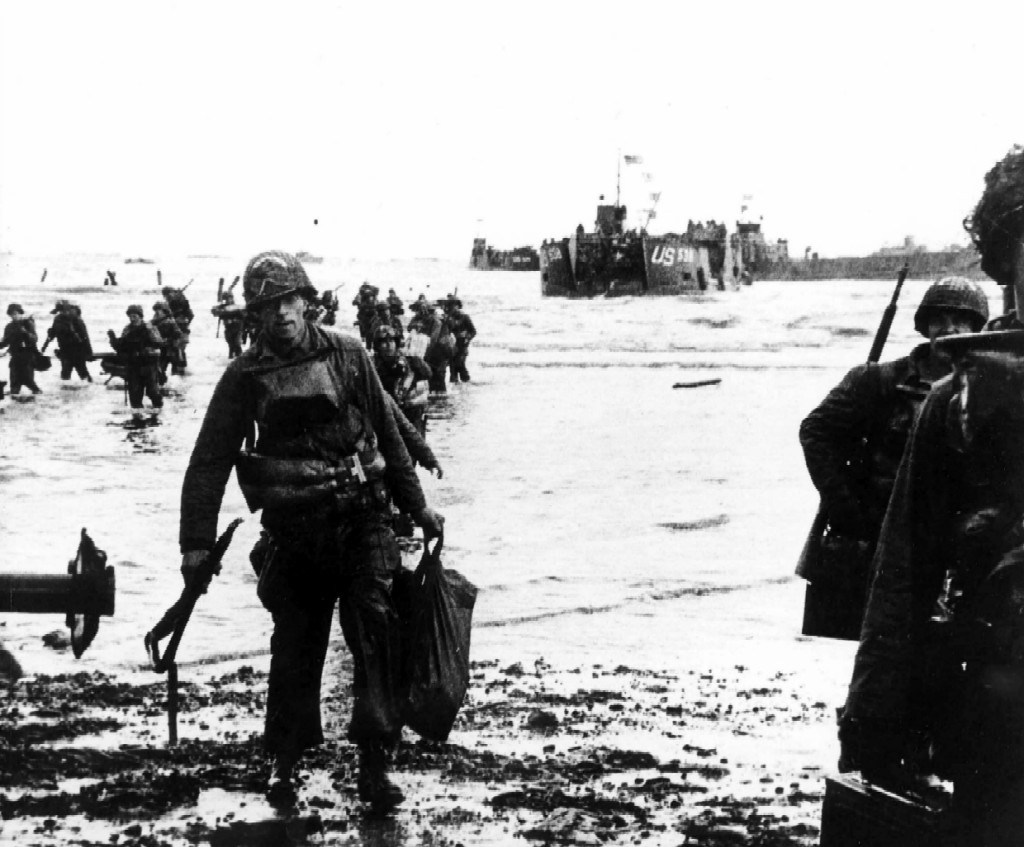
Soldato statunitense carico di equipaggiamenti prende terra a Utah Beach

A 16 chilometri a ovest di Omaha Beach, la 4ª Divisione sbarcò su Utah Beach e si diresse velocemente verso l'interno, incontrando una resistenza scoordinata e sporadica. La terza ondata d'assalto era diretta sulla spiaggia e praticamente non vi era ancora stata opposizione nel settore: pochi colpi d'artiglieria sparsi, fucileria, sì che gli uomini paragonarono lo sbarco a un'esercitazione realistica. Gli ostacoli erano in numero assai limitato e facilmente individuabili e furono presto neutralizzati dai genieri. I carri armati M4 Sherman controllavano la spiaggia e dettero un contributo importante all'azione delle truppe, dato che probabilmente il bombardamento preliminare e la vista di tutti quei carri avevano demoralizzato i tedeschi, i quali si rifugiarono nelle loro posizioni dietro alla spiaggia. Nelle operazioni su Utah, il caso giocò un ruolo determinante: solo il generale di brigata Theodore Roosevelt, Jr. e pochi dei suoi ufficiali si erano resi conto che lo sbarco era avvenuto in una zona sbagliata, poiché l'imbarcazione guida della prima ondata era stata trascinata di 1,5 chilometri più a sud del tratto di costa da assaltare e la coltre di fumo e terra polverizzata avevano mascherato i punti di riferimento a riva. Un errore fortunato, dato che tutte le batterie che potevano colpire le zone prestabilite per lo sbarco erano ancora operative; perciò, la 4ª Divisione si ritrovò a cavallo dell'uscita 2 e non dinanzi alle uscite 3 e 4. L'insperata e vantaggiosa situazione tattica comportò tuttavia per il generale una difficile scelta: siccome entro pochi minuti sarebbero giunti altri 3 000 uomini e 3 500 veicoli, Roosevelt doveva decidere se farli approdare nella zona originaria con due uscite oppure dove si trovava lui, 2 chilometri più a sud, dove vi era una sola uscita che, se fosse risultata impraticabile, avrebbe imbottigliato l'intera divisione sulla spiaggia, alla mercé della reazione tedesca. Dopo un breve colloquio con i comandanti di battaglione, Roosevelt decise per la seconda opzione, pronunciando la famosa frase «Cominceremo la guerra proprio qui!». La 4ª Divisione si sarebbe diretta verso l'interno sull'unica strada e avrebbe attaccato le postazioni tedesche.
I tedeschi ritennero improbabile che gli Alleati sbarcassero proprio davanti alle vaste zone allagate che si estendevano dietro alle coste meridionali del Cotentin e, colti impreparati, gli uomini di un reggimento della 709ª Divisione fanteria (unico reparto assegnato alla difesa di quel settore) si arresero quasi al completo. Le difficoltà maggiori che incontrò la 4ª Divisione ebbero inizio dopo aver lasciato la spiaggia, quando le unità in avanzata verso nord per assicurare il fianco alla divisione incontrarono un'accanita resistenza nelle retrovie della zona dove si sarebbe dovuto sbarcare. Il resto degli uomini dovette proseguire all'interno attraverso acquitrini e bocage, dove l'avanzata si rivelò molto lenta e difficile.

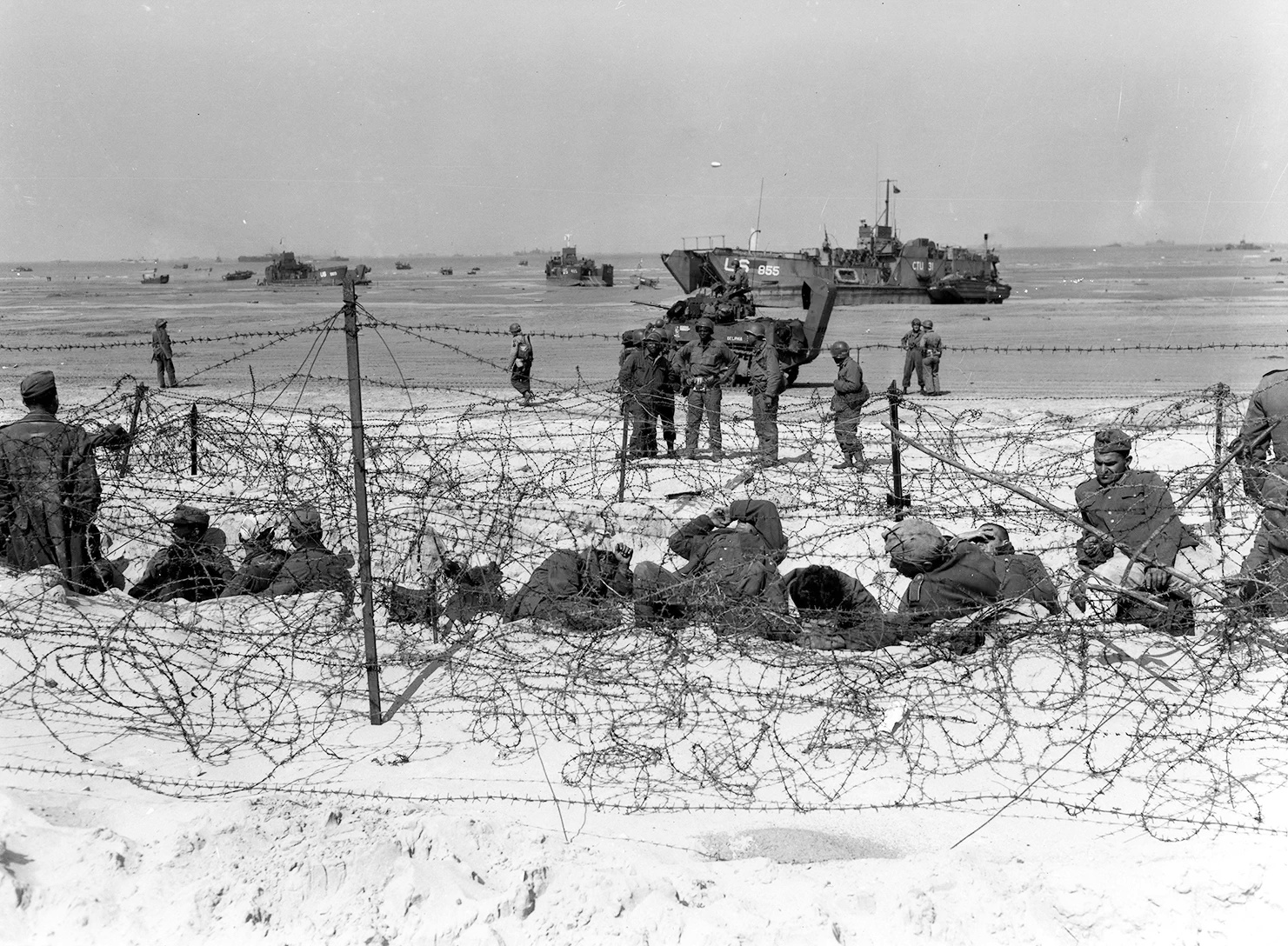
Prigionieri tedeschi a Utah Beach

Degno di nota fu però l'atteggiamento assunto dagli uomini del maresciallo capo Baumgarten a presidio della batteria di Marcouf che, assieme alla batteria di Azeville, copriva l'intera spiaggia Utah. Le due posizioni figuravano tra gli obiettivi primari dell'invasione, ma resistettero fino a sera, sparando con i loro cannoni da 210 mm e 122 mm sulla spiaggia e sull'isolotto antistante di Marcouf, dove erano accatastati i rifornimenti della 4ª Divisione statunitense. Già durante le primissime fasi dell'invasione, la batteria di Marcouf riuscì a colpire un cacciatorpediniere nemico, ma la reazione della flotta statunitense al largo mise fuori combattimento due dei tre cannoni da 210 mm, così la batteria diresse il tiro del suo unico pezzo funzionante verso la spiaggia Utah (distante circa 10 chilometri) su cui nel frattempo le truppe statunitensi stavano sbarcando uomini e mezzi. L'effetto della batteria fu decisamente pesante sulla spiaggia, come testimonia l'ammiraglio Ernest King nel suo rapporto sull'invasione: «[…] a partire dalle 11 il nemico tenne la spiaggia sotto un tiro ben centrato. Le nostre perdite furono considerevoli».
Nonostante tutto, lo sbarco di Utah con ben 23 000 uomini, tra i quali si contarono solo 197 vittime, risultò quasi un miracolo propiziato da fortunate circostanze, in netto contrasto con il massacro di Omaha Beach. Se è vero che la linea del fronte statunitense alla mezzanotte del 6 giugno era ancora esigua e non erano stati raggiunti gli obiettivi designati, il V e VII Corpo erano però sbarcati e tenevano saldamente le diverse teste di ponte.

#### Pointe du Hoc

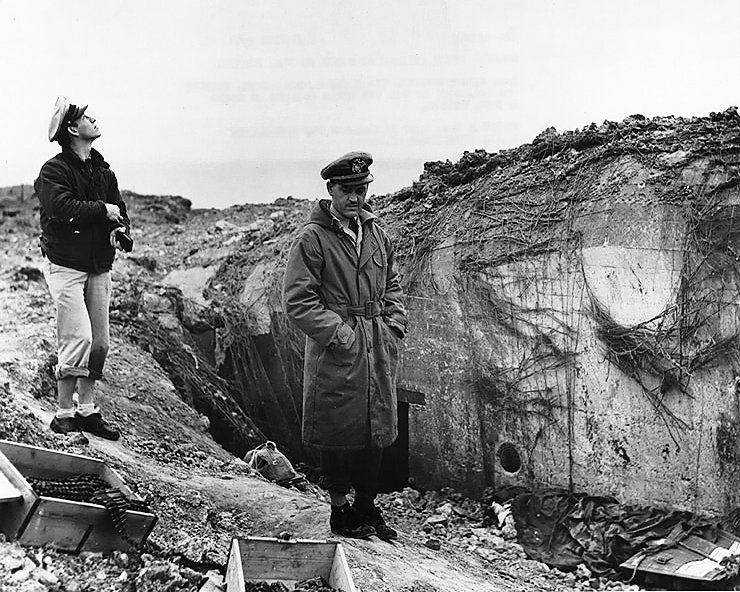
Ufficiali statunitensi esaminano una casamatta tedesca a Pointe du Hoc. Un ranger caduto nell'assalto sulla destra è coperto da un telo.

Alle 06:30 (ora H) nove LCA recanti a bordo i 225 uomini del 2º Battaglione ranger, incaricato dell'assalto alla scogliera di Pointe du Hoc, si trovavano allineati lungo la spiaggia dominata dalla scogliera, relativamente protetti dal tiro tedesco e coperti dal fuoco dei cacciatorpediniere HMS Talybont (britannico) e USS Satterlee (statunitense). L'imbarcazione di testa che guidava gli LCA aveva però in un primo tempo sbagliato strada, deviata dalla corrente di 5 chilometri più a sud; accortosi dell'errore, il colonnello James E. Rubber fece ricondurre i mezzi nel punto prestabilito e perse così tempo prezioso, che gli costò il rinforzo di 500 uomini, ossia il resto del 2º Battaglione e il 5º Battaglione ranger al completo del tenente colonnello Max Schneider. Secondo il piano, infatti, se entro le 07:00 Schneider non avesse visto un razzo di segnalazione sparato dallo scaglione del colonnello Rubber, stante a significare l'avvenuta scalata della scogliera, egli si sarebbe diretto a Omaha per condurre un'azione da tergo alla batteria di Pointe du Hoc. Alle 07:10 il tenente colonnello Schneider, che aveva aspettato impaziente il segnale, si risolse a seguire il piano e perciò il distaccamento di 225 ranger si ritrovò isolato.
Allo scopo di inerpicarsi sulla scogliera, i ranger erano stati equipaggiati con scale di corda munite di rampini, a loro volta assicurati a lunghi cavi che venivano operati da piccoli razzi. Non appena sbarcati, i ranger attivarono gli ordigni e le scalette saettarono in alto, ancorandosi alla roccia; mentre il fuoco di copertura dei due cacciatorpediniere prendeva d'infilata il ciglio, gli uomini iniziarono la scalata, schizzando da un riparo all'altro mentre dalla cima i tedeschi lanciavano bombe a mano, sparavano con i mitra MP 40 e tentavano di sganciare le scale. Per molti minuti i ranger furono trattenuti, nonostante l'appoggio aggiuntivo di alcuni loro commilitoni che, appollaiati in cima a due scalette antincendio montate su due DUKW, saturavano la scogliera con i tiri di mitragliatrici pesanti Browning M2 da 12,7 mm e delle armi automatiche personali; i tedeschi eliminarono alcune scale e inflissero perdite pesanti ai ranger, che con ostinazione si portavano sempre più in alto, alcuni addirittura arrampicandosi a mani nude. Alla fine, molti raggiunsero spossati la cima della scogliera e si gettarono nelle buche create dal bombardamento navale. Qui giunti, però, i ranger si accorsero che lo sforzo sostenuto era stato inutile: i tedeschi avevano già abbandonato la postazione e i bunker per l'artiglieria costiera da 155 mm erano in realtà vuoti.

### Le spiagge britanniche

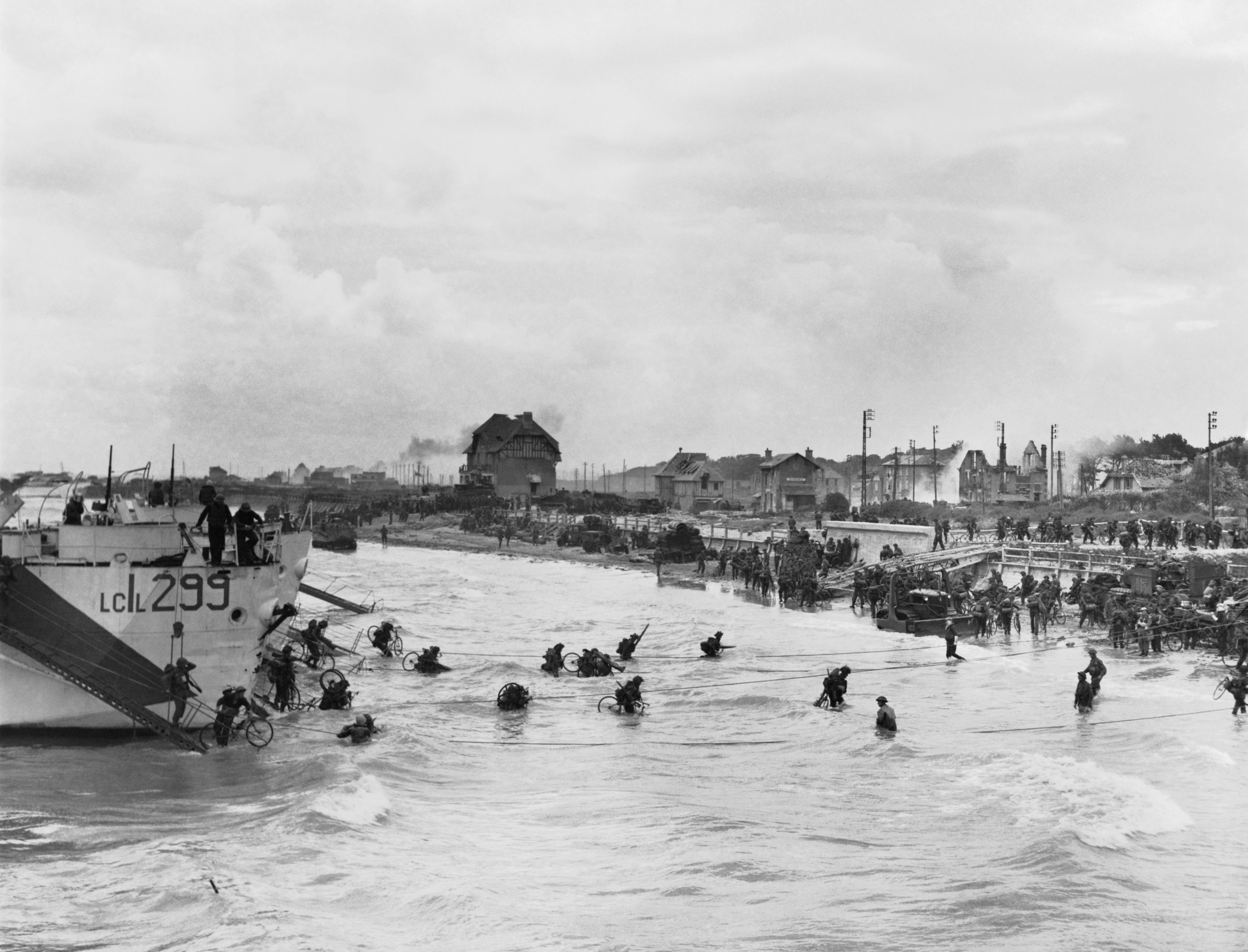
Soldati canadesi della 9th Canadian Infantry Brigade prendono terra a Juno Beach

Lungo la metà orientale della zona di invasione, all'ora H prevista per i britannici (le 07:30) la 2ª Armata del generale Dempsey iniziò lo sbarco sulle spiagge assegnatele: Sword, Juno e Gold, un tratto lungo 32 chilometri che da Ouistreham, vicino alla foce dell'Orne, arrivava fino al villaggio di Le Hamel a occidente. Le spiagge erano piene di mezzi da sbarco che scaricavano truppe e, quasi ovunque, le maggiori difficoltà furono provocate dal mare grosso e dagli sbarramenti sottomarini.
Il piano di sbarco britannico prevedeva per il fronte di ogni brigata quattro LCT che trasportavano ciascuno quattro carri Sherman DD, i quali dovevano toccare terra all'ora H meno cinque minuti (H-5), seguiti all'ora H da quattro LCT con carri per impieghi speciali: sminatori a flagello, Crocodile lanciafiamme, Mk IV Churchill in versione AVRE, insieme a un reparto guastatori che si sarebbe dedicato all'eliminazione delle ostruzioni. Dietro di loro, all'ora H+7, dovevano arrivare otto mezzi da sbarco con due compagnie di fanteria d'avanguardia, seguite a orari prestabiliti da altre ondate che via via avrebbero scaricato sulla spiaggia uomini, corazzati e pezzi d'artiglieria con relativo personale. Le perdite furono minori del previsto, ma le complesse tabelle orarie si rivelarono inefficaci già dopo la prima mezz'ora e i successivi scaglioni generarono un enorme ammassamento di uomini, veicoli, mezzi da sbarco e rottami.
I primi a sbarcare lungo le spiagge furono 120 guastatori dei Royal Marines, esperti di demolizioni sottomarine, il cui compito era aprire una breccia di 30 metri attraverso gli sbarramenti in appena venti minuti, in tempo per non intralciare la prima ondata. Tuttavia s'imbatterono in un numero decisamente superiore di difese passive e, nonostante l'alacre lavoro, diversi erano ancora intatti quando gli anfibi di testa, seguiti dai mezzi da sbarco, avevano iniziato a muoversi verso la costa, a malapena contrastati da tiri isolati di armi leggere.

#### Sword Beach

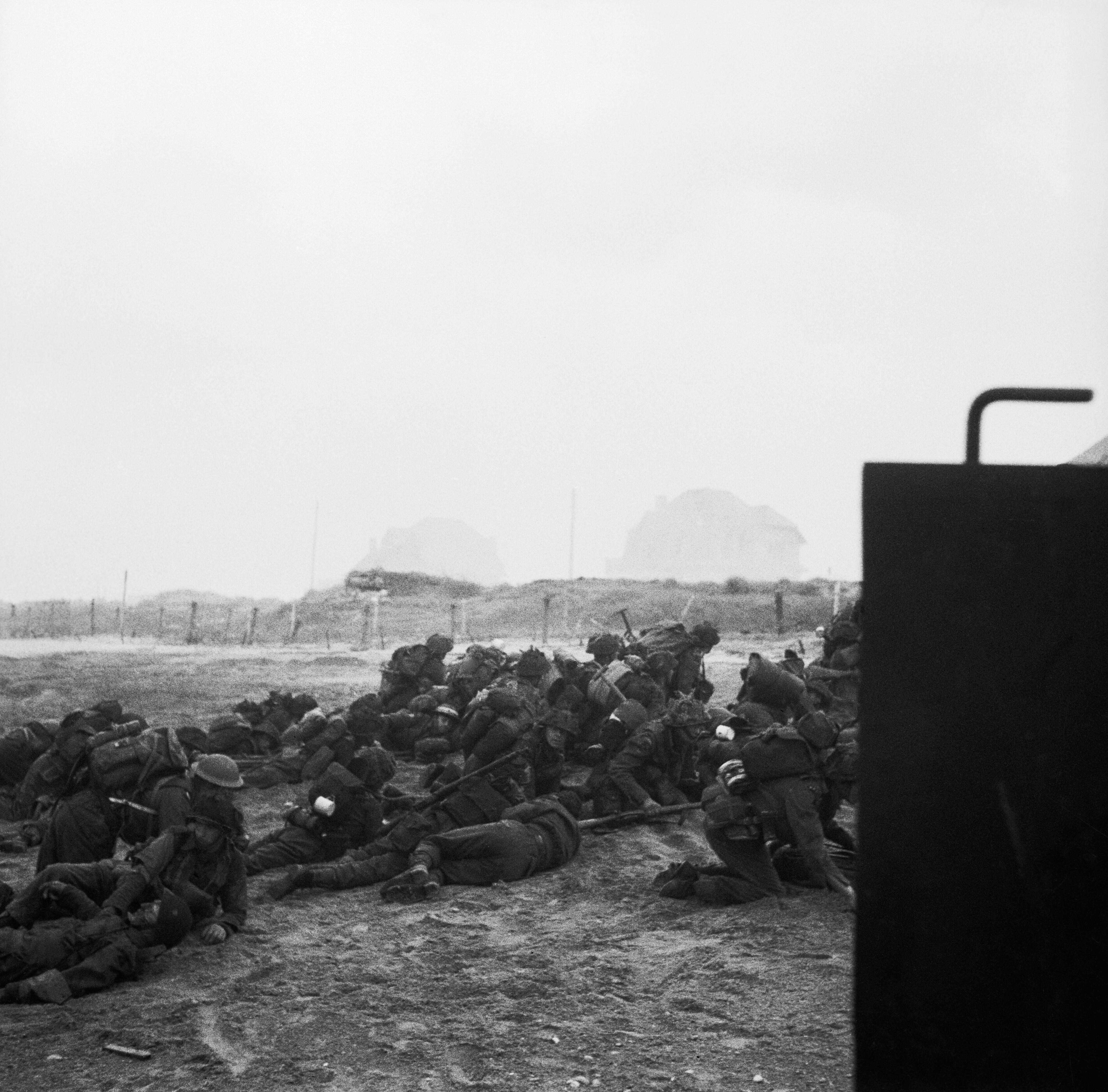
Fanti britannici nel settore "Queen White" a Sword Beach, sotto il fuoco tedesco

Nel settore di Sword Beach le perdite furono lievi e le prime fasi delle grandi operazioni anfibie poterono procedere senza particolari difficoltà; tuttavia, alcuni reparti della 3ª Divisione britannica trovarono forte resistenza presso il caposaldo di La Brèche, che impegnò i soldati britannici per circa tre ore, durante le quali gli uomini dovettero farsi strada attraverso un fuoco serrato. Inoltre, nella mattinata la spiaggia divenne bersaglio per tutto il 6 giugno (e nei giorni seguenti) del fuoco dei mortai e dei cannoni della 3ª batteria del 1716º Reggimento di artiglieria, che sparava da una postazione a Plumetot, a 3 chilometri dalla costa. Il 4 Commando britannico al comando di Lord Lovat, che sbarcò davanti a Ouistreham mezz'ora dopo la prima ondata, trovò centinaia di uomini del 22º Reggimento East Yorkshire, che aveva precedentemente attaccato il caposaldo di La Brèche, morti o moribondi sulla spiaggia; i combattimenti ripresero con determinazione e questa volta l'opposizione tedesca fu disorganizzata e poco incisiva. In molti luoghi di Sword Beach, dopo le prime ore, si respirava un'atmosfera quasi rilassata e molti dei "volontari" russi e polacchi inquadrati nella 716ª Divisione fanteria non esitarono ad arrendersi. L'unico contrattacco di rilievo a Sword fu attuato dal 3º Battaglione del 736º Reggimento di fanteria, che attaccò con il supporto di alcuni semoventi i britannici nel settore occidentale della testa di ponte, presso Lion-sur-Mer; verso mezzogiorno i semoventi impegnarono duramente gli Alleati inizialmente privi di armi pesanti, ma la concentrazione di fuoco che i britannici riuscirono a mettere insieme mise alle strette i tedeschi, i quali si ritirarono di 3 chilometri in direzione sud-est.

#### Juno Beach

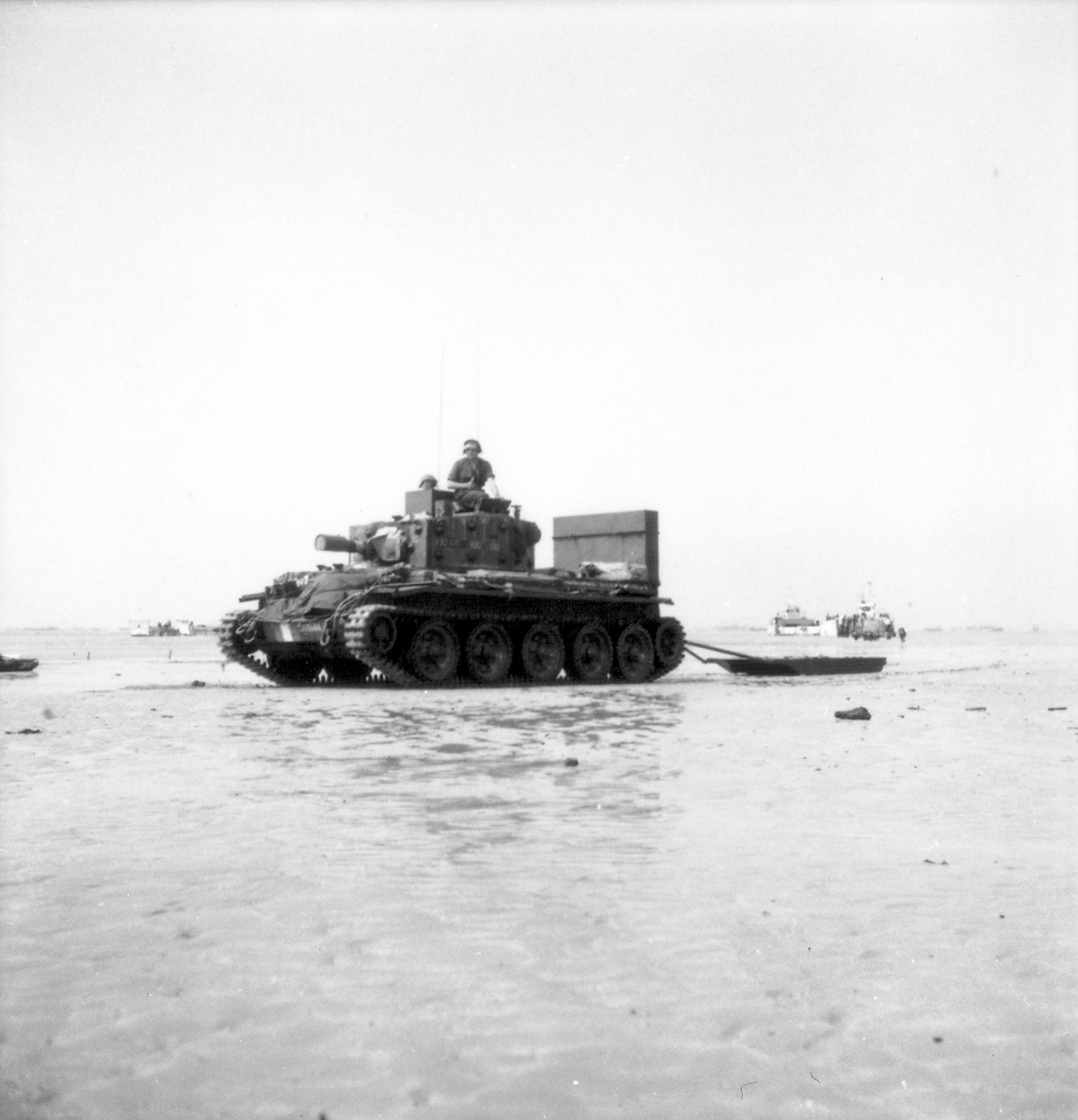
Un Centaur Mk IV del Royal Marine Support Group, con un carrello portamunizioni, sulla spiaggia di Courseulles sur Mer

Nel settore di Juno Beach anche i canadesi riuscirono a sfondare le difese nemiche, ma soffrirono perdite decisamente più pesanti. In questa spiaggia, a causa di vari ritardi, l'ora H fu spostata dalle 07:35 alle 07:45, permettendo ai tedeschi di riorganizzarsi dopo il bombardamento; inoltre si verificò un rapido alzarsi della marea. Tali contingenze provocarono gravi perdite tra i mezzi da sbarco: bersagliati nella fase di andata, dopo aver scaricato gli uomini i natanti facevano marcia indietro ma, nelle manovre, si ritrovavano tra le mine, gli ostacoli e gli spuntoni rocciosi degli scogli, che caratterizzavano il tratto costiero. Delle ventiquattro imbarcazioni della prima ondata, venti andarono perse o furono gravemente danneggiate; complessivamente, durante tutta la mattinata, dei 306 mezzi da sbarco impiegati ben 90 andarono perduti e con essi affondarono o saltarono in aria anche parecchi Centaur Mk IV, carri da supporto fanteria armati con obici da 95 mm e appartenenti ai Royal Marines. Il fuoco d'artiglieria tedesco, gli ostacoli e il mare mosso fecero sì che solo 6 dei 40 Centaur assegnati alla fanteria riuscissero ad arrivare sulla terraferma; gli Sherman DD invece, al contrario di quanto accaduto dinanzi a Omaha, giunsero senza troppi problemi sulla spiaggia ma con un certo ritardo rispetto alla prima ondata, che si trovò per un breve lasso di tempo senza protezione. I carri e la fanteria si mossero poi insieme verso l'entroterra, creando intasamenti e intralciandosi a vicenda durante gli aspri combattimenti che si protrassero fino a pomeriggio inoltrato a Courseulles-sur-Mer e a Bernières, dove l'8ª Brigata canadese e il No. 48 Royal Marines Commando (sbarcato sotto il villaggio) furono investiti da fuoco pesante: nei primi 100 metri d'avanzata molti furono i morti e i feriti e i tedeschi continuarono a opporre un'accanita resistenza, finché non furono aggirati sui fianchi.
Operando secondo i piani, le ondate successive filtrarono tra le unità dei primi assalti ancora impegnate sulla spiaggia, ignorando i cecchini (che continuarono a sparare fino al crepuscolo), e si portarono verso i loro obiettivi nell'entroterra. I reparti canadesi furono quelli che tra le varie divisioni alleate ottennero la maggior avanzata, nonostante non fossero riusciti a collegarsi con i britannici sbarcati a Sword. Uno dei compiti più difficili nel settore spettò al No. 48 Royal Marines Commando che, dopo aver conquistato le zone di Bernières e di Saint-Aubin in meno di mezz'ora, si spinse avanti e marciò verso est lungo la costa: era stato incaricato di percorrere gli 11 chilometri che lo separavano da Sword e incontrarsi con il No. 41 Royal Marines Commando, a sua volta inviato verso ovest per facilitare la congiunzione, partendo da Lion-sur-Mer nel settore di Sword. Il piano britannico però fallì, poiché entrambe le unità s'imbatterono in alcune guarnigioni tedesche che avevano trasformato case isolate in piccoli fortilizi: la tenace difesa tedesca frenò e infine bloccò del tutto i provati Commando, peraltro privi di supporto e copertura.

#### Gold Beach

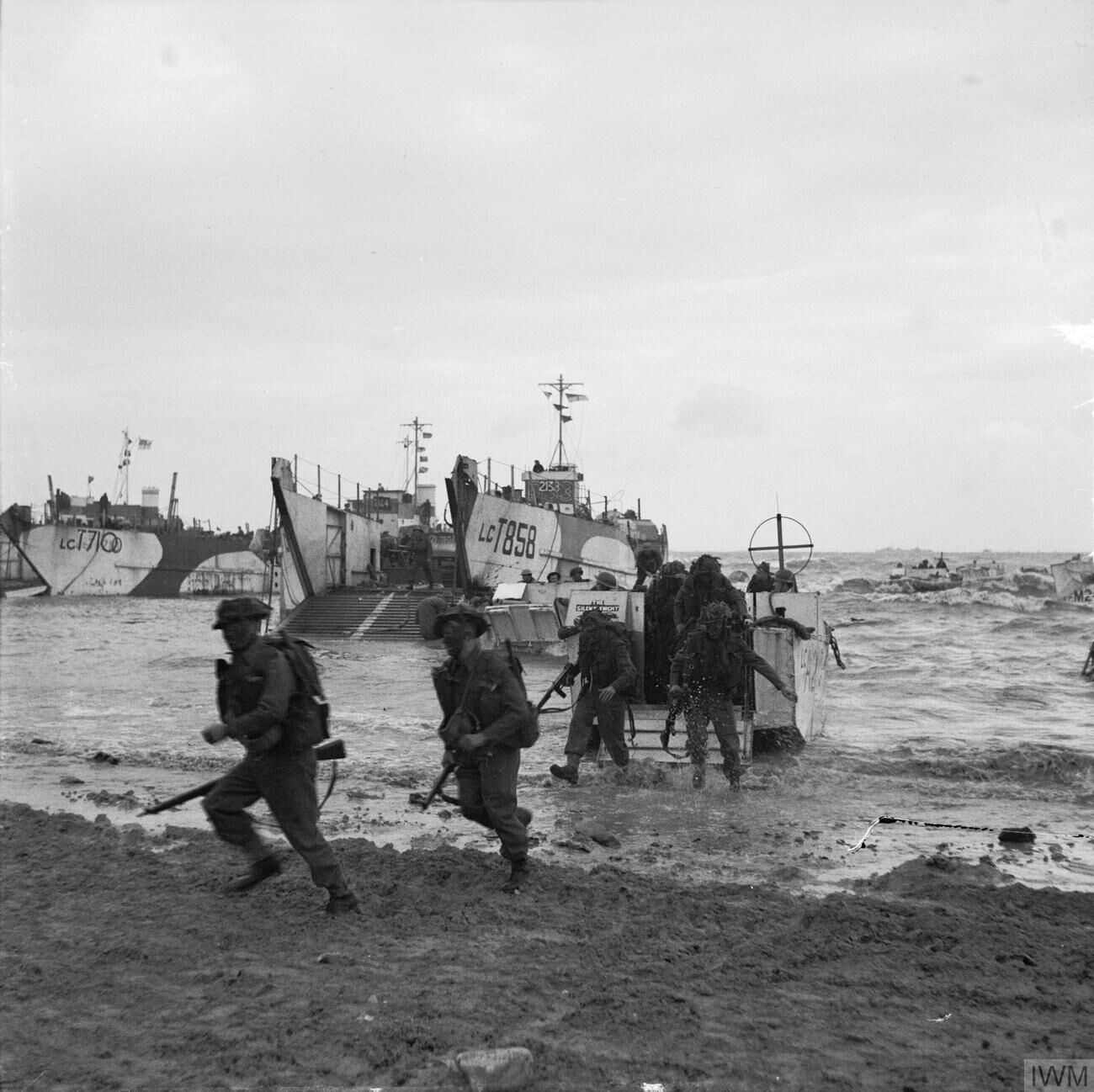
Soldati della 50ª Divisione britannica sbarcano sulla spiaggia Gold

La 50ª Divisione britannica sbarcata a Gold Beach, la più occidentale del settore britannico, incontrò le prime difficoltà di fronte alle postazioni tedesche fortificate del settore "Le Hamel", occupate dagli uomini della 352ª Divisione tedesca. Il 1º Battaglione del Reggimento Hampshire (I/Hampshire) e il I/Dorsetshire sbarcarono sotto un fitto fuoco, visto che anche qui il bombardamento preliminare aveva solo intaccato in superficie le difese tedesche; inoltre si verificarono nuovamente perdite pesanti tra i blindati Centaur di supporto e ritardi nel loro arrivo sulla spiaggia, dove le truppe rimasero per molti minuti sprovviste di appoggio corazzato e alla mercé del tiro tedesco.
Per molti uomini la parte più difficile dell'assalto fu attraversare gli sbarramenti in mare, ma una volta superati si accorsero che il fuoco nemico sulle spiagge era piuttosto ineguale: violento in alcuni settori e quasi inesistente in altri. A Gold Beach gli uomini del I/Hampshire furono quasi decimati mentre ancora cercavano di uscire dall'acqua: i britannici impiegarono almeno otto ore prima di neutralizzare le difese di Le Hamel e le loro perdite a fine giornata ammontarono a circa 200 uomini. Di contro, alla destra di Le Hamel i soldati incontrarono ben poca resistenza, tanto che elementi del Reggimento Green Howards, sbarcati con impeto, occuparono il primo obiettivo in meno di un'ora; anche il No. 47 Royal Marines Commando, l'ultimo di tali contingenti a sbarcare, raggiunse Gold Beach sul lato più orientale del settore in breve tempo. Lo sbarco fu semplice e non incontrò resistenza e, evitando ogni contatto con il nemico, i commando puntarono a occidente alla volta di Port-en-Bessin e si riunirono con gli statunitensi sbarcati a Omaha verso mezzogiorno.

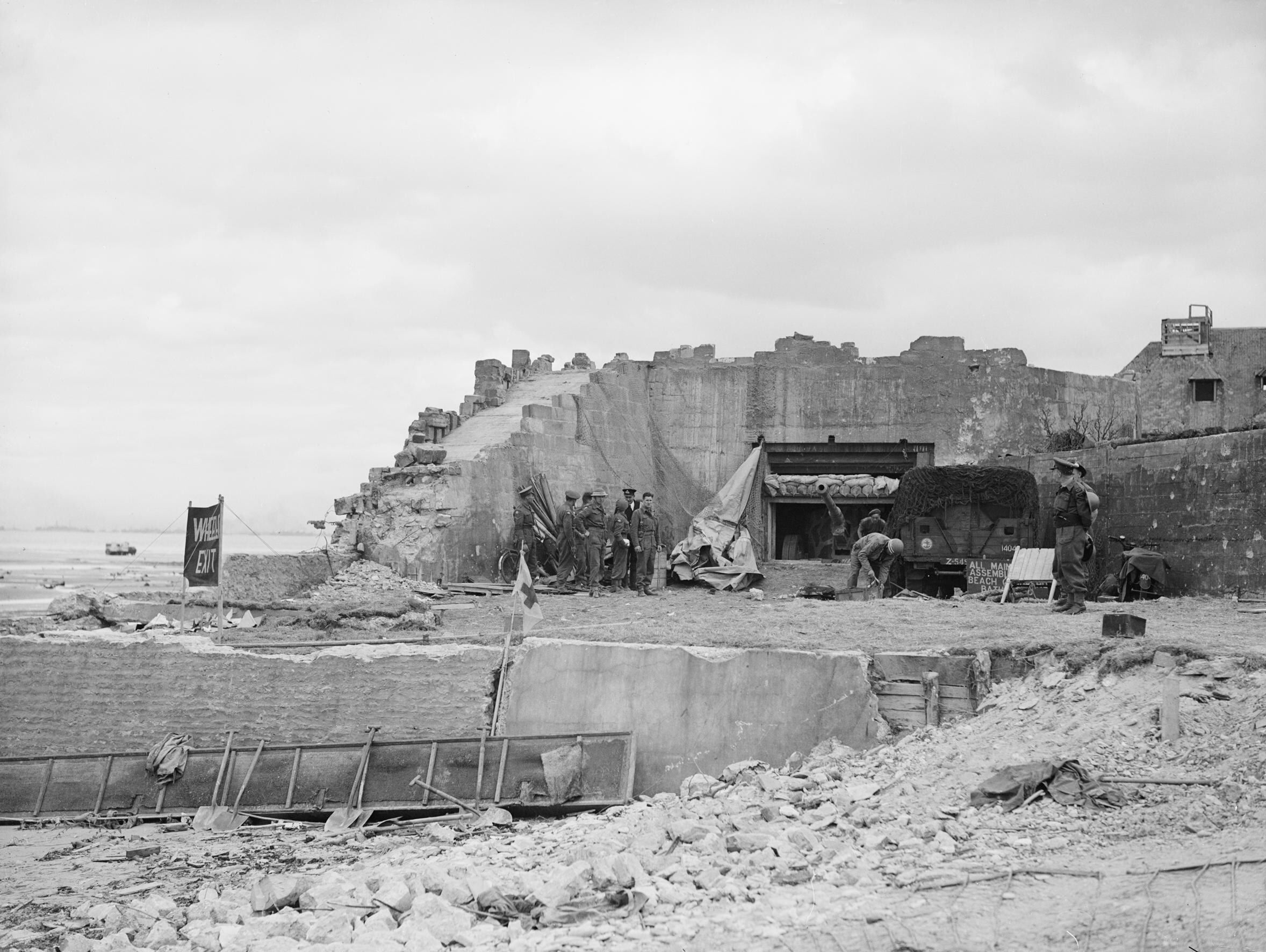
Commando britannici della LCOCU (Landing Craft Obstacle Clearing Unit) esaminano i resti di un bunker con cannone da 88 mm, che tenne in scacco a lungo le forze che sbarcavano su Gold

Contrariamente agli anglo-canadesi, che combatterono principalmente contro la mediocre 716ª Divisione fanteria, gli statunitensi erano ancora fermi dinanzi alla solida e combattiva 352ª Divisione di fanteria. I britannici avevano poi fatto ampio utilizzo di carri anfibi, come pure di mezzi speciali, che battevano il terreno creando varchi e srotolando rotoli di grelle metalliche che facilitavano l'avanzata dei veicoli; gli statunitensi inoltre, parte a causa del mare agitato, parte lo scetticismo sulle conversioni operate dagli alleati, riscontrarono maggiori difficoltà logistiche.

### Verso l'interno
Una volta che le truppe britanniche riuscirono a districarsi dalle congestionate spiagge, dilagarono verso l'interno in modo regolare senza imbattersi in particolari contrasti da parte di sparsi reparti tedeschi: da Gold Beach le colonne puntarono sulla città di Bayeux, 11 chilometri a sud; da Juno la 3ª Divisione canadese si lanciò verso meridione per spezzare la strada Bayeux-Caen e occupare l'aeroporto di Carpiquet, a una dozzina di chilometri di distanza.. Sull'obiettivo più importante di tutto il D-Day, la città di Caen, iniziarono a convergere la 3ª Divisione di fanteria britannica, il 4 Commando e alcuni elementi della 6ª Divisione aviotrasportata, la quale teneva ancora i ponti sull'Orne e sul canale artificiale di Caen; le ultime due unità avrebbero dovuto ricongiungersi intorno a mezzogiorno..

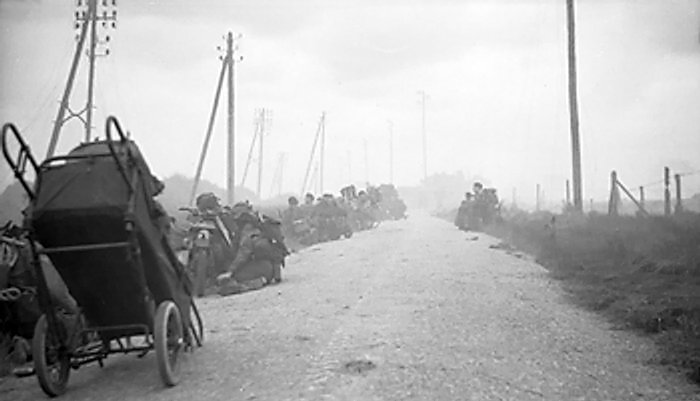
Soldati canadesi e uomini del No. 48 Royal Marines Commando si riparano dal fuoco di mortaio, in una strada vicino a St. Aubin-sur-Mer

Nel settore statunitense di Utah Beach, la 4ª Divisione si stava dirigendo verso l'interno attraverso l'unica uscita, appena contrastata da qualche sporadico colpo d'artiglieria. La decisione del generale Roosevelt di far continuare l'approdo delle truppe quasi 2 chilometri più a est delle posizioni previste aveva avuto successo, ma la situazione rimaneva critica: se il traffico di uomini e mezzi fosse stato interrotto o rallentato, una controffensiva tedesca, sempre possibile, avrebbe imposto un netto freno all'avanzata. Verso le 11:00 il generale Barton, comandante della divisione, ordinò l'invio di alcuni carri armati verso l'uscita 3, a circa 1,5 chilometri di distanza, per assicurare alla propria unità un secondo sbocco dalle spiagge; i veicoli assunsero in breve tempo il controllo dell'uscita, subito sfruttata dalla 4ª Divisione. Le punte avanzate, penetrate nel Cotentin, iniziarono inoltre a incontrarsi con i primi, sparsi elementi della 101ª Divisione aviotrasportata, che avevano trascorso la notte a combattere per giungere il più vicino possibile alla costa. A sera, 22 000 uomini e 1 800 veicoli si trovavano a terra e, con i paracadutisti, la 4ª Divisione aveva costituito la prima grossa testa di ponte statunitense in Francia.
A Omaha Beach, verso mezzogiorno, la situazione era ancora precaria e i combattimenti si trascinavano feroci appena oltre la striscia sabbiosa, tanto che il generale Bradley fu molto vicino a prendere la decisione di dirottare le ondate successive di uomini e mezzi a Utah. Dopo quasi sette ore di scontri, nel settore orientale la 1ª Divisione, formata da veterani dello sbarco in Sicilia e di Salerno, si riebbe più in fretta dall'inizio disastroso dell'operazione e iniziò ad avanzare: i soldati lasciarono la spiaggia battuta dal fitto tiro tedesco, permettendo ai mezzi da sbarco e a qualche Sherman DD (fino a quel momento rimasti al largo in attesa) di portare altri reparti a terra. Allo stesso tempo, qualche cacciatorpediniere si avvicinò talmente alla costa da poter sparare ad alzo zero contro i capisaldi sulle alture; approfittando del fuoco delle navi, i genieri ripresero con vigore l'opera di demolizione che avevano iniziato quasi sette ore prima e gli ostacoli furono distrutti in gran numero. Una volta che la linea di difesa tedesca, poco estesa in profondità, fu perforata e abbattuta, le truppe si riorganizzarono e intrapresero la prima marcia verso l'interno. Alle 13:30 il generale Bradley ricevette un messaggio: «Truppe sinora bloccate sulle spiagge Easy Red, Easy Green, Fox Red, avanzano sulle colline dietro le spiagge». Al calare della notte del 6 giugno, la 1ª e la 29ª Divisione erano progredite di circa 1,5 chilometri, pagando il più alto computo di vittime durante il D-Day.

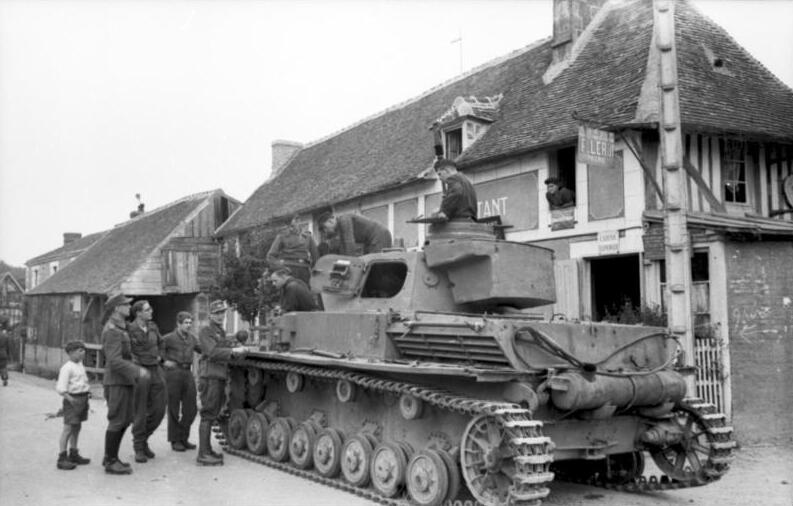
Un Panzer IV della 21. Panzer-Division in Normandia

La 6ª Divisione aviotrasportata, a est dell'Orne, fronteggiò non solo le unità tedesche che presidiavano la zona ma anche i contrattacchi di elementi del 125º e del 192º Panzergrenadier, appartenenti alla 21. Panzer-Division. Sembra che in realtà il comandante, generale Edgar Feuchtinger, abbia ritardato molto l'intervento dei suoi reparti e che solo alle ore 14:30 un battaglione del reggimento corazzato (circa 50 Panzer IV) e un battaglione di panzergrenadier, raggruppati in un kampfgruppe al comando dell'esperto colonnello Hermann von Oppeln-Bronikowski, ebbero ordine di sferrare il contrattacco verso le spiagge. Il generale Marcks, estremamente preoccupato, si era recato sul posto e sollecitò il colonnello Oppeln-Bronikowski a impegnarsi a fondo, dicendogli: "Se non riesce a ricacciare in mare gli inglesi, abbiamo perso la guerra". Oppeln-Bronikowski mise in movimento il suo kampfgruppe che ottenne qualche successo, ma fu ben presto bloccato dagli elementi avanzati della 3ª Divisione di fanteria britannica a Biéville e Périers, poi rinforzati da una brigata corazzata di M4 Sherman. Solamente una compagnia di fanteria e sei carri riuscirono a passare e alle 20:00 raggiunsero la costa a Luc-sur-Mer, dove una sacca tedesca ancora resisteva tra le spiagge Sword e Juno; l'arrivo alle 21:00 di 250 alianti, con il resto della 6ª Divisione aviotrasportata, che disponeva di pezzi controcarro aviotrasportati, costrinse i tedeschi a rinunciare al consolidamento delle posizioni raggiunte (che avrebbero potuto condurre all'eliminazione della testa di ponte della spiaggia Sword) e a ritirarsi per concentrarsi sulla difesa della città di Caen.

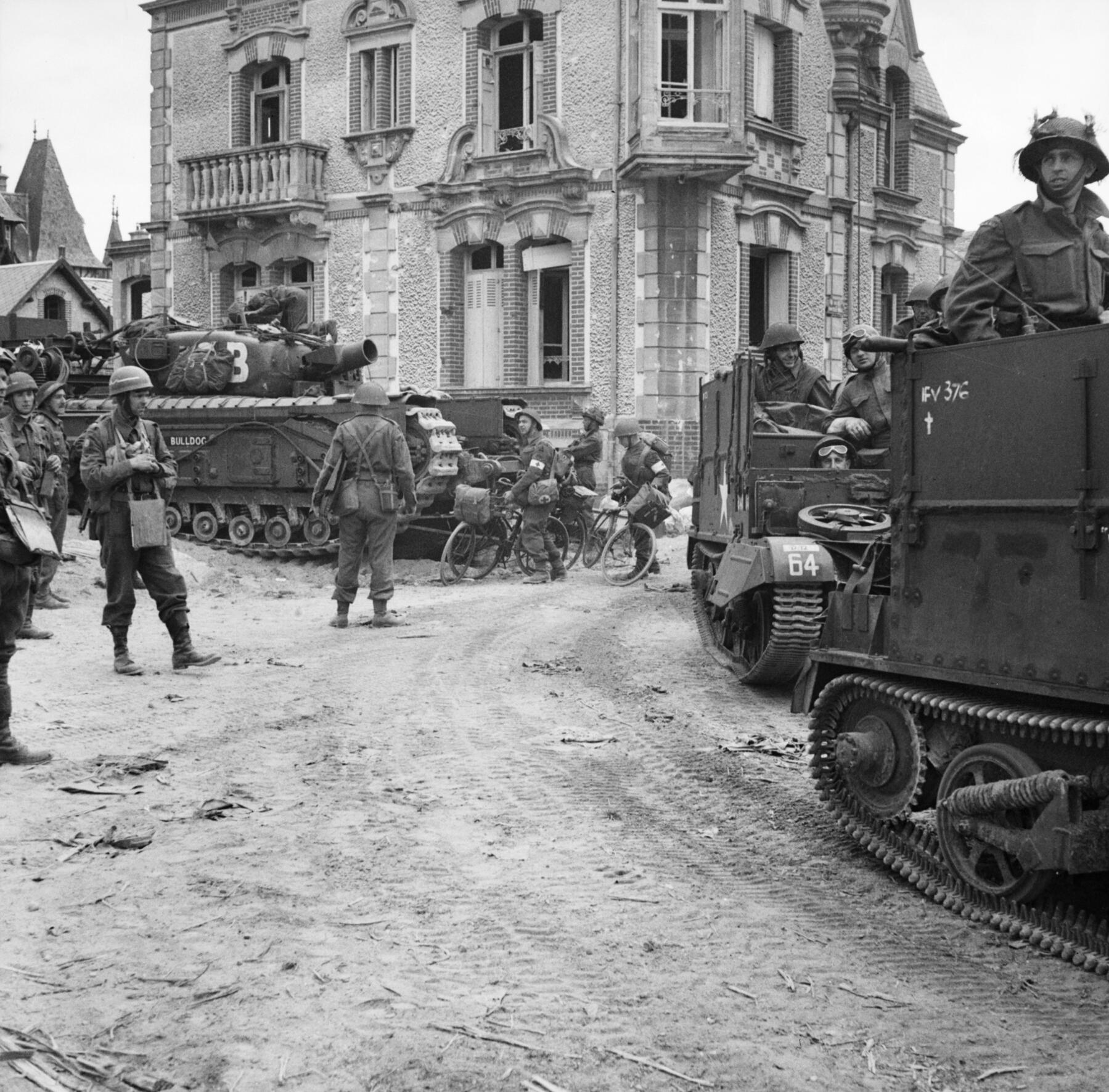
Fanteria britannica a Lion-sur-Mer il 6 giugno: in primo piano si riconosce un Universal Carrier e, dietro, un Churchill AVRE

A occidente dell'Orne, sulla strada che portava a Caen, il generale Montgomery intese radunare truppe e mezzi per occupare l'importante centro; tuttavia i suoi propositi offensivi furono frustrati dalla spossatezza degli uomini, esausti dopo una giornata di continue scaramucce o duri scontri. Il generale britannico mancò, peraltro, di spingere la 27ª Brigata corazzata (190 Sherman e 33 carri leggeri) immediatamente a sud-est non appena era sbarcata per cogliere di sorpresa le forze meccanizzate tedesche, sopraffarle e quindi assicurarsi il controllo di Caen; al contrario, la formazione fu suddivisa in numerosi reparti indipendenti a supporto delle molteplici azioni delle fanterie, causandone la dispersione e il logorio precoci. A sera, perciò, la brigata era incapace di lanciare un assalto coordinato e deciso alla città, tanto più che rimase invischiata nei locali contrattacchi tedeschi. La responsabilità della mancata occupazione di Caen fu da attribuire anche all'eccessivo ottimismo e alla superficialità dei pianificatori, che non avevano considerato le difficoltà di effettuare un'offensiva subito dopo gli sbarchi.
Verso sera, a destra della 3ª Divisione britannica, i canadesi erano già quasi a Carpiquet. Dietro alla spiaggia Juno intasata, invece, gli Alleati erano stati impegnati in aspri combattimenti per annientare piccoli ma coriacei capisaldi isolati; i canadesi avanzarono comunque di quasi 8 chilometri attraverso Bretteville lungo la direttrice Bayeux-Caen. Infine la 50ª Divisione, muovendo dalla spiaggia Gold, sostenne sanguinosi scontri con elementi della 352ª Divisione tedesca e a sera la 151ª Brigata raggiunse la strada Bayeux-Caen; i carristi del IV/7° Dragoon Guards riferirono di avere la via pressoché libera. Nonostante in questa zona gli Alleati non avessero completato la maggior parte dei loro obiettivi, la 50ª Divisione riuscì ad attestarsi saldamente nella campagna normanna, trovando solo limitata opposizione. Il D-Day giunse al termine e, nonostante ritardi, errori tattici, contrattempi e la mancata occupazione di diverse località, gli Alleati raggiunsero un successo pressoché totale, stabilendosi saldamente in Europa e respingendo i primi contrattacchi tedeschi. L'unica preoccupazione del generale Eisenhower, a quel punto, fu allargare la testa di ponte di Omaha allo scopo di mettere al riparo la spiaggia dal martellamento tedesco e consentire così l'afflusso continuo di rinforzi e i rifornimenti, confidando che il tempo sulla Manica non peggiorasse. Tuttavia, in campo tedesco la combattività e la fiducia erano ancora alte e anzi numerosi (truppa e comandanti) erano convinti che, con l'arrivo delle divisioni corazzate della riserva, gli anglo-americani sarebbero stati certamente ricacciati in mare.

## Analisi e conseguenze

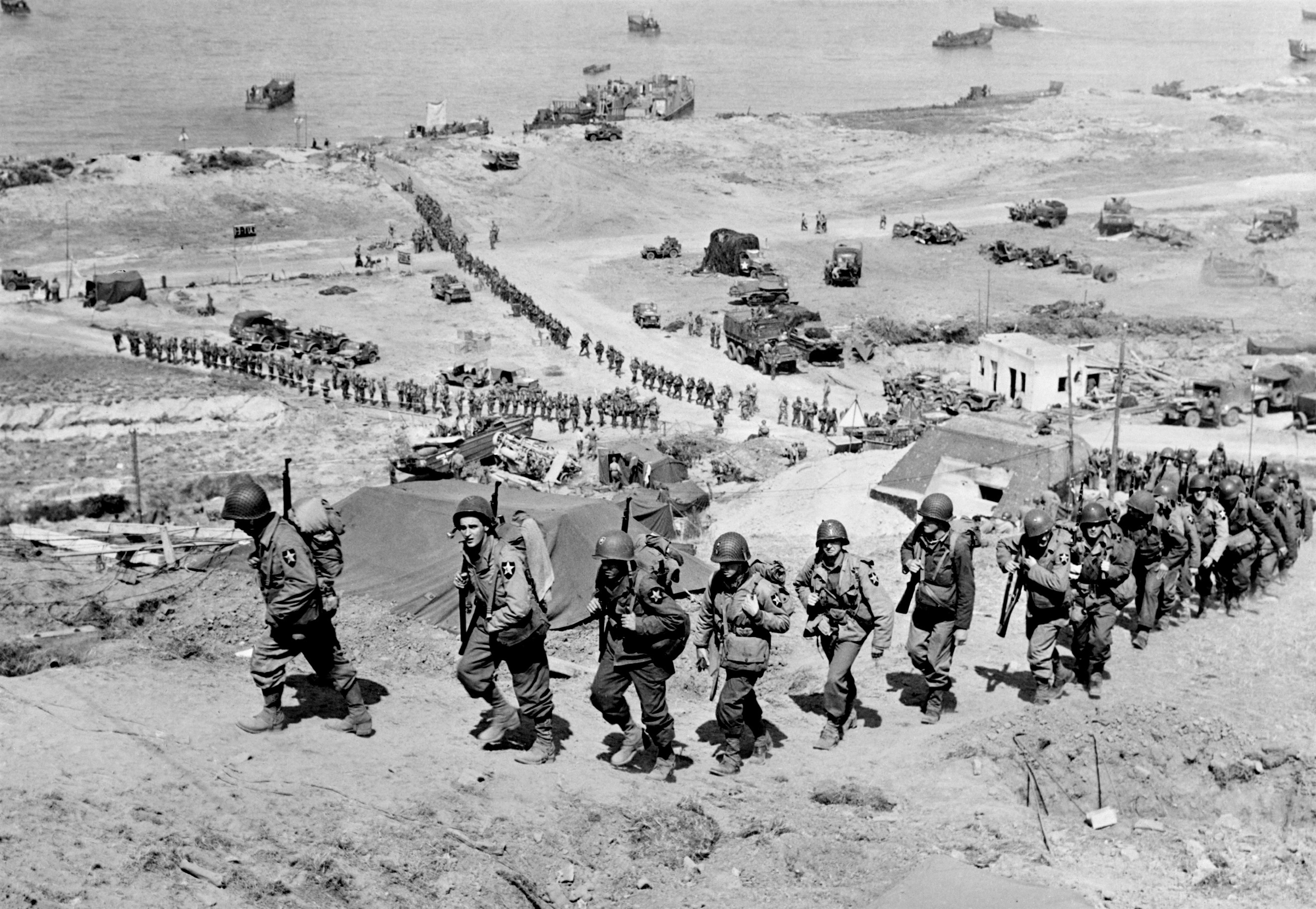
La 2ª Divisione fanteria statunitense dirige verso l'interno, 7 giugno 1944

Il ruolo determinante nel successo del 6 giugno fu giocato da diversi fattori concomitanti: l'effetto sorpresa, la scelta del luogo e del giorno, le incertezze e le inadeguatezze delle forze tedesche nella zona e dei loro comandi a più alto livello. Le avverse condizioni atmosferiche del 4 e 5 giugno indussero i tedeschi a ritenere molto improbabile, se non impossibile, uno sbarco in grande stile; secondo i comandanti tedeschi gli Alleati avrebbero rinunciato allo sbarco nelle prime settimane di giugno e ciò comportò l'assenza dai rispettivi posti di comando di diversi comandanti, compresi il feldmaresciallo Rommel (in Germania per festeggiare il compleanno della moglie) e il colonnello generale Dollmann (a Rennes per un'esercitazione di guerra). Nel corso del D-Day, dunque, molte scelte importanti furono ritardate per mancanza di chiarezza e di decisione. La dispersione dei paracadutisti statunitensi (causata da errori e difficoltà tecniche) paradossalmente comportò un ulteriore vantaggio, in quanto aggiunse confusione nei comandi tedeschi, che ricevevano rapporti indicanti la presenza di truppe aerotrasportate in tutta la Normandia settentrionale.
L'opera del controspionaggio britannico riuscì a depistare gli agenti tedeschi, convincendoli che quella in Normandia fosse una colossale operazione diversiva, e l'accuratezza dell'operazione Fortitude completò l'inganno di portata strategica. Lo stesso Hitler, ancora il 9 giugno, era convinto che il teatro principale delle operazioni doveva aprirsi a Pas de Calais, avendo prestato credito ai messaggi inviati dalla celebre spia Arabel ("Garbo" per i britannici); di conseguenza, la potente 15ª Armata fu mantenuta a Calais e non diede appoggio alla 7ª Armata nel settore normanno, tanto meno le diede l'allarme come non lo diede alla Kriegsmarine a Cherbourg. Nel complesso, le truppe del generale Dollmann opposero una difesa relativamente inefficace, essendo male addestrate, a corto di trasporti ed equipaggiamento, tartassate da intensi bombardamenti per una settimana; si distinse solo la 352ª Divisione di fanteria, che si abbarbicò alle opere fortificate dominanti Omaha Beach e causò gravi perdite al V Corpo d'armata statunitense. Inoltre, lungo i 50 chilometri di costa normanna interessati dallo sbarco, ogni unità costiera tedesca combatté in totale isolamento, poiché le linee telefoniche erano state interrotte dai bombardamenti aeronavali o dal sabotaggio dei partigiani francesi: né i comandanti sul campo, né lo stato maggiore del LXXXIV Corpo d'armata poterono dunque avere una visione complessiva della battaglia. Ad esempio, solo alle 16:40 il comando della 7ª Armata fu informato che lo sbarco sulle coste del Cotentin (Utah Beach) era riuscito; i comandanti tedeschi impiegarono, poi, diverse ore per assicurarsi che i rapporti ricevuti indicassero davvero una grande operazione anfibia e non un'azione diversiva.

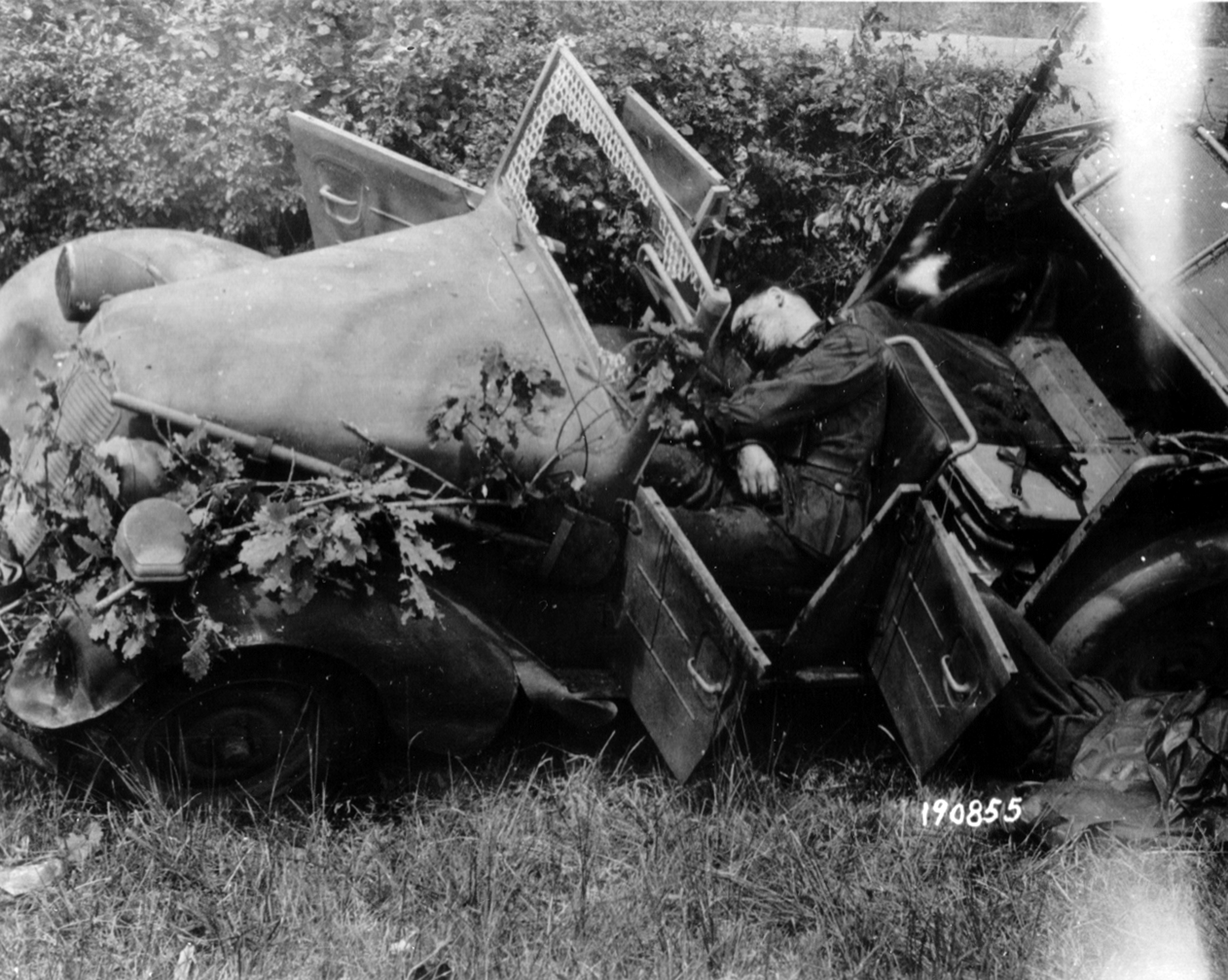
Soldati tedeschi caduti lungo la strada per Saint-Sauveur-le-Vicomte

La vittoriosa esecuzione di Overlord fu anche frutto dell'incontrastato dominio dei cieli, della devastazione delle reti ferroviaria e stradale e della frequenza delle missioni aeree di supporto tattico, che in ultimo intralciarono pure l'afflusso di rinforzi tedeschi in Normandia. L'impiego delle Panzer-Division in Normandia fu condizionato, inoltre, dallo scarso numero di mezzi a disposizione delle singole divisioni, impossibilitate a sviluppare un'azione offensiva a largo raggio e che furono, anzi, costrette a limitarsi a una difesa locale più o meno elastica, in cui i carri armati svolsero prevalentemente funzioni di supporto. La valutazione del feldmaresciallo Rommel - respingere tassativamente l'assalto nemico sulle spiagge - era sostanzialmente corretta, ma richiedeva lo schieramento e il coordinamento di un forte nucleo di divisioni corazzate: un piano che, date le condizioni delle forze armate tedesche in Francia nel 1944 e il dominio assoluto dei cieli da parte degli Alleati, non avrebbe potuto funzionare correttamente. Il parziale successo ottenuto dalla 21. Panzer-Division dimostrò che non fu tanto la mancanza di unità blindate a bloccare i contrattacchi tedeschi, quanto l'incompleta visione del quadro d'insieme della situazione: agendo in modo compatto, la divisione avrebbe avuto forze sufficienti per rigettare in mare i britannici. Invece, i reparti del generale Feuchtinger furono scagliati in battaglia in maniera confusa e disorganica, indebolendo l'efficacia del contrattacco.

### La lenta reazione tedesca
Quando, alle 06:00, il colonnello generale Alfred Jodl (ufficiale capo delle operazioni all'OKW) si svegliò e fu informato della situazione in Normandia, non concesse tutte le divisioni corazzate della riserva strategica che il feldmaresciallo von Rundstedt, a scopo cautelativo nell'attesa di avere una visione più chiara delle intenzioni alleate, aveva insistentemente richiesto dalle 02:30: quell'ordine poteva essere dato solo da Hitler in persona che, però, sofferente d'insonnia, la sera precedente aveva assunto un sonnifero. Il Führer si alzò alle 10:00 e, considerando i precedenti messaggi ricevuti dal servizio di spionaggio, si mostrò incerto: in un primo tempo ritenne che non si trattasse del vero sbarco; dopo alcune discussioni, disse a Jodl: "Allora, questa è l'invasione, si o no?". Finalmente, alle ore 14:32 l'OKW diede l'autorizzazione all'OB West di aggregare le divisioni corazzate della riserva strategica (12. SS-Panzer-Division "Hitlerjugend" e la Panzer-Lehr-Division) al Gruppo di Armate B e contrattaccare al più presto. Sebbene questo ritardo fosse stato aspramente criticato dai comandi tedeschi, probabilmente non influenzò l'andamento della battaglia, in quanto tutte le forze tedesche in marcia verso la Normandia subirono ingenti perdite e ritardi a causa degli intensi attacchi dell'aviazione anglo-americana.

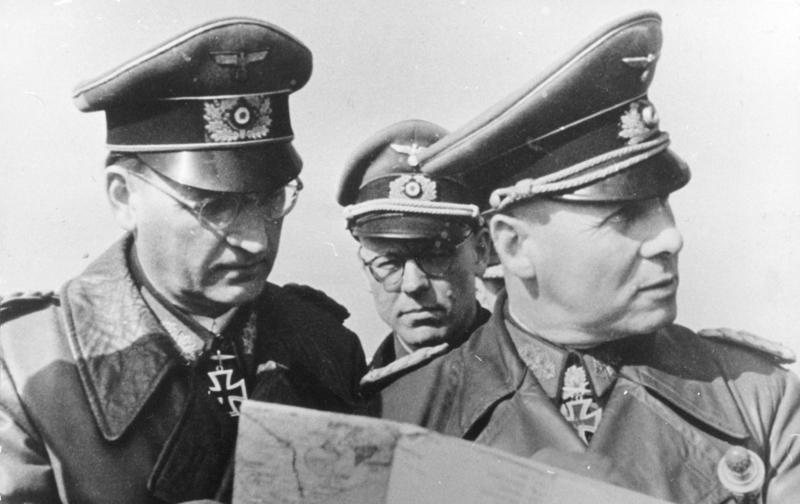
Il generale Hans Speidel e il feldmaresciallo Erwin Rommel

Le due divisioni corazzate, unità scelte, ben addestrate ed equipaggiate, incontrarono infatti grandi difficoltà per raggiungere l'area dello sbarco. La Panzer-Lehr era raggruppata a 120 chilometri a sud-ovest di Parigi e fu messa in stato di allarme fin dalle ore 02:30 del 6 giugno, ma sorsero ben presto contrasti tra gli alti comandi. Il generale Dollmann esigeva che la divisione iniziasse il movimento verso Caen alle ore 17:00, mentre il comandante della divisione, maggior generale Fritz Bayerlein, consigliava di muovere solo di notte per evitare la minaccia aerea alleata. Alla fine la divisione corazzata iniziò la marcia di trasferimento nel pomeriggio del 6 giugno, ma il movimento verso le spiagge fu considerevolmente rallentato dalle ingenti distruzioni causate agli abitati e alle vie di comunicazione dagli attacchi aerei alleati; la Panzer-Lehr avanzò anche durante la notte e raggiunse l'area di schieramento il mattino del 7 giugno; attaccata sistematicamente dall'aria, non sarebbe riuscita a contrattaccare neppure l'8 giugno.

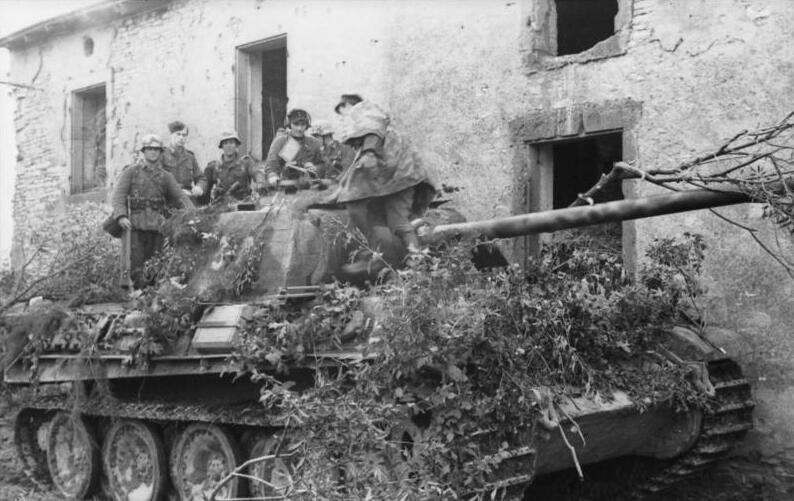
Un Panzer V Panther della Panzer-Lehr-Division in Normandia, rivestito di mimetizzazione campale per sfuggire ai velivoli alleati

La 12. SS-Panzer-Division (comandata dall'SS-Brigadeführer Fritz Witt), che avrebbe dovuto sistemarsi nei pressi di Lisieux, a circa 30 chilometri dietro alla costa (zona tatticamente ottima in previsione di uno sbarco), fu ridislocata dal generale von Schweppenburg 50 chilometri più a sud, palesando con questa decisione i dissidi con il feldmaresciallo Rommel; questi voleva le riserve a ridosso della costa, mentre il primo riteneva più prudente disporle a maggiore distanza allo scopo di evitare il bombardamento navale e, successivamente, manovrare su una zona a vasto raggio. Nessuno dei due alti ufficiali considerò il peso schiacciante degli stormi aerei avversari, perciò la mattina del 6 giugno la divisione venne a trovarsi 20 chilometri più distante dalla zona di combattimento e nell'impossibilità d'intervenire tempestivamente. Alla notizia dell'"invasione" fu subito messo in movimento anche il II-SS-Panzerkorps del generale Hausser, che combatteva contro i sovietici nella regione di Leopoli, ma quelle preziose forze corazzate impiegarono cinque giorni per arrivare via ferrovia a Nancy e, da quel momento, dovettero spostarsi su strada: furono pronte a intervenire in Normandia solo alla fine del mese di giugno, quando era ormai troppo tardi.
Nonostante lo sbigottimento generale, Adolf Hitler il 6 giugno si mostrò ottimista e fiducioso; nella prima riunione al suo quartier generale nella tarda mattinata, dopo le incertezze iniziali sulle reali intenzioni degli Alleati, disse al feldmaresciallo Wilhelm Keitel che: "Le notizie non potrebbero essere migliori"; il Führer si illudeva che, dopo tanta attesa, l'inizio della grande battaglia avrebbe dato la possibilità alle sue forze di distruggere il grosso degli eserciti nemici. Hitler disse: "Finché erano in Gran Bretagna non potevamo arrivare fino a loro. Ora li abbiamo a portata di mano e possiamo distruggerli"; più tardi apparve quasi contento dicendo a Göring, davanti alla carta militare: "Stanno sbarcando qui e qui, proprio dove li aspettavamo". Solo il 10 giugno Hitler e i suoi principali generali compresero l'imponenza delle forze alleate e la difficile situazione della Wehrmacht.

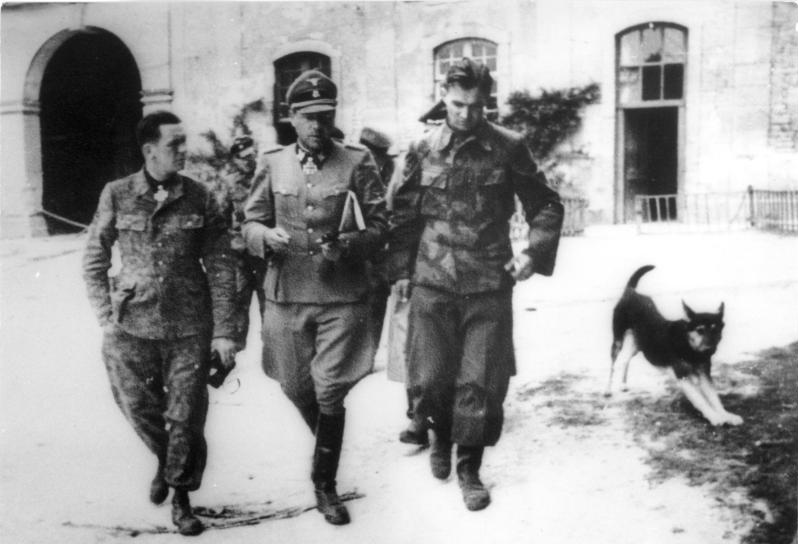
Tre ufficiali della 12. SS-Panzer-Division: da sinistra il colonnello Kurt Meyer, il generale Fritz Witt, il maggiore Max Wünsche. Questa divisione non poté intervenire il 6 giugno 1944 a causa degli attacchi aerei alleati.

La Luftwaffe poté opporre solo una modesta resistenza durante l'intero 6 giugno. Il feldmaresciallo Sperrle, il comandante della Luftflotte 3 di base in Francia, poteva opporre solo trecento aerei efficienti, di cui meno di un centinaio erano caccia. Questi velivoli costituivano una forza difensiva, insufficiente anche solo per un attacco di bombardieri più numeroso del solito, così era stato pianificato (in caso d'invasione) di rinforzarla con altri seicento aerei che, fatti partire dalla Germania, sarebbero dovuti andare ad atterrare in campi d'aviazione avanzati già predisposti in Francia. L'ordine di trasferimento, che poteva essere dato solo dall'OKL, fu impartito quando ormai era troppo tardi. Il tenente generale Adolf Galland, nel dopoguerra, si espresse così a tal proposito: «Secondo le dichiarazioni rilasciate dal generale che lo comandava, il 2º Fliegerkorps ebbe notizia del principio d'invasione solo il 6 giugno, circa alle otto del mattino. Infatti le incursioni aeree dei giorni precedenti avevano gravemente disorganizzato o paralizzato l'intero sistema di comunicazioni». Due piloti dello Jagdschwader 26 Schlageter - il tenente colonnello Josef Priller, asso della caccia tedesca con quasi cento vittorie aeree, e il suo gregario Heinz Wodarczyk - furono verosimilmente i primi due cacciatori tedeschi a entrare in azione la mattina del D-Day. I due, nonostante la confusione e gli ordini contraddittori dei comandi della Luftwaffe, non esitarono a decollare con i loro Focke-Wulf Fw 190 per andare a rendersi conto di persona degli avvenimenti. Nascondendosi tra le nubi, riuscirono a spingersi fino a Le Havre e proseguirono fino alla costa, finché non si trovarono proprio sulla flotta d'invasione nel settore britannico. Nonostante la evidente inferiorità, i due piloti si lanciarono verso le spiagge mitragliando gli uomini a terra, i quali risposero con le loro armi automatiche, ma l'azione dovette essere subito sospesa per l'azione contraerea delle centinaia di navi, che costrinse i due piloti a cabrare verso le nubi.
Oltre a questa famosa incursione, rievocata in libri e film, anche i caccia dello Jagdschwader 2 Richthofen entrarono in azione il 6 giugno; i primi caccia dei due gruppi aerei dello stormo arrivarono alle ore 10:00 sopra le spiagge, dove affrontarono la pesante copertura aerea dei caccia alleati; le ultime missioni terminarono alle ore 21:30; i cacciatori tedeschi rivendicarono diciotto vittorie aeree contro due perdite. Fu invece un totale fallimento il programma di rinforzo immediato studiato a lungo nei mesi precedenti dal comando della Luftwaffe, su cui anche Hitler aveva fatto pieno affidamento. Il piano di trasferire immediatamente almeno 800 caccia da altri fronti verso i cieli dello sbarco non fu completamente autorizzato fino al 7 giugno; in realtà fin dal pomeriggio del D-Day partirono per la Francia alcuni gruppi aerei del Jagdschwader 1 e del Jagdschwader 54, che tuttavia per difficoltà organizzative, carenze di mezzi e problemi meteorologici non riuscirono a intervenire.

### Le perdite

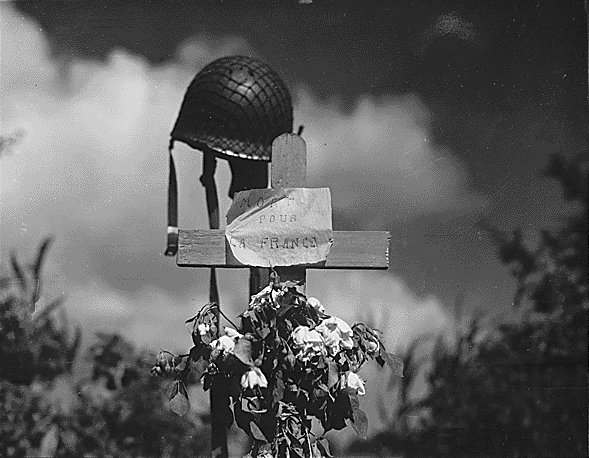
Mort pour la France, Carentan, 6 giugno 1944

Il numero delle perdite totali per gli Alleati il 6 giugno fu complessivamente di circa 10 300 uomini, di cui 2 500 morti. Gli statunitensi contarono 6 600 perdite, di cui 1 465 morti, 3 184 feriti, 1 928 dispersi e 26 prigionieri; circa 2 750 furono invece le perdite dei britannici e quasi 1 000 quelle dei canadesi. Nel 2014 ricerche più accurate sulle singole vittime del D-Day alzarono il totale dei morti, portandolo a circa 4 400 fra gli Alleati (2 500 morti statunitensi e 1 900 anglo-canadesi). Nello specifico, per quanto riguarda le 6 600 perdite statunitensi, almeno 2 500 (238 morti accertati) furono quelle delle due divisioni aviotrasportate, mentre le vittime a Utah furono circa 200, compresi 60 dispersi; la maggior parte delle perdite statunitensi, circa 4 000, fu sofferta dalla 1ª e dalla 29ª Divisione impegnate a Omaha. I canadesi a Juno ebbero 359 morti, 574 feriti e 47 prigionieri; i britannici persero circa 1 280 soldati sulle spiagge dell'invasione: 410 uomini sulla spiaggia Gold, circa 240 soldati del Nr. 48 Commando a Juno e circa 630 uomini a Sword. Questa stima, però, non tiene conto delle vittime dei combattimenti del D-Day una volta che le truppe britanniche penetrarono nell'entroterra. Circa 1 400 vittime (600 uccisi o feriti durante il D-Day, 800 dispersi) soffrì invece la 6ª Divisione aviotrasportata. Novantacinque furono le vittime tra i soli piloti di alianti della 6th Airlanding Brigade (la brigata da sbarco aereo composta da circa 3 500 uomini), buona parte della quale traversò il Canale su 250 alianti. Il numero totale delle perdite tedesche non è conosciuto, ma si stima sia stato tra i 4 000 e i 9 000 uomini.

## Lo sbarco nella cultura di massa

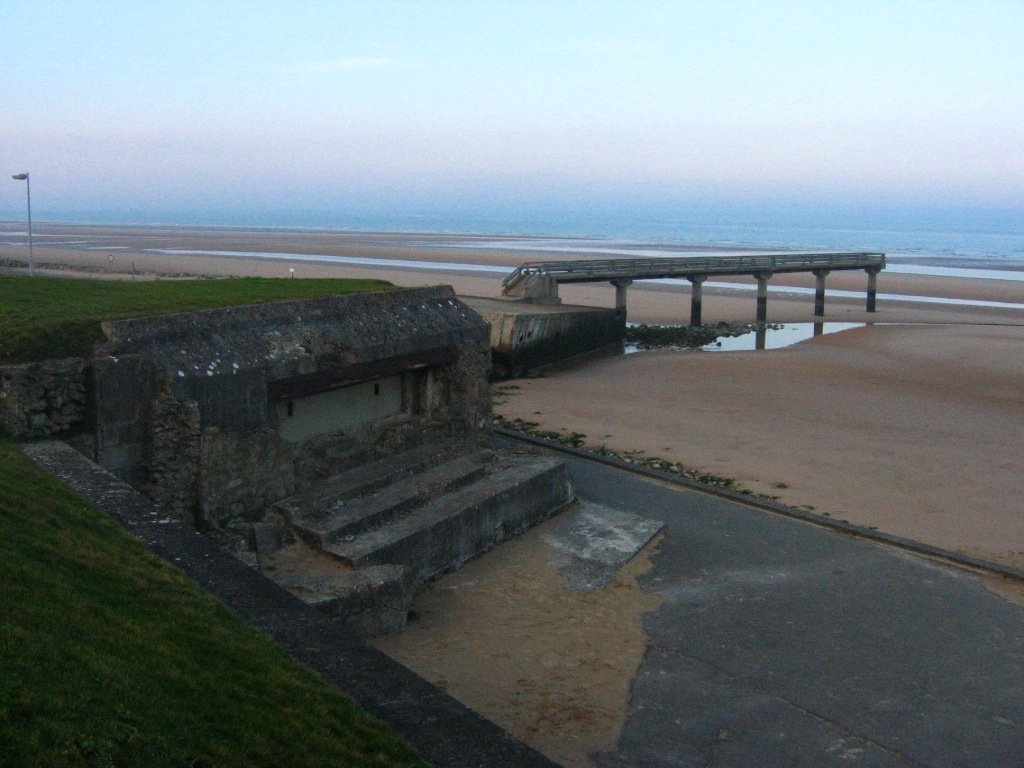
Resti di una casamatta tedesca a Omaha Beach

### Il ricordo
I visitatori della Normandia odierna trovano molti ricordi di quel 6 giugno 1944. I più notevoli sono le spiagge, che vengono ancora indicate sulle cartine e sui cartelli con i nomi in codice assegnati durante l'invasione; sulla costa sono inoltre visibili diversi bunker del Vallo Atlantico e i Mulberry Harbour con i loro frangiflutti Phoenix, presso Arromanches. Nella regione sono stati istituiti numerosi cimiteri di guerra anglo-americani e tedeschi: a Colleville-sur-Mer file di identiche croci bianche e stelle di David commemorano i morti statunitensi. A Bayeux il cimitero di guerra del Commonwealth, mantenuto dalla Commonwealth War Graves Commission, raccoglie le spoglie di 4 648 soldati britannici e, accanto, sorge il più grande cimitero della Normandia, il Cimitero militare tedesco di La Cambe, in cui riposano 21 222 soldati tedeschi. Le vie vicino alle spiagge portano ancora il nome delle unità che vi combatterono e occasionali paletti ricordano gli scontri più importanti. In luoghi significativi come Pointe du Hoc e il Ponte Pegasus ci sono delle placche, memoriali o piccoli musei.

### Esplicative
1. ↑  Diverse unità di ranger e di commando britannici dovevano sbarcare ai lati delle grandi unità, ma in nessun'altra fase della guerra l'entusiasmo per l'impiego di corpi speciali fu così scarso. Secondo molti comandanti, questi corpi non facevano altro che privare di personale di alta qualità le truppe regolari, che avrebbero dovuto svolgere il ruolo primario nell'assalto. Così, con la sola eccezione dei ranger a Pointe-du-Hoc e di taluni lanci speciali dello Special Air Service nell'entroterra (onde collaborare con i partigiani francesi), i commando e gli altri corpi speciali furono impiegati nel D-Day, e per quasi tutto il resto della guerra, con normali compiti di fanteria. Vedi: Hastings, p. 43.
2. ↑  L'imponente armata aerea che trasportava le truppe di paracadutisti statunitensi era composta da 432 C-47 Dakota per la 101ª Divisione e altrettanti per l'82ª Divisione; volavano in una formazione a "V" lunga 483 chilometri, con un'ampiezza di 9 aerei e senza comunicazione radio (solo l'aereo in testa a ogni gruppo di 45 velivoli era dotato di un apparecchio Eureka, che attraverso alcune luci faceva da guida). Nel gruppo di nove, le punte delle ali erano a circa trenta metri di distanza e i gruppi procedevano a circa 300 metri gli uni dagli altri: volavano senza luci, eccetto il fanalino sulla coda dell'aereo davanti. Vedi: Ambrose, pp. 198-199
3. ↑  La Western Task Force includeva le vecchie navi da battaglia Arkansas, Nevada e Texas, più otto incrociatori, ventotto cacciatorpediniere e un monitore; la Eastern Task Force includeva le altrettanto obsolete Ramillies e Warspite, il monitore Roberts, dodici incrociatori e trentasette cacciatorpediniere. Vedi:  Anthony Beevor, D-Day. La battaglia che salvò l'Europa, Milano, Rizzoli, 2010,  pp. 81-82, ISBN 978-88-17-04162-1.
4. ↑  Gli avvenimenti su Omaha sono da imputare in parte all'inesperienza della maggior parte dei soldati delle prime ondate e di molti ufficiali subalterni; il caotico svolgersi degli sbarchi aggravò tale deficienza, distruggendo la coesione delle unità. Ai fanti mancò in sostanza un esempio da seguire e, quindi, non appena messo piede a terra, si abbarbicarono a illusori ripari, menomando seriamente la capacità offensiva degli sbarchi. Vedi: Hastings, p. 116.
5. ↑  Theodore Roosevelt, nonostante avesse 57 anni, fu l'unico generale sbarcato con le truppe delle prime ondate durante il D-Day. Egli insistette parecchio prima che il comandante della 4ª Divisione (generale Raymond Barton) acconsentisse alla richiesta e questa decisione lo preoccupò molto, tanto che in seguito ricordò: «Quando salutai Ted in Inghilterra non mi sarei aspettato di rivederlo vivo». Vedi: Ryan, p. 198.
6. ↑  Probabilmente i pezzi non vennero montati in tempo dato che gli stessi ranger, due ore dopo l'attacco, a circa 1,5 chilometri nell'entroterra, trovarono una postazione mimetizzata con cinque cannoni e cataste di proiettili, presumibilmente mai utilizzati. Vedi: Ryan, p. 206.
7. ↑  Alcuni dei più inusuali preparativi da parte degli Alleati includevano veicoli corazzati adattati appositamente per l'assalto. Sviluppati sotto la direzione del maggior generale britannico Percy Hobart (il comandante della 79ª Divisione corazzata), questi veicoli comprendevano carri Sherman anfibi, sminatori, getta-ponti e getta-rampe. Gli statunitensi, che diffidavano delle invenzioni di Hobart (Hobart's funnies), utilizzarono solo i carri anfibi e solo dopo il mezzo disastro di Omaha si accorsero di quanto sarebbero stati importanti i carri sminatori. Vedi: Bertin, pp. 227-232.
8. ↑  Il valore particolare di questo piccolo porto consisteva nella sua posizione: lì doveva approdare la tubatura sottomarina di rifornimento degli Alleati, PLUTO (Pipe Line Under The Ocean), da utilizzare fino a quando non fosse stato usufruibile il porto di Cherbourg. Port-en-Bessin fu conquistato l'8 giugno.
9. ↑  Port-en-Bassin, Bayeux e Caen erano ancora in mano tedesca; i ranger a Pointe-du-Hoc erano in posizione critica; lo sbarco su Omaha aveva sfiorato il disastro; le spiagge Sword e Juno, così come Gold e Omaha, non si erano congiunte; i paracadutisti della 6ª Divisione britannica erano minacciati da forze corazzate tedeschi e quelli dell'82ª Divisione statunitense erano dispersi nelle paludi del Merderet.
10. ↑  Tuttavia è documentato che l'avanguardia della 12. SS-Panzer-Division era stata posta alle dipendenze del Gruppo di Armate B già alle 05:00 e si era messa in marcia verso le zone di sbarco alle 10:00. Vedi: Molinari, p. 37.

### Bibliografiche
1. ↑  (EN) How many Allied troops were involved in D-Day?, su ddaymuseum.co.uk, D day museum. URL consultato il 9 febbraio 2015 (archiviato dall'url originale il 9 dicembre 2015).
2. 1 2  (EN) How many Allied and German casualties were there on D-Day, and in the Battle of Normandy?, su ddaymuseum.co.uk, D day museum. URL consultato il 9 febbraio 2015 (archiviato dall'url originale il 9 dicembre 2015).
3. ↑  Hastings, p. 19.
4. ↑   Armageddon: The Battle For Germany 1944-45, su maxhastings.com. URL consultato il 21 aprile 2015 (archiviato il 29 maggio 2015).
5. ↑  Hastings, p. 20.
6. ↑  Hastings, p. 21.
7. ↑  Ambrose, p. 65.
8. ↑  Hastings, p. 28.
9. ↑  Ambrose, pp. 71-72.
10. ↑  Hastings, pp. 28-29.
11. ↑  Hastings, p. 29.
12. ↑  Ambrose, p. 73.
13. 1 2  Hastings, p. 32.
14. ↑  Hastings, p. 35.
15. 1 2  Ambrose, p. 76.
16. ↑  Citato nel libro di Nigel Hamilton, Montgomery: Master of the Battelfield p. 513. Vedi: Hastings, p. 37.
17. ↑  Hastings, pp. 40-41.
18. ↑  Hastings, p. 67.
19. ↑  Hastings, p. 45.
20. ↑  Ambrose, pp. 119-120.
21. ↑  Ambrose, p. 120.
22. ↑  Ambrose, p. 121.
23. ↑  Molinari, p. 9.
24. ↑  Hastings, p. 44.
25. ↑  Hastings, p. 48.
26. ↑  Ambrose, p. 93.
27. ↑  Hastings, p. 49.
28. ↑  Ambrose, p. 94.
29. ↑  Hastings, p. 50.
30. ↑  Hastings, pp. 53-54.
31. ↑  Ambrose, p. 98.
32. ↑  Ambrose, pp. 102-103.
33. ↑  Ambrose, p. 104.
34. ↑  Fraser, p. 436.
35. ↑  Fraser, p. 437.
36. ↑  (DE) LXXXVIII. Armeekorps (88.), su Lexikon der Wehrmacht. URL consultato il 12 maggio 2015 (archiviato il 18 maggio 2015).
37. 1 2  Fraser, p. 438.
38. ↑  Fraser, p. 440.
39. ↑  Fraser, p. 441.
40. ↑  Fraser, p. 442.
41. ↑  Fraser, pp. 444-445.
42. ↑  Killen, p. 405.
43. ↑  Fraser, p. 450.
44. ↑  Bauer, vol. VI, pp. 48-49.
45. ↑  Bauer, vol. VI, pp. 133-134.
46. ↑  Bauer, vol. VI, p. 48.
47. ↑  Reuth, pp. 157-158.
48. ↑  Reuth, pp. 158-159.
49. ↑  Irving 1978, pp. 364-369.
50. 1 2   Ken Ford, D-Day III, in Le grandi battaglie della seconda guerra mondiale, Milano, Osprey Publishing/RBA Italia, 2009,  p. 23, ISSN 1974-9414 (WC · ACNP).
51. ↑  Carell, p. 24.
52. ↑  Irving 1991, p. 524.
53. ↑  Bauer, vol. VI, p. 175.
54. ↑  Ambrose, p. 183.
55. ↑  Ambrose, p. 187.
56. ↑   Ici Londres - Les messages personnels de la BBC, su doctsf.com. URL consultato il 29 dicembre 2010 (archiviato dall'url originale il 10 luglio 2012).
57. ↑  Collins, pp. 75-76.
58. ↑  Carell, pp. 20-21.
59. ↑  Carell, pp. 21-22.
60. ↑  Carell, p. 22.
61. ↑  Bertin, pp. 151-15.
62. ↑  Carell, pp. 22-23.
63. ↑  Collins, p. 80.
64. ↑  Collins, p. 81.
65. ↑  Collins, pp. 82-83.
66. ↑  Carell, p. 32.
67. 1 2  Carell, p. 33.
68. ↑  Carell, pp. 81-83.
69. ↑  Carell, pp. 67-68.
70. ↑  Collins, pp. 83-84-85.
71. ↑   The Way We Were - Col. Ben Vandervoort, su d-day-publishing.com. URL consultato il 27 aprile 2015 (archiviato dall'url originale l'8 maggio 2015).
72. ↑  Carell, pp. 96-97.
73. ↑  Collins, pp. da 116 a 120.
74. ↑  Collins, p. 94.
75. ↑  Hastings, pp. 95-96.
76. ↑  Weal 1996, p. 71.
77. 1 2  Hastings, p. 101.
78. ↑  Collins, p. 97.
79. 1 2  Ambrose, p. 238.
80. ↑  Ambrose, p. 250.
81. ↑  Killen, pp. 399-400.
82. ↑  Ambrose, p. 247.
83. ↑  Ambrose, pp. 269-270.
84. ↑  Ambrose, p. 271.
85. ↑  Ambrose, p. 275.
86. ↑  Carell, p. 77.
87. ↑  Ambrose, pp. 266-267.
88. ↑  Ryan, pp. 186-187.
89. ↑  Ryan, pp. 188-189.
90. ↑  Hastings, p. 114.
91. ↑  Ryan, pp. da 190 a 193.
92. ↑  Ryan, p. 194.
93. ↑  Ryan, pp. 195-196.
94. 1 2  Hastings, p. 122.
95. ↑  Carell, pp. 81-86 e 87-89.
96. ↑  Carell, pp. 115-118.
97. ↑  Bauer, vol. VI, pp. 169-170.
98. 1 2  Hastings, pp. 123-130.
99. ↑  Ryan, p. 198.
100. ↑  Ryan, pp. 199-200.
101. ↑  Hastings, p. 110.
102. ↑  Carell, p. 120.
103. ↑  Carell, pp. 122-123.
104. ↑  Hastings, p. 111.
105. ↑  Ryan, pp. 203-204.
106. ↑  Ryan, pp. 204-205.
107. ↑  Ryan, p. 209.
108. ↑  Hastings, p. 132.
109. ↑  Ryan, p. 210.
110. ↑  Hastings, p. 133.
111. ↑  Ryan, pp. 219-220.
112. ↑  Hastings, p. 134.
113. ↑  Ryan, p. 216.
114. 1 2  Hastings, p. 135.
115. ↑  Ryan, pp. 216-217.
116. ↑  Ryan, pp. 212-213.
117. ↑  Ryan, pp. 213-215.
118. 1 2  Hastings, p. 148.
119. ↑  Ryan, p. 221.
120. ↑  Ryan, p. 257.
121. ↑  Ryan, pp. 259-260.
122. ↑  Carell, pp. 99-100.
123. ↑  Carell, p. 102.
124. ↑  Hastings, p. 150.
125. ↑  Hastings, pp. 149-150.
126. ↑  Hastings, p. 151.
127. ↑  Bertin, pp. 248-250.
128. ↑  Bertin1972, vol. I, pp. 146-147.
129. ↑  Bertin1972, vol. I, p. 152.
130. ↑  Bertin1972, vol. I, p. 153.
131. ↑  Bertin1972, vol. I, pp. 225-226.
132. ↑  Bertin1972, vol. I, pp. 240-241.
133. ↑  Bertin1972, vol. I, p. 244.
134. ↑  Hastings, p. 156.
135. ↑  Fraser, p. 474.
136. ↑  Molinari, p. 38.
137. ↑  Bauer, vol. VI, p. 174.
138. ↑  Carell, p. 106.
139. ↑  Carell, pp. 107-109.
140. ↑  Carell, p. 113.
141. ↑  Bauer, vol. VI, p. 152.
142. 1 2  Irving, p. 800.
143. ↑  Irving, p. 801.
144. ↑  Killen, p. 400.
145. ↑  Killen, p. 403.
146. ↑  Killen, p. 404.
147. ↑  Il capitano Herbert Huppertz rivendicò l'abbattimento di tre Typhoon della RAF e di due P-51 dell'USAAF. Vedi: Weal, pp. 108-110.
148. ↑  Irving 1991, pp. 533-534.
149. ↑   Maurice Tugwell, Airborne to Battle: A History of Airborne Warfare, 1918–1971, London, Kimber, 1971, ISBN 0-7183-0262-1.
150. ↑  (EN) D-Day Casualties Estimates, su warchronicle.com (archiviato dall'url originale il 28 agosto 2011).
151. ↑  (EN) D-Day and the Battle of Normandy: Your Questions Answered, su ddaymuseum.co.uk. URL consultato il 9 febbraio 2015 (archiviato dall'url originale il 9 dicembre 2015).
152. ↑   Normandy War Cemeteries, su battlefieldsww2.50megs.com. URL consultato l'8 febbraio 2015 (archiviato l'8 febbraio 2015).

### Saggistica
- Stephen E. Ambrose, D-Day - Storia dello sbarco in Normandia, Milano, Rizzoli, 2002, ISBN 88-17-00063-9.
- Eddy Bauer, Storia controversa della seconda guerra mondiale, Novara, De Agostini, 1970, ISBN non esistente.
- Antony Beevor, D-Day. La battaglia che salvò l'Europa, Milano, Rizzoli, 2010, ISBN 978-88-17-04162-1.
- Claude Bertin, La vera storia dello sbarco in Normandia, Ginevra, Editions de Crémille, 1969, ISBN non esistente.
- Claude Bertin, Dalle spiagge della Normandia a Berlino, Ginevra, Edizioni Ferni, 1972, ISBN non esistente.
- David R. Burgett, Currahee! Lo sbarco in Normandia, Milano, Mursia, ISBN 978-88-425-3826-4.
- Larry Collins, D-Day. La storia segreta, Milano, Mondadori, 2005, ISBN 88-04-54615-8.
- David Fraser, Rommel – L'ambiguità di un soldato, Milano, Mondadori, 2009  [1993], ISBN 978-88-04-41844-3.
- Max Hastings, Overlord. Il D-Day e la battaglia di Normandia, Milano, Mondadori, 1999, ISBN 88-04-37856-5.
- David Irving, Göring. Il maresciallo del Reich, Milano, Mondadori, 1991, ISBN 88-04-35063-6.
- David Irving, La pista della volpe, Milano, Mondadori, 1978, ISBN non esistente.
- John Tyrrell Killen, Storia della Luftwaffe. L'arma aerea tedesca dal 1915 al 1945, Milano, Res Gestae, 2012, ISBN 978-88-6697-004-0.
- Andrea Molinari, Storia dello sbarco in Normandia, Milano, H&W, 2007, ISBN 978-88-7851-536-9.
- Robin Neillands, Roderick De Normann, D-Day 1944. Voci dalla Normandia, Milano, Mondadori, 2003, ISBN 88-04-51855-3.
- Ralf Georg Reuth, Rommel. Fine di una leggenda, Torino, Lindau, 2006, ISBN 88-7180-571-2.
- David Stafford, D-Day. Conto alla rovescia. I dieci giorni che decisero la guerra, Milano, Il Saggiatore, 2004, ISBN 88-428-1195-5.
- John Weal, Jagdschwader 2 Richthofen, Oxford, Osprey, 2000, ISBN 1-84176-046-3.
- John Weal, Focke-Wulf Fw190 Aces of the Western Front, Oxford, Osprey, 1996, ISBN 1-85532-595-0.

### Narrativa
- Paul Carell, Sie kommen! – Il giorno più lungo visto dai tedeschi, collana Pocket guerra, Milano, Longanesi, 1975, ISBN non esistente.
- Cornelius Ryan, Il giorno più lungo. 6 giugno 1944, Milano, BUR Storia, 2007  [1959], ISBN 978-88-17-10728-0.